# スーパーマリオくんの登場キャラクター
スーパーマリオくんの登場キャラクターでは、沢田ユキオの漫画『スーパーマリオくん』およびその派生作品に登場する架空のキャラクターについて説明する。

## 主要キャラクター
マリオ
本作品の主人公。ボケキャラでオヤジギャグから下ネタ、ショートコントまで何でもこなす。しかし、器用にツッコミに回ることもある。ルイージの性格が変わってからは主にツッコミ担当になっており、自らボケるシーンは少なくなっていたが、44巻以降は主にルイージがいない時にボケることが多くなっている。
原作同様、敵と戦う際には変身アイテムを駆使して戦うことが多いが、本来のゲームには登場しない変身やアイテムを別の方法で活用して難を乗り越えることも多い。また、全ての能力の詰まった合体マリオや無敵コウラなどのオリジナルのアイテムや変身をすることもある。
世間には「あほでまぬけでドジでぶさいくで大ボケでオナラが臭いことで有名なマリオ」として知られている。
2巻収録の4コマ漫画でデイジー姫を助けに行った際にピーチ姫から「この浮気者」と言われたり、「マリオストーリー編」でおプクがナイスバディなおねーさんと聞いたとたんジャンボル島に行くことを決めたり、「スーパーマリオギャラクシー編」でロゼッタに早く会いたいと言ったりとかなりの女好き。しかし美人とは程遠いキャラに溺愛されることが多々ある。
コインやお宝が好き。立ち去ろうとしても「○○をあげるから」などの報酬言葉を聞くと奇妙（器用）な戻り方をするなど、ゲームのワリオに似た性格をしている。懐かしい相手でも敵であればいきなり不意打ちしたり、ピンチの時に敵にコインを出して見逃してもらおうとしたり、仲間（特にルイージ）を盾やハンマー代わりにする、仲間を見捨てて逃げる、敵を仲間もろとも倒すなどの卑劣な行動を取ることが多い。また、仲間に「自分のことはいいから先に行ってくれ」などと言われると、本当に見捨てていこうとする（マリオ自身も、似たようなパターンで仲間に見捨てられることがある）。
かなり独善的で、自分が無事ならいいと思っている他、数々の功績を持っていることを鼻にかけ周囲を見下したり（マリオパーティ3編）、相手が弱いとやたらと強気になるなど少々傲慢で調子に乗りやすい一面も覗かせる。ただし根はお人良しであり、「スーパーマリオサンシャイン編」では敵キャラ、クリンの策略にかかり、その妹を助けるために当初彼に協力。「困ってるのに敵も味方もないだろー!!」と叫び、それがビアンコヒルズの住人達の心を動かした（それに対する対策をとる、抜け目のないところもある）。「マリオ&ルイージRPG3!!!編」でクッパの内臓を取ってきたキノピオに「そんなもの取ってきたらクッパ死ぬぞー!!」と怒鳴ったことなどから敵でも心配する優しい一面もある。
初期のころはポンキーの石化ガスや、機械菌などほかの仲間には効いてもマリオにはあほだから効かないという特徴があったが、「ヨッシーストーリー編」あたりから、石化やカエル魔法、アホアホ病、ルドウィッグヘアーなど後になって効くというパターンが定着している。
頼まれごとをされることが多く、当初は難色を示すが報酬をチラつかされるとあっさり手の平を返す。ただし場合によっては「俺は手伝うけどやり遂げるのはお前だ」という旨を語り、最後までその通りにするなど男らしい面もある。「ヨッシーストーリー編」では強敵を前に逃げたフリをして、黒ヨッシーに化け加勢するもののチビたちがどこまでやれるのか見守っていた。
クッパとは敵同士だが、決着をつけた後は怨みなしに「ナイスファイト！」と手を差し伸べて労っている（「スーパーマリオ64編」）。「マリオ&ルイージRPG3!!!編」でクッパがパワーダウンした時、体内にいたマリオがクッパのパワーの源である「アミノさん」をぶつける際「クッパ!!おまえは強くなくっちゃいけねえんだよ!!」と言っていることからクッパの強さを認めている。事実、パワーアップアイテムや武器などなしでクッパと戦った時はまるで歯が立たなかった（「スーパーマリオ64編」「スーパーマリオサンシャイン編」）。また「ペーパーマリオ カラースプラッシュ編」では豹変してしまったクッパを元に戻す際に「お前は本当はいいやつなんだよ！」と叫んでいる。
強引な展開や都合の良すぎる展開、何度も同じボケを使う時には作者にツッコミを入れがちである（ツッコミながらも展開やボケには納得している）。
「スーパーマリオワールド編」では、マントガメを倒した際に出てきた羽を取ったことでマントマリオとなって以降、基本的には常時マントを着用している。ただ、ゲームのようにマントを膨らませて飛ぶことはほとんど無く、ほぼそのまま、ゲームで言えば上昇中の姿勢のままで水平飛行している。マントが溶けたり焼けたりして破損する（奪われるケースもある）とその回では使えなくなるが、次回には何事もなかったように復活していた。また、コクッパ・ラリーとの戦いでは冒頭に一度死亡して地獄に送られたが、地獄面での戦いで大暴れした結果、追い出され生き返った。
「スーパードンキーコング編」で、かつてのライバルだったクランキーと再会。この時のクランキーはライバルだった頃よりかなり年老いていたが、一方のマリオは当時の頃とまったく変わっておらず、ヨッシーから「マリオさんは歳とらないんですね」と突っ込まれてしまう。
敵の顔（または体）がピーチ姫に変身すると、その敵を殴れないという弱点を持っている。また味方を武器や盾にして戦うことが多く、敵に対して「よくも〇〇（味方の名前）にひどいことしやがったな！」と言うが「お前がやったんだろ！」と突っ込まれる。また、仲間がやられている時に「おまえの死は無駄にはしない」と、見捨てて逃げたり攻撃に利用したりするのもお約束だが、自分自身が仲間達にそうされることもある。
ファイアボールブーメランやグレイトファイアボール、ルイージやヨッシーとの合体ファイア、全身から炎を放つ火の玉（ファイアボール）マリオ、マントによるウォーターストリームアタックなど、漫画オリジナルの技を多く持つ。しかし、ファイアボール系の技は、成功しても自分や仲間を巻き込んでしまったり、技自体が無意味に終わってしまうことも少なくない。
被っている帽子がなくなったり、ルイージの帽子をかぶるとパワーダウンする。時期によって帽子や手袋のディティールが異なる場合がある。
18巻と38巻でトラックを運転していたことから、大型免許を持っていると考えられる。また初期ではテニスの審判、ボクシングの審判（『パンチアウト!!』）など様々な仕事を体験していることが明かされており、色んな仕事をやりたがっていた。
ピーチ姫に対して話すときは、基本的に敬語で喋る。このことについては、マリオ以外の人も敬語で喋る。
初期では、コインを稼ごうとする時、ほっかむりを被って「つるセコマリオ」（「つるピカハゲ丸」のパロディか）になるネタが使われていた。
ルイージ
マリオの双子の弟で、永遠の脇役。
初期はマリオに次ぐ2番手の位置を確保し、マントで空を飛べるマリオを羨ましがっていた。この頃からザコキャラの大群相手に倒されるなど（逆にごり押しで殴り倒すこともあり、やられっぱなしという訳でも無かった）、戦闘能力でマリオに後れを取りがちであった模様。しかし、服の中にアイテムをいつも持ち歩いており、アイテムを与えてマリオをパワーアップさせることで逆転勝利に導いたり、自らアイテムを駆使してマリオのピンチを救ったこともある。また、マリオやヨッシーよりも利口かつ頭脳派な一面もあり、敵を言葉巧みに誘導尋問などで油断させたり、隙を作らせることでマリオに反撃のチャンスを与えるなど、非力さをカバーするかの如くアシスト面や頭脳戦で活躍していた。しかし、マリオやヨッシーとは対照的に「アホには効かない」攻撃やウイルスなどには弱く、そのせいで身動きが取れなくなり出番が減ることも多い。また、本来出番のないゲームも多く、それらではゲストキャラクターとして出演することが多くなる（この際、「おみやげ」と称してアイテムを持ち込んでおり、苦戦しているマリオに反撃のきっかけとして与えることが多い）。そのため、段々と「やられ役キャラ」が確立していき、話の序盤で意味も無くやられるようになった。『マリオストーリー』編では、ピーチ城でのパーティーにマリオと共に呼ばれるも、城が宇宙に持ち上げられて以降の動向には一切触れられなかったが、コロコロコミック連載11周年記念エピソードに当たるオズモーン戦では「ルイージマンション」の戦いの合間に駆けつけた設定で特別出演した。
初期はマリオを倒して主役になろうとしていることもあり、当時の口癖は「マリオが死ねば俺が主役に」だが、これを言うと主にヨッシーやキノピオにツッコミを入れられる。しかし、誤ってゼルダワールドに迷い込んでしまったマリオとヨッシーがボスキャラのアグニムに襲われた際にはありったけのスーパーキノコをマリオに届けるなど、いざという時には全力でマリオを助けるために奮起する。また、ハエたたきゲームのボスと合体してしまったヨッシーに殺虫剤をかけようとしたマリオに「どんな姿になっても、ヨッシーは俺達の仲間だ!」と止めたり、ビッグクッパにヨッシーを渡せと要求された時には断固拒否するなど、仲間想いな一面もある。他にも、未来編で「クッパ軍団を倒したら今度は俺達の帝国を作って好き放題してやる」と悪ふざけのすぎた冗談を言ったマリオやヨッシーを本気で叱るなど、根は至って真面目。
仲間（主にマリオ）から理不尽な扱いや暴力を受けているが、逆に彼自身も（特にマリオに対して）やり返すことは多い。
性格改変後は彼がメインとなる話も増えているが、ヨッシーや他のサブキャラクターが一緒にいることが多い。特にWii編以降はヨッシーとコンビになる回が描かれることが多い。
連載開始から長らくマリオを呼び捨てで呼び（「お前」と呼ぶことも多い）、一人称も「俺」だったが、「ペーパーマリオRPG編」終盤（35巻）以降はマリオのことを「兄さん」と呼び、一人称も「僕」に変更され、口調も大人しくなっている。
デザイン面も連載初期は顔の造形がマリオと酷似していたが、「スーパーマリオ64編」からヒゲが短くやや痩せた顔立ちになり、ヒゲの膨らみが5つから4つに変更された。更にその後、「ルイージマンション編」からは原作に近いヒゲの形に変わった。マリオ同様、「マリオ&ルイージRPG2編」からルイージの帽子の「L」の字にベタが塗られるようになる。
初期は面倒見の良い兄貴肌な一面もあるしっかり者であったが、性格改変後は気弱で意気地無しですぐに泣き出す弱虫となった。しかし、一度勇気を出すとボケながらもやり遂げる芯の強さを持っている。また、初期はキツいツッコミ担当の常識人であったのに対し、性格改変後は自らボケるシーンが目立つボケ担当になり、マリオから突っ込まれたり叱責される事も増えている。性格改変に向けたキャラクターの変化は「ペーパーマリオRPG編」以前にも度々見られており、たとえば「ルイージマンション」編では幽霊を怖がる弱気な面を見せる、マリオ不在の中で自らがボケ役となる、オヤ・マーにマリオの行方を尋ねた際に「俺の兄さん」と発言したりしていた。初期のツッコミキャラが大幅に減り、周囲からも「わき役ルイージ」もしくは「弱虫で泣き虫でボケもパワーもいまいちなルイージ」と呼ばれている。
回を追うごとにマリオの「守銭奴」の性格を受け継いでいる。
ヨッシー
マリオの仲間の恐竜。「スーパードラゴン」と呼ばれるらしい。基本的には敬語で喋り、マリオやルイージをはじめとした信頼を寄せている味方キャラには「さん」付けしており、この特徴は一部のゲームでも使われるようになった。ただし何者かに操られたときはタメ口かつ不良のような乱暴な口調で言動が攻撃的になる。基本的にマリオ同様、もしくはそれ以上のボケキャラ。曰く「マリオの最高の相棒」であり、ルイージと張り合うこともある。大食いでほとんど好き嫌いがないが、トゲだらけのウニラは嫌いで（時には普通に食べていたり、楊枝代わりにしている）、身のないフィッシュボーンは食べられない。ほかにも炎系の攻撃や、マリオランド2編のキラーやクリスタルキノコアドベンチャーでの機械化した果物など、機械も食べられない。ただしサンボやボム兵は食べられる。その食欲が災いすることもあり、パワーアップアイテムや味方キャラまで食べてしまうことも。
原作同様に敵を食べることによってタマゴを産める。また、タマゴの中身が消化していない敵キャラだったりと食べたものをそのまま出す（2巻）という器用なこともしている。さらに、変形させられたマリオを食べて卵から孵化させ、元に戻すことまでしている（失敗したクッパはウンチのような形状になってしまった）。食べすぎで満腹になると体がボール状のようになることがあり、この状態を利用してマリオなどが敵を倒すこともあった。13巻の未来編では食べすぎで絶滅したとされている。しかし、巻数が進むごとに大食いネタは減少している。腹が減り過ぎると凶暴になり、仲間であるマリオ等にも、手当たり次第咬み付く。
「スーパーマリオワールド」編では、原作同様、コクッパの城には入れない設定だったが、せんべい山のルドウィッグ以降は、その設定が無視されるようになった。
故郷は恐竜ランドやヨッシーアイランドなど諸説あるため不明（話によって異なる）。2巻登場のハナチャン、3巻登場のドラボンやチビライタとは周知の間柄。
鋼鉄の胃袋を持っていて、食べ物に毒が入っていても効かない。また、当初はマリオと同程度の「アホ」で、マリオとボケで張り合うことも多かったが、話が進むごとに今まで以上の「アホ」となっている。アホには効かない攻撃に対し、マリオには中途半端に効果があり、ヨッシーには全く効かなかったり、「アホ」に効く病気に本編が終わった後の幕間ページの今頃効果が出るなど。ただし、9巻の「クリスタルキノコアドベンチャー編」では、他のキャラに遅れはしたもののマリオを差し置いて効果を受けている。
カラーイラストなどから、こちらのヨッシーの体は緑色。「マリオワールド編」の、伝説の三色ヨッシーらからは「普通のヨッシー君」と言われている。
「スーパーマリオワールド編」では「ヨッシーのたまご」の要領で、2回スターヨッシー（頭頂部にスターがついた巨大なヨッシー）となり大活躍した。その他、クッキーやカートにも変身した。「スーパーマリオUSA編」ではカービィのように敵の能力をコピーしたこともあった。「スーパーマリオRPG編」では仲間として同行はしないものの、ヨッシーのクッキーで呼び出されるとお助けキャラとして登場するなどゲーム同様の役割を演じた。ただし食後のため敵を食べられなかったり、クッキーを中途半端に食べてから呼び出したのでヨッシーもボロボロになっていたりと役に立てないパターンが多い。そのため漫画オリジナルアイテムを置いてマリオたちに協力することが多かった。また、コロコロ版最終回でルイージと一緒に最後のスターピースを入手し、持ってきた。
ドラゴンコインが好きで見ると食べてしまい、その都度体に変化が起こる（舌がパワーアップして長くなったり、体が盾になってしまうなど）。ルイージが持っていたパワーバルーンとPスイッチを食べ、固いボールになってしまったこともある。
ファイアを吐くこともでき、初期では大食いをした後にマリオに向けて「ファイアげっぷ」をするのが毎度のネタになっていた。
「ペーパーマリオRPG編」では、いつの間にか万有引力を身につけていたが、他の人は信じていなかった。
連載初期は公式デザインと異なり、鞍を着けていなかった（ただし、一部の回の扉絵では鞍を着けている）。ヨッシーストーリー編の最後のコマ以降は本編においても鞍を着けた姿で描かれるようになり、同時に、前顔のデザインも変化した（それ以前は独特のデザインをしていた）。また、この頃からマリオに非協力的な行動（ピンチの時に助けないなど）を取るようになった。なお、22巻の特別面では、以前のデザインで描かれている（この特別編が、ヨッシーストーリー編より前に描かれたものであるためである）。
マリオが出演せず単体で主役を演じる話はルイージよりも少ないが、同作者の『スーパーマリオくん劇場 ヨッシーNewアイランド』では1巻丸々主役になっている。
T・C・Y（チーム・チビヨッシーズ）からは先輩として慕われている。そのヨッシーについては下の「T・C・Y（チーム・チビヨッシーズ）」の項目を参照。「ヨッシーウールワールド編」ではほかのヨッシーからみどりが帰ってきたといわれてることから、チビヨッシーズのみどりと同一人物となっている描写が見られる。
ピーチ姫
キノコ王国のお姫様。ゲーム同様にクッパなどに攫われることが多いため、出番は少なめ。しかし巻数が進むにつれてどんどん出番が増えてきた。初期と現在では髪型が異なり、「スーパーマリオRPG編」からはゲーム準拠のヘアースタイルとなった。マリオとは相思相愛で、初期では再会した際には常にいちゃいちゃしていた。普段はツッコミ役だが、たまに自分からボケたがる。クイズが得意であり、10巻の特別面ではワリオ自慢の最終クイズを解いた。
明るく華やかな容貌の美人だが、性格はかなり荒い部分もあり、逆上すると大暴れをしてクッパでも手がつけられなくなる他、形相が一変する（目が吊り上がる）。そのため「マリオ、早く助けに来て……」との発言に対し、クッパからは「自分で逃げりゃいいでしょ！」と突っ込まれたことも。本人も攫われるのには慣れたようでクッパの城では攫われたというよりは招待された友人のように入り浸る場面もある。マリオが自分を助ける気がないと分かると岩を投げつけたり、ハリセンで叩くなど乱暴な面がある。また2巻の4コマで、デイジーを助けたマリオに『この浮気者!』と言いながらスーパーキノコを投げ付けたり、37巻のギャラクシー編読み切り短編でロゼッタに会いに行っていたマリオをハンマーで殴るなど浮気をすると容赦をしない。「マリオ&ルイージRPG2編」からは乱暴な一面が少なくなっており、多少は大人しそうな感じになっているが、回を追うごとに少し子供っぽい性格になっている（クッパを騙して超激辛チョコを食べさせたり、クッパの銅像に落書きしたり、マリオに我儘をいうなど）。以降は笑顔でいることが多く、怒っていても笑顔で青筋を浮かべている。敵の攻撃の対象にされず無傷でいることが多いが、たまに巻き込まれることもある。ただし身動きできなくなる拘束系の攻撃は喰らってしまうことがある。
52巻ではマリオのボケのために勝手にコインを使われ、笑顔から一転して怒り顔となり弁償を求めた。その後の弁償活動もうまく実らないため、またもやマリオを怒鳴りつけていた。
キノピオ
キノコ王国の召使で身の回りの世話などを担当しているが、衛兵としては全く頼りにならない。一人称は「スーパーマリオ64編」までは「おいら」、「マリオパーティ編」以降は「ボク」。
パンツや頭の中にスターやキノコを入れていることがある（入れてある物は大抵フニャフニャかヘロヘロ状態または汚い）。「スーパーマリオUSA編」や「ワリオの森編」、「マリオパーティ編」などではマリオたちとともに冒険に出ることもある。
他のゲーム世界にいても、「スーパーマリオワールド編」では「3」のアイテムが詰まった宝箱や「USA」のチェリー(5個)を送り、「スーパーマリオ64編」では先に「マリオカート64」に行ってしまうもイナズマ入りアイテムボックスを送るなど、マリオを外からサポートする。
「ワリオの森編」では、原作の関係上一応主役だったのだが、基本的にはやられ役で、シーサ戦を除いてあまり活躍しなかった。シーサとの対決では妖術をかけられて「見る物全てが恐怖の対象になる」ようにされ、ロープが蛇に見えたり雪球が爆弾に見えたりして泣き叫んで逃げ回っていた。しかし、シーサの破壊光線からヨッシーが身を挺して護ってくれたのを見て「本当の主役はおいらだ」と勇気を取り戻し、それによって発生した「スターソード」によってシーサを粉々に粉砕した。
初期の頃はピーチ姫以外に対しては敬語で話すことはなく、マリオやルイージを呼び捨てで呼んでいたが、「マリオパーティ編」から丁寧な言葉使いになり、メンバーの大半をさん付けで呼び始めた。
普段は真面目な常識人でツッコミ役に徹することが多いが、マリオゴルフ編で自身のコースが出てきたときには「じまん」と強調するなど実は調子に乗りやすい一面もある。
「New スーパーマリオブラザーズ Wii編」では、青・黄色のキノピオが登場している。マリオに憧れており、マリオ・ルイージ・ヨッシーとともにピーチ姫救出に旅立つ。このシリーズから衣装も変更される。この頃からキノピオがマリオたちに同行することが多くなり、口調も丁寧さが無くなり、ヤンチャな少年らしいものになっている。29巻の「スーパールイージくん」や52巻の「ルイージマンション2編」ではルイージの相棒としてサポート役に回る。スーパールイージくんではルイージより勇気があり知識も豊富で案内役として不足なかったが、2だとルイージ以上の怖がりのため泣き叫んで逃げ回ることが多い。しかしピンチの時には逆転の一手をひらめくなどサポーターとして活躍した。
クッパ
マリオたちの最大の敵でクッパ軍団の首領。愛称（自称）は「（金持ちのもしくはお茶目な）クッちゃん」。一人称は「わし」または「おれ」だが、たまに「オレ様」ということがあり、口調も初期は語尾に「～じゃ」など老人言葉を使っていた。「スーパーマリオオデッセイ」編からはゲーム版と同じく一人称は「ワガハイ」、語尾に「～のだ」を用いるようになった。手下からは「大王さま」と呼ばれることが多い。本気で戦うと結構強いが、パワーアップしたマムーに1コマで呆気なく叩きのめされたり、ピーチの提案で手下に（積年の鬱憤を晴らすため）袋叩きにされたこともある。ピーチからは「クッパって実は弱いのね」、マリオからは「手下がいなけりゃただのアホ」と言われている。マリオとは幼少時代から争っていたらしい。こうらの中には色々な物が入っている（マリオと喧嘩している写真やピーチ姫の写真など）。また移動の際は主にピエロ顔の飛行船で移動する（「スーパーマリオ64編」から「マリオパーティ3編」にかけては雲に乗っていることが多かった）マリオ達を月まで投げたり、投げ飛ばして世界一周させるだけのパワーがある。
いつかはマリオを倒して「大魔王クッパくん（現スーパークッパくん）」として主役になろうと思っている（ペーパーマリオRPG編では一話のみであるが主役になっている）。ゲーム版と同じく悪役だが、「6つの金貨編」では、こうでもしないと出番が無いからと、変装してタタンガを倒し金貨を奪い返して届けたり､「ワリオの森編」では、「マリオを倒すのは自分だから」という理由でマリオに味方したりするなど、マリオの仲間になったり加勢することもある。また、「マリオパーティ3編」では、ミレニアムスターとの最終決戦に苦戦するマリオにスーパーキノコを与えるなど、彼を勝利へと導いた。ワリオと違って、味方になっている間は決して裏切ることはないが、仲間になっている間は敵の時より圧倒的に弱く、バトルの役には立たないことが多い。またクリボーら手下達には「悪役というよりアホ役」と言われるほどボケ担当でもある。
ピーチ姫と結婚したいと願うが、一方的すぎるため彼女からは拒否されている（怪物であることとマリオと相思相愛であることも理由だろうが）。結婚式関連のイベントでは自分がウェディングドレス(「3Dランド編」においては和装)を着ることが多く、これは彼の鉄板のボケである。似たようなボケでピーチ姫のドレスを着て姫の偽物としてマリオに迫ることもあったが、これも定番となっている。
ボケ役（ノリツッコミ）として立ち回ることが多いが、時には大魔王らしく残忍かつ非情で容赦がない一面を見せることも多い。マリオ討伐をしくじったアッパレを「壁ぺっちゃんの刑」などで処罰を与えたり(1巻)、同じく失敗したブンブンたち二軍に憤激して鉄球を振り回している（3巻）。更に利用するだけ利用して用無しとなったボム兵たちを爆弾に縛りつけ、マリオたち諸共爆殺しようとしたり（22巻）、ワリオ、マムーと手を組んでピーチ姫を誘拐してマリオたちをおびき出し、最終的に巨大な爆弾でピーチ姫ごとマリオたちを殺そうとしたこともある（10巻）。「マリオパーティ2」～「3」においてもお邪魔キャラとして登場しており、ピーチ姫にもミニゲームを強制するなど容赦がない。
連載が進むに連れてこういった残酷な面は鳴りを潜め始め、部下に対しても折檻したり罵倒することもほとんどなくなった。
タタンガとは悪友で「スーパーマリオワールド編」では1度、買収により協力を得ていたが、「スーパーマリオランド2 6つの金貨編」では、上記のとおり、マリオの代わりにタタンガをやっつけて（正体がばれないようにサンタクロースに変装していた）、金貨を取り返していた。
USA編や6つの金貨編のようにゲーム出演のない作品でも出張出演や友情出演をすることがあったが、本編で全く出番のないストーリーもあり「ワリオランド編」、「ヨッシーストーリー編」、「マリオ&ルイージRPG2編」には一切登場しない。なおワリオランド編の原作の『スーパーマリオランド3 ワリオランド』にはクッパはそもそも出演しておらず、ヨッシーストーリー編ではクッパの代わりにベビークッパが出演しているため、原作で出番があるにもかかわらず『マリオくん』での出番のない作品は「マリオ&ルイージRPG2編」だけになる。
5巻ではマリオに敗北した後の遠い未来で、ある家の召使いとして働いているという設定のクッパが登場。雇い主とその家族からは徹底的にこき使われており、休む暇なく雑用や家事を次々と命じられ、子供からは宿題まで押し付けられていた。かつての大王としての栄光を取り戻したいと願っていた時にカーメネーターと出会い、彼が過去の時代でマリオを倒せば未来が変わることを告げられ、働き詰めの日々からの解放を目的に、カーメネーターにマリオ暗殺を命じた。だが、未来のピーチ姫（と思しき存在）が歴史改変を防ぐためにマリオを助け、カーメネーターが倒されたことで未来は変わらず、今まで通りの生活だったので失敗したことを悟った。
13巻では似たような設定として「マリオに倒されたが復活した未来のクッパ」が登場（経緯は不明ながらマリオワールド編で死亡し、土の中から復活したように描かれている）、再び軍団を率いて都市を支配し、すっかり力が弱まったマリオの子孫を捕らえ博物館でコキ使っていた。コクッパたちが敗れたと知ると自ら倒しに現れるが、市民の怒りを買っていたため袋叩きにされてしまう。そこで赤ちゃんマリオの写真を見て過去へと転移し、赤ちゃんのうちにマリオの抹殺を目論む。ここから「ヨッシーアイランド編」へと繋がることとなる。
「未来編」及び「ヨッシーアイランド編」では、前述の「未来のクッパ」が続けて登場し、自ら過去に跳んで、産まれて間もない赤ちゃんのマリオとルイージを倒し、現代のマリオとルイージをこの世から消し去ろうと企てる。赤ちゃんルイージに関しては当初、燃えるゴミに出してしまおうとしたが、カメックに諫められたのと、結構懐いていることから迷いが生じ、結局捨てられなかった。逆に赤ちゃんマリオに関しては、プライドを捨てて改心した振りをし、マリオたちが眠ったところで「こいつさえいなければわしの天下じゃ！」と始末しようとした。
「スーパーマリオ64編」においてはしっぽをつかめないようにする、マリオのデータを消すなど漫画やゲームにおいてあるまじき行為をし（このコマの脇で、原作者の沢田が編集者の秋元に「この後の展開どうするんですか!?」と責められているシーンがある）、最終決戦では多数の部下を率いて城の外を舞台に戦うが、スターたちの援護によってメタル化したマリオたちに防衛線を突破され追い詰められる。最後は盛大に土下座して謝り、敵味方関係なくズッコケさせ戦いは終わりとなった。落ち込んでいたところをマリオから励ましの握手をされるが、サンキューと言いつつも手を強く握ったためケンカとなり、仲良くケンカしたまま物語は完結してしまう。
「マリオパーティ編」ではマリオたちを出し抜いてスーパースターとなり、ピーチ姫と結婚しようと目論む（ヘイホーたちには呆れられている）。終盤ではまんまとマリオたちを出し抜いてスターを集め、ピーチ姫まで捕まえてスーパースターを名乗る。ラストバトルではスターの力を使って「スタークッパ」に変身し、既にボロボロだったとはいえワリオを一撃で倒し、次いでマリオ達も圧倒的な力で倒している。しかしマリオたちの諦めない思いの前に、スターの出来損ないだったズターが本物のスターに目覚め、クッパに味方していたスターたちを説得。逆にマリオがスターでパワーアップし、スーパースターアタックで逆転負けを喫した。
「スーパーマリオサンシャイン編」では、息子のクッパJr.にピーチ姫が母親であると嘘を吹き込み、マリオから取り戻し連れ去るよう指示を与えている。終盤でクッパ親子共々温泉でマリオと戦うことになるが、マリオとポンプのスーパーヒップドロップで親子共々敗北。最後のコマでは敵意を顕にしていたクッパJr.とは対照的にポンプとの友情と絆で勝利したマリオに惜しみない称賛を送った。その後、キノコ王国行きの飛行機が「ホテルデルフィーノ」の支配人とピンナパークの園長らドルピック島住民一同にボロボロに破壊されていた事で、事情を知らないマリオは当初クッパ親子の仕業だと憤るも、前述の真犯人が判明した事で困惑しているマリオとヨッシーのシーンのコマの脇に親子共々チラッと登場し、自分たちは関係ないと責任逃れをしていた。
「New スーパーマリオブラザーズ Wii編」ではピーチ姫を誘拐し城に連れて行くが、銅像に落書きされたりなどイタズラされて手を焼いている。またクッパ自身は各地を逃げ回っていたり、マリオたちが後戻りさせられたりなど決着がつくのがかなり長引いた。また、この作品と「U編」では「ファイアフラワー30発で倒れる」というゲームの設定に忠実で、しかも大小は関係ない。更にレミーがマリオと友達になったことを知ると激しく憤り、裏切り者として粛清しようとした。
「3Dランド編」では、自身の不注意で溶岩に落ちほねクッパになったことがあるが本人は気にしておらず、むしろパワーアップと称してマリオを襲うも部下達から偽者と勘違いされ粉々にされるなど散々な面にあった。
「3Dワールド編」では妖精の国を乗っ取り、妖精たちを捕らえてしまう。しかし長いこと本編での出番がなかったせいで、ラストバトルではマリオと会えたことに喜びすっかり仲良くなっているため、このストーリーではラストバトルらしいバトルは描かれておらず、かなり異例の幕引きとなった（ピーチがぶっ飛ばしたマリオがネコクッパに激突し、倒すという幕引きになった）。
「オデッセイ編」ではピーチ姫を縛り上げ、猿轡までして無理やり婚約インタビューの席に同乗させつつ、テレビ画面越しにマリオに助けに来るように挑発した。ラストバトルではお互いに帽子を使った攻防を演じ最終的に逆転負けを喫する。その際に怒りのあまり支柱を蹴り壊したため崩落が始まり、敵も味方も大ピンチとなる。マリオは落盤から身を挺してピーチ姫を庇ったが、クッパは手下を使って自分だけ助かっていた。さすがに責任を感じたようでマリオに自分をキャプチャーするように持ち掛け、敵味方の全員を脱出させた（かなり無茶をしたのでクッパだけボロボロになってしまった）。その後、改めてマリオと共にピーチ姫に結婚を申し込むが「（この時ばかりはピーチ姫もクッパに感謝をしていたためどちらか選べず）ごめんなさい」と断られてしまった。
クッパJr.
クッパの息子。「スーパーマリオサンシャイン編」で初登場。一人称は基本的に「僕」または「ボク」（ゲーム版では「ボク」に統一される）だが一度だけ「オレさま」（「NEW スーパーマリオブラザーズ編」の4コマ漫画、「スーパーマリオギャラクシー編」の手紙での台詞）になったことがある。クッパと共にマリオに戦いを挑んだり、マリオの変装してドルピック島を汚すなど、クッパより活発である。「マリオ&ルイージRPG2編」や「ヨッシーアイランド編」のベビィクッパと似ている。「スーパーマリオサンシャイン編」以降、本編では「スーパーマリオギャラクシー編」まで全く出番がなかった。「New スーパーマリオブラザーズ Wii編」ではオープニングと表紙と本編とで顔が違う。
「スーパーマリオサンシャイン編」では、序盤はニセマリオとして、メカクッパ戦以降はクッパJr.としての登場になる。ピーチ姫をママだと思いこんでおりマリオから取り戻すべく連れ去る。その後ピンナパークからマーレのいりえまで直接的な出番が全くなくマリオ達に忘れられてしまっていた。また、約3年前にマーレのいりえの王の墓を訪れていた父親ゲッソーに接触しており、「3年間ここでじっとしていたらゲームボーイをあげる」と吹き込み、宝物を横取りされないように利用していた。モンテ村には直接行かず、燃えるドロをプレゼントボックスに入れて届けた。その後ドルピックタウンを水浸しにし、かぜくんを送り込みマリオを苦しめる。最後はクッパ親子共々温泉でマリオと戦うことになるがマリオとポンプのスーパーヒップドロップで親子共々敗北。最後のコマで次は負けないと敵意を顕にしていた。
「NEW スーパーマリオブラザーズ編」の4コマ漫画にも登場。マリオとミニゲーム（たまいれパチンコ）で対決し5連勝している。
「スーパーマリオギャラクシー編」では原作とは違い、終盤に登場しマリオたちが集めたパワースターを全て横取りした。ゲームとは違いイカダに乗った登場で一見なんの用意もなさそうだが、キライラ、ボム兵の砲台、ファイアプレッシャー、レーザーポッドでマリオたちを苦しめた。しかしロゼッタのバリアとバネマリオで逆転され窮地に立たされたため、苦肉の策でパワースターを全て宇宙へばらまくも、星船付近で戦闘していたため全てチコに回収され失敗に終わる。
「NEW スーパーマリオブラザーズ Wii編」の初戦では大量のキラーとボム兵を持ってマリオに挑むも、マリオにファイアボールで着火され自爆したが、空飛ぶ乗り物（クッパJr.クラウン）で脱出。マリオに乗り物に改造されたヨッシーと対決。そのヨッシーが生んだタマゴから出てきたプロペラキノコによって変身したマリオたちに敗れた。そのあとにマリオに乗り物（クラウン）に改造された。再戦時には食欲の秋に食べすぎて太ってしまい（本人は進化したと言っている）、うまく戦えない所をカメックの魔法によって「メカクッパJr.」となるが、マリオに壁キックを利用したキックで崩され、さらに、元に戻ろうとした所を変な作品に作り替えられてしまった。
「New スーパーマリオブラザーズ U編」では冒頭でマリオたちを飛行船のメカハンドで襲い遠くへ吹き飛ばしピーチ城を乗っ取る。後にピーチ城にて再戦。作者の都合で急展開でやってきたマリオたちに苦言を呈していた。手がついてパワーアップした乗り物（クッパJr.クラウン）でマリオたちと戦う。キノピオ達がメカハンドをレンタルしてきたこととマリオの大切なラクガキを壊したことで怒ったマリオのメカハンドアタックで敗北する。クッパ戦にも登場するが、自身の乗り物（クッパJr.クラウン）で鼻クソをほじられたことを嫌がっていた。

## クッパの手下
話にかかわらず出番の多いものを示す。
クリボー
元キノコ王国兵。3巻でブンブンやガボンたちと共に冷蔵庫で冷凍保存されていた。カメックにより氷を溶かされ復活するが、溶かしすぎて水のようになった。ヨッシーに食われることも知らず、テレサの制止も聞かずに挑みかかりヨッシーに食べられるなど「クリボン」とは別物であることがはっきり描写されている。ノコノコやパタパタよりクッパの一般兵として登場することが多く、『マリオ&ルイージRPG3!!!編』ではクッパの側近として活躍した。『6つの金貨編』ではワリオの側近として登場したり、マクロゾーンで巨大な個体がマリオを圧倒したり、『スーパーマリオ64編』で巨大な個体がマリオに襲い掛かったり、パタクリ(パラクリ)などの派生種も多いため出番が多い。
40巻収録の初期作品「スーパーマリオブラザーズ」では、原作の当初のコンセプトであった「キノコ王国の裏切り者」と呼ばれるシーンがある。
なお、作者の前作「スーパーマリオブラザーズ2」にはマリオの味方になる変身能力を持つ関西弁のクリボーが最終回までレギュラー登場している。彼と同一個体ではないが、5巻第2面に登場したクリボーや7巻に登場したアクアクリボー部隊は関西弁で話している。
クリボン
クリボーの親戚にあたる種族。羽が生えたパタクリ（初期は足が無かった）も登場する。ほとんどヨッシーのエサだが、『スーパーマリオワールド編』のクッパ城では、マリオたちにアイテムを売るクリボンが1度だけ登場した。パラシュートで降下するパラクリも登場している。
また、1巻のマリオのセリフから、マリオとの面識があった様子（このシーンは雑誌掲載時はクリボーだったが、諸事情によって現在のシーンに変更された）。
『スーパーマリオワールド編』以降長らく出番がなかったが『スーパーマリオ 3Dワールド編』にて久々に登場。クリボーと差別化するためかデザインが大きく異なっている。
ノコノコ
クッパ軍団の一般兵。第1巻から18巻までは跳ね毛のような部分があったが、『スーパーマリオ64編』以降からヨッシーと同じ原作準拠の輪郭になり、『マリオストーリー編』からはまぶたもついた。マリオくん初登場では、ヨッシーから「青いカメ」と呼ばれていた。
基本的に弱く、3巻でクッパの手下が次々に倒されるのを見て「弱いやつらですね」と言ってクッパに「お前が言うなよ！」と突っ込まれている。また、5巻でマリオにアイテムを渡すなど、ドジな部分もある。
背中のコウラはゲーム同様アイテムとして使われることも多い。
パタパタ
上記のノコノコ同様、クッパ軍団の一般兵。メインで描かれる話は同じ羽をもつパタクリよりも少ない。
ヘイホー
クリボー同様、クッパの手下として登場することが多い（特に『ヨッシーアイランド編』と『ヨッシーストーリー編』、『マリオパーティ編』、『マリオストーリー編』など）。6巻からマムーの部下として初登場。一般兵でドン・チュルゲから殴られたり、扱いが悪い。掛け声は「イー」で、クッパからは「ショッカーの戦闘員か」と突っ込まれた。8巻のマムー城では『ゼルダの伝説 夢をみる島』への出演で登場しなかった。
ドッスン
周囲にトゲの付いた大きな岩に凶悪な顔が付いた敵。上から落ちてきて押し潰す攻撃が得意。『スーパーマリオワールド編』に登場している者はたいてい柄の悪い関西弁で話し、中にはチョコレー島のヤクザ集団「悪岩組」の組員という設定で、口からほう岩（砲丸）を吐き出す能力を持っている者もいた。他にも、転がって進むローリングドッスンのように、漫画オリジナルの攻撃パターンを持つ者も登場した。
『スーパーマリオUSA編』では、最終決戦でクッパと共に出現しピーチ姫のスペシャルパワーアップキノコの効果でマリオと合体、鎧のようにマリオの胴体を覆った。
通常はヨッシーには食われない敵だが、2巻の4コマで、1度だけ食われたことがある。しかし、ヨッシーは重さで動けなくなった。
シリーズのゲームに合わせてデザインが変わり、マリオカートのバトル時や『スーパーマリオ64編』から『マリオパーティ2編』では四角柱の形をしたデザインとなった。マリオカートに登場する時は「超（スーパー）ドッスン」と呼ばれる。
『New スーパーマリオブラザーズ Wii編』でのデザイン変更に伴いデザインが変更されゲームに近いものになった。
ジュゲム
最初の『スーパーマリオワールド編』では、パイポを落としてトゲゾーにしたり、敵キャラを落としたり、乗っている雲から風や雷を発生させるなど、マリオたちを苦しめる強敵の1人だった。
ゲームでは、上空のジュゲムはヨッシーでは食べられない設定で（どかんジュゲムは食べられる）、漫画内でも5巻の第12面で触れられていたが、同巻の第2面ではスターヨッシーに食べられていた（ただし、その後ジュゲムに「中って」ちびヨッシーにパワーダウンした）。
初登場は2巻のフィッシングジュゲムで、マリオを釣り上げ、その後パイポ攻撃に転換。6巻では、3匹のジュゲムが同時に登場し、水に沈んだインディーを引き上げた。
「マリオとワリオ編」では、ワリオの配下と思われる個体が登場し、ルイージの「主役願望パワー」を増幅して操り、ルイージコングに変身させたほか、雲を大砲に変形させて砲撃する、雲をマリオの顔にかぶせて窒息させようとするといった、バリエーションに飛んだ攻撃を見せた。
マリオカートに関する話では実況やカメラマンなどの役割が多い。
ジュゲムの雲は乗り物としてだけでなく、上記の砲台のほかパンチなどに形を変化させたり、雨やボム兵を降らせるお天気攻撃、雪を降らせて雪像を作るなど、用途は広い。
作者の前作「スーパーマリオブラザーズ2」では「マリオとワリオ編」のジュゲムの原型とも言えるジュゲムが登場し、マリオブラザーズを苦しめるが、最終的にはカメ軍団を裏切りマリオの味方になる。
ボムへい
歩く爆弾。『スーパーマリオワールド編』が初出。爆弾に目と足が付いたデザインで、攻撃は爆発のみ。一回吹き飛べば終わり。ただしマリオ64編で赤ボムが登場してからは、赤ボムと同様に爆発しても黒焦げになるだけで吹き飛ばないパターンも増えた。2巻にはパラシュートで降下して来る「パラボム」が登場、新型のパラシュートをマリオたちに巻き付けて動きを封じ、道連れにしようとするも、離れた位置にいたヨッシーに食べられて終わりになった（なお、この時にヨッシーは激太りしており、台地の重量制限ギリギリであったため、文字通り「命懸けの食事」だった）。
『マリオパーティ編』以降から赤ボム（スーパーマリオ64編参照）と同じように手と目がついた。ただしマリオ64の4コマ漫画でも手と目が付いた姿で登場している（この時「ゴボムレンジャー」と名乗っていたが、マリオに「黒いやつは敵だろうが」と突っ込まれている）。バトルキャニオンにて黒ボム軍を名乗り赤ボム軍を攻撃するが、クッパに裏切られ、マリオに助けられたことで、赤ボムと和解した。黒ボム軍の中にはボケることの多い「あほボム」がおり、マリオがチャレンジしたクレーンゲームの中にゴルフクラブを入れるなど、マリオたちにとってプラスになることをしていた。『マリオパーティ2編』ではミステリーランドの宇宙人として登場し、クッパに攫われた仲間を助けるためにマリオたちと協力した。
『マリオパーティ3編』からは旧デザインに戻ったが、『マリオストーリー編』のピンキーや『ペーパーマリオRPG編』のボム兵などは目が掛かれている。
キラーらと共に砲弾系のアイテムとして登場したり、クッパのプレゼントの中に入っていることも多い。
キラー
弾丸をモチーフにしたキャラクターで攻撃は主に突進と爆発。主に道具やアイテムとして敵・味方共に利用されることが多い。スピードを出してツッコんで来るセリフのないものもいればストーリーに関わる働きをするキャラもいる。
『マリオワールド編』ではマグナムキラーを親にもつキラーも登場した。
『スーパーマリオ サンシャイン編』ではゲーム準拠のデザインに変更された。
テレサ
恥かしがり屋なお化け。主にお化け屋敷や薄暗い森などに登場する。ヨッシーはゲームでは食べることは出来ないが、本作では食べられることが多い（しかし、尻から出てくるなどして、すぐ復活することが多い）。
ゲームでは、相手と向き合うと何もできなくなるが、本作では平気で動くことも多い。
味方になることや味方キャラとして登場することもある。その場合はマリオカートの技(透き通りやアイテム転送)を使ってマリオの勝利に貢献することが多い。
23巻ではおやじテレサと呼ばれるテレサが登場した。
ワンワン
顔のある鉄球で噛み付いて攻撃してくる。基本無敵だが、犬のように嗅覚が強いため激臭が効く。鎖に繋がれていることが多く鎖から放たれると手がつけられない。また、犬という特徴からクッパ軍団内外問わず番犬やペットとして出てくることも多いが、芸は覚えられず基本飼い主に噛み付くオチになっている。
初出は『スーパーマリオワールド編』での2軍キャラでレギュラーキャラではなかった。『ヨッシーアイランド編』以降出番が増える。
喋ることはあまりないが噛み付くことでコミュニケーションをとったり『マリオカート64編』や『スーパーマリオ64編』では敵やパワースターと会話している。
ハンマーブロス
クッパ軍団のハンマー使い。最初のころはクッパと同じ輪郭だったが、「マリオストーリー編」ではヨッシーと同じ輪郭になった。
作者の前作「スーパーマリオブラザーズ2」ではペアで登場することが多い、という原作ゲームの設定を活かして「双子の兄弟」というハンマーブロスが登場。戦いが嫌いだが、発明家を目指す兄と、戦闘力の高い弟のコンビで、2話連続登場の連作となっていた。最終的に戦いが無意味だと悟るとブロックから現れたスターによってどこかの国にワープしていった。
カメック
クッパ軍団最強の魔法使い。初期の頃から、度々マリオたちの前に現れ、クッパの側近という位置付けであって、クッパと一緒に登場することも少なくなかった。
初登場となった「マリオワールド編」での一人称は「おれ」で、クッパやピーチ姫以外の相手（マリオたちやクッパ軍団内の同格および格下の同胞）には荒い口調を用いていた。「ヨッシーアイランド編」から一人称が「私」に変わり、クッパやピーチ姫以外の相手にも丁寧な言葉遣いを用いることが多くなる。
戦闘ではブロックを敵キャラに変化させたり、炎を出したり、味方を巨大化させるなどの魔法を使う。魔法でヨッシーに化けたこともあるが、それを知らないマリオから、普段のヨッシー同様の酷い仕打ちを受けた（他人に化ける場合、メガネだけはそのまま残ってしまい、ジジくさいと言われる）。魔法以外でも、メカを作ってドラボンを操ったり、遊園地風のアスレチックコースや城内の罠の部屋にマリオ達を誘い込むなど、策略を巡らして戦う。
マリオに「あほう使い」と呼ばれたり、『ヨッシーアイランド編』では裸踊りを披露したところを赤ちゃんマリオに股間を噛み付かれたことも。また、『マリオ&ルイージRPG2編』では過去の世界の彼も登場。マリオたちを攻撃しようとしてベビィクッパを巻き添えにするなど、多少未熟な所があった。
『スーパーマリオギャラクシー編』以降は敵としてみるとかなり活躍する。ギャラクシー編では序盤で追ってきたマリオを打ち落とす、『New スーパーマリオブラザーズWii編』ではマリオ達を過去のワールドまで飛ばし進行を阻むなどかなりの活躍ぶりである。

## クッパ7人衆（旧名：コクッパ7人衆）
イギー
「スーパーマリオワールド編」ではコクッパの1番手として登場。首を引っ込めたところをマリオに接着剤で固められて首を出せなくなるが、暴れて接着剤を大量に出してしまい、マリオたちも固まってしまった。特別編にもクッパに鬼の役を押し付けられる役で登場している。
「クリスタルキノコアドベンチャー編」でもキングゲッソーと一緒に登場した。負けた際はコクッパの中で唯一降参の白旗を上げている。
「未来編」などにも登場。マリオに「クッパ軍団のみそっかす。コクッパで一番弱いハナたれのイギー」と罵倒され、「熱帯雨林湿気ムンムン」の魔法でステージを熱帯雨林に変え、巨大ピーパックンをけしかけるが、マリオが太陽を連れてきたため失敗。パックンもステージも乾燥してゴミのようになってしまい、ゴミに紛れて逃げようとするが、マリオに殴られた。
「NEW スーパーマリオブラザーズ Wii編」ではワンワンを操ってマリオを苦しめるが、ヨッシーに助けられたことを思い出したワンワンによって自滅してしまった。また、この作品から髪形、喋り方が変わっている。
「NEW スーパーマリオブラザーズ U編」ではロイ、ルドウィッグと共にカッコいい1枚絵で登場するもスター状態のマリオに突撃されすぐやられてしまった。
「ペーパーマリオ カラースプラッシュ編」にも登場。一人称が「ボクチャン」になっている。手下のムーチョ軍団を率いて登場するもホネカードで呼び出された「オチビ」に吹っ飛ばされ敗北した。
モートン
「スーパーマリオワールド編」ではコクッパの2番手として登場。天井からの連続プレスアタックでマリオを苦しめるが、大量のパワーバルーンで膨らみ破裂にまで到ったマリオに押し潰された。後に地獄面にも幽霊として登場、ラリーによって地獄に落とされたマリオを超音痴で滅茶苦茶な歌で苦しめたが、それを聞いていた他の仲間達も気絶した。
「未来編」ではクッパ屋デパートの社長として登場。ルイージを捕らえた後、自らは受付嬢に変装して迷子のお知らせ（ルイージが泣いているという）放送でマリオたちを誘き寄せた。デパートに仕掛けた罠を起動させてマリオたちを追い詰めるが、戦いの中でマリオが転んだ拍子で超進化型バーチャルボーイを付けてしまうと、それを起動させてゲームの画面を現実世界と誤認させる事に成功。画面内の敵キャラが常に襲い掛かってくるように設定し、現実の味方も攻撃範囲にいれば敵と判定され、敵の攻撃によるダメージもそのまま体に伝わる仕様でマリオを追い込んでいく。しかし、暴走するマリオにスポーツ用品売場のボールに擬態していた大量のボム兵をハンマーで一気に叩かれてしまい、その衝撃でボム兵は爆発してデパートは崩壊。戦意喪失して泣き崩れたところ、マリオから「お前が悪いんだぞ！」と突っ込まれた。次の話でクッパと戦うことになるので未来編の刺客では最後の相手となった。
「NEW スーパーマリオブラザーズ Wii編」ではクッパ軍団一と自称するヒップドロップでマリオを追い詰めるものの、ルイージやキノピオの協力によるヒップドロップで山から落とされた。また、この作品から体の色が濃くなっている。
「NEW スーパーマリオブラザーズ U編」ではデザートさばくのボスとして登場。でかサンボを率いてマリオたちを圧倒するも、同行していたひかりちびヨッシーの光りに目がくらみ敗北した。
「ペーパーマリオ カラースプラッシュ編」にも登場。一人称がオラになり、より原作寄りの舌足らずな喋り方になった。ファイアハンマーでマリオを攻撃するも巨大化した消火器に潰され敗北する。
ルドウィッグ
「スーパーマリオワールド編」ではコクッパの3番手として登場（ゲームでは4番手だったが、後述のレミーが飛ばされたため、以降1つずつズレている）。登場エピソードの最初の1コマ目にて、マリオのファイアボールで倒されるが、カメックによって幽霊として復活して生まれ変わる。マリオにリベンジをするもちょうどファイアフラワーの季節だったこともあり、ファイアフラワーのツリーが現れ、マリオのファイアボールによって転化。生前と同じく炎によって倒された。オチではマリオの正義の炎で悪い心を燃やされ改心したが、マリオにはうっとうしがられていた。
「クリスタルキノコアドベンチャー編」ではカメ型の巨大メカに乗り、マリオたちと戦う。うっかり弱点を喋ってしまうもそれは第1形態のもので、すぐさま第2形態へとチェンジ。ロケットパンチやロケットキックで苦しめるも全ての部品を飛ばしてしまい、動けなくなったところをスーパースコープのフルパワーショットで敗北した。
「未来編」では博物館館長として登場。めっきり力を失ったマリオの子孫を掃除係としてコキ使っていた。この際、前述の通りに幽霊になったはずのことをマリオに突っ込まれたが「そういうツッコミはよくないぞ」とはぐらかしている。甲羅に入って体当たりでマリオを苦しめたが、マリオの子孫が持っていたキノコが変化した「マスターキノコソード」の一突き（マリオ命名「かんちょうソード」）で敗北した。
「NEWスーパーマリオブラザーズWii編」では、相手を自分と同じ髪型にして自分の思い通りに操る魔法を使い、ルイージたちにマリオを襲わせるが、クッパからの伝言を伝えに来たクリボーにドアで挟まれ敗北。また、作中唯一ゲームと異なる攻撃をするコクッパでもある（レミーの巨大ボールやモートンのヒップドロップの使い方など攻撃の仕方が異なるコクッパは他にもいるが、全く違う攻撃をするのはルドウィッグのみ。ただし、一度に4人に魔法をかけるなど一度に4つの魔法を打ち出すゲームの設定を反映しているところもある）。
「NEW スーパーマリオブラザーズ U編」でも登場するも、ロイ、イギーとともにマリオのスター状態で倒される。しかし倒されたのは魔法で作り出した分身であり、本人は逃げ出した。追いつかれる前にマリオたちがピーチ城に着いてしまったため、シリーズ中でただ一人決着がつかなかった。
「ペーパーマリオ カラースプラッシュ編」にも登場。コバルトドッグのボスで､戦艦に乗って登場するもそれはハリボテ、潜水艦に乗り換えるも､それも風船カードで浮かびあげられてしまう。陸に引き上げられるとすぐさま敗北を認め、マリオのファンになってしまいサインをねだっていた。それまでのルドウィッグとは違い敗北を認めるところはどこか幼稚になっていた。
ロイ
「スーパーマリオワールド編」ではコクッパの4番手として登場。城ではなく森の中での戦い。マリオをアワに閉じ込めてさらうが、ルイージたちとハナチャンによって救出され、5アップしたマリオの5アップパンチによって倒され、自分がアワに閉じ込められてしまった。次の話でも引き続き登場し、夏祭りと称してマリオたちを誘き寄せ、フグマンネンすくいやお面の振りをしたクリボンなどに襲わせるがこれも失敗。最後の罠として、おばけ屋敷でアトミックテレサに倒させようとするが、ヨッシーが集めてきたドラゴンコインの輝きでアトミックテレサがブロックにされてしまい、更にジャンプ台でおばけ屋敷の外まで放り出され、クッパと共に様子を窺っていた所を飛んできたブロックテレサの下敷きになってしまった。この際、クッパから「この始末どうつけてくれる!?」と怒鳴られるが「どうなりとしてくださいませ！」とヤケクソ気味に叫んでいた。このシリーズでは他のコクッパとは違い、城での戦いがなく明確な敗北が描写されなかった。
第10巻掲載の単発話では気球に乗って登場。マリオたちのお年玉を奪い、更に空中にいるアドバンテージを活かして優位に立ち、マリオをピンボールのボールにして弄んだ。しかし黄色の甲羅を食べたヨッシーの地震で飛び上がったマリオの体当たりを受け敗北した。
「NEW スーパーマリオブラザーズ Wii編」では、土管からの地響きでマリオを苦しめたが、キノピオが持ってきたプロペラキノコで変身したプロペラマリオによって倒された。デザインがそれまでのものと一新されていて、より質量感のある見た目になっている。
「NEW スーパーマリオブラザーズ U編」にも登場するも、先述の通りイギー、ルドウィッグと共にスター状態のマリオに倒される。
「ペーパーマリオ カラースプラッシュ編」はコクッパ達の中で唯一未登場である。
ウェンディ
「スーパーマリオワールド編」ではコクッパの5番手として登場。コクッパの紅一点。ライタをさらい、息子のチビライタにマリオを倒すようけしかける。それが失敗に終わるとマリオたちに城に乗り込まれ直接対決となる。土管から分身の如く出現する戦法で翻弄し、一方的に追い詰める。炎の池に落とそうとしたところでチビライタが加勢に現れ、火炎放射によって炎の池が勢いを増したため、たまらず土管から飛び出したところをマリオのゴルフクラブでかっ飛ばされ、土管の中へとホールインワンした。次の話でも引き続き登場し、アスレチックに改造したクリスマスツリーにマリオたちを無理矢理挑戦させるが、再び敗れる。その後は地獄面にも幽霊となって登場。この時は「マリオのファンになった」と言ってチョコレートを無理やり食べさせるが、実はボム兵を溶かして作ったもので導火線に火をつけてマリオを爆破した。だが、この爆発に閻魔大王も巻き込まれたため、マリオは地獄から追い返されることとなった。クッパ軍団が罠として仕掛けた運動会では新体操の選手として登場した(地獄面で幽霊となったはずのことには言及されていない)。恐ろしく下手な演技だったにもかかわらず、審判は全員ノコノコなので高得点を出すも、マリオに腕づくでさらに上の高得点を出されて敗北。最期はボールの演技としてファイアボールで焼かれた。このシリーズでは、他のコクッパと比べると登場頻度が高い。
「NEWスーパーマリオブラザーズWii編」では上記とは違い、マリオに本気で惚れているという設定になり、過激なアプローチをするが振られてしまう。怒りにまかせてマリオを苦しめるも、服の中にコインを仕込んだ強烈なボディプレスで敗れたが、ますますマリオのことが好きになったらしい。その後も再び登場し、マリオたちがクッパに追いつく手助けをしてくれた。地下道に繋がる近道の土管とワープ大砲を持っている。最終決戦終了後、気球に乗って帰るマリオがピーチ姫と仲良くしている所を見て、失恋を感じ取った様子で泣き出してしまう。
「NEW スーパーマリオブラザーズ U編」でも登場。フローズンだいちのボスであり、ステージの気温が寒いのもWii編での失恋をひきずっていた彼女が原因。しかし、ショックは受けていたものの魅力を磨くため炊事・洗濯・掃除をマスターしたと言っていた。だが実際にはどれもいい加減なものばかりであり、それがマリオの逆鱗に触れ、再び心を閉ざすことに。城内が凍りついてつららができ、床はスケートリンクになり、マリオ以外の仲間達も凍りついてしまった。結局攻撃を避け続けていたマリオが、不慮の事故でウェンディの頭上に降ってきたつららから守る形に(不本意ながら)なってしまい、そのことで凍りついていたウェンディの心が溶け戦意喪失、元の暖かさどころか暑いほどの気温になってしまった。
「ペーパーマリオ カラースプラッシュ編」にも登場。キノコ岩の呪いにかかったマリオを倒そうとしていたが、テンションの上がったマリオの大声で逆に倒されてしまった。今シリーズではマリオへの恋心は一切語られないどころか逆にマリオを敵視しているというこれまでのウェンディとは少し違った形の再会となった。ただし本気で戦うつもりはなかったようで、マリオが倒れた時はやり過ぎたかもと心配していた。
ラリー
「スーパーマリオワールド編」ではコクッパの6番手として登場。無数のブロックを操り1度はマリオを殺したが、地獄から追い返されたことでマリオは復活した。バブル（スリーバブルズ）や、自在に飛ぶ浮島を操ってマリオを苦しめ窮地に追い込むが、ちびヨッシーたちに助けられてしまった。今度は浮島に仕組まれた機関銃で射殺しようとするが、これもちびヨッシーたちに銃弾を食べられて防御される。最後はマリオのキックによって自分が炎の海に蹴落とされ敗北。ちびヨッシー達に食われてしまった。このシリーズでは、作中の敵の中でもギャグシーンが少なく、冷酷かつ残酷な敵として描写されていた。
「スーパーマリオアドバンス4編」では草原の国から魔法の杖を奪ってルイージを蛇に変えて逃走するも、キノピオの持って来たハンマースーツで変身したハンマーマリオによって倒される。なおゲームと異なり巨大の国以降で戦っていて、本来のボスであるイギー及び道中のボスであるモートンとウェンディは登場しない。
「NEWスーパーマリオブラザーズWii編」ではヨッシーの舌でケーキと一緒に引きずり落とされて、1番手で登場。青キノピオと黄色キノピオの母親の仇だと誤解されてマリオたちに倒されるが、実際には彼女がタイプだったようで、キノピオたちの目の前でナンパしたものの、あっさり振られたという。その後、クッパ城にて、サイボーグとなり再びマリオたちの前に立ちはだかり、追い詰めるが青キノピオと黄色キノピオが母親から貰ったプレゼントのつたブロックによって毛糸玉にされ、最後はマリオに蹴っ飛ばされる。
「NEW スーパーマリオブラザーズ U編」にも登場。ミントしょとうのボスで、ゆるキャラになってしまうオリジナルアイテム『ゆる缶』を使いマリオたちをゆるキャラに変えてしまい、手下を遣い一方的に攻撃していたものの、最後にマリオたちを水に落としたことが仇になり水で膨らんだマリオたちに潰され敗北する。単行本では書き下ろしのゆるキャラになってしまったラリー(ラリーさん)も見ることができる。
「ペーパーマリオ カラースプラッシュ編」にも登場。美味しいステーキを求めてマリオたちに無茶振りをしていたがそれが肉のモンスターの怒りを買ってしまう。その後無事マリオが倒した肉のモンスターで作ったステーキを食べ満足したのか、オレンジの大ペンキスターをマリオに渡していた。
レミー
「スーパーマリオワールド編」ではコクッパの7番手として登場。ゲームでは本来3番手だったが、ゲームで彼のポジションだったバニラドームのボスが、漫画ではロボクッパになっていたため、登場が遅れた。
クッパ城内でマウス号に乗って登場。マリオペイントのさまざまな機能を駆使して攻撃するが、敵キャラを描こうとしても絵がド下手であるため、メカクッパを描いたつもりがアヒルのような姿となってしまった。最終的にハエたたきゲームのボスと合体したヨッシーが暴走状態のまま激突したはずみでコックピットから放り出され、マリオとルイージにマウス号を奪われヨッシーごとボスを消去され形勢逆転される。その後マリオとの戦いは描かれず、いつの間にか倒したことにされていた。この時の一人称は「おれ」で、口調も荒い点を除けばごく普通のものだった。ちなみに「コクッパが機械兵器に乗る」というコンセプトは、ヨッシーのロードハンティングにて描かれている。
「NEWスーパーマリオブラザーズWii編」ではおとぼけな外見に合わせ、語尾に「じょー」と付けるなど言動が幼くなっている。また、ボールから落ちると弱虫という設定があった。アイスブロスを嗾けたが、マリオと直接会うことも戦うことも無く、城ごと氷付けにされた。その後、春が来ないのはマリオのせいだと憤慨し、アイススネークを使ってマリオを倒そうとするが、暴走し自身も巻き込まれてしまう。結局マリオと共闘する羽目になりボロボロになりながらもアイススネークを撃破。その際、ファイアボールの熱で雪が溶け、春が来たことに大喜びし和解した。
後に、マリオとは戦って以来の友達となり、クッパ城で再会し、クッパを倒すためのファイアフラワーを出してくれた。なお、この際「裏切り者」としてクッパに粛清されそうになっている。以降のシリーズでもマリオとは友達という設定となった。
ゲーム同様目の焦点が合っていないことが多いが、合っているシーンもいくつかある。
前述の通り、ワールド編で決着が描かれず、「NEWスーパーマリオブラザーズWii編」までシリーズ全体を通して出番がなかったため、コクッパの中では初登場と2回目の登場の間に最もブランクがある。
「NEW スーパーマリオブラザーズ U編」でも登場。ドングリへいげんのボスであるがマリオには友達と認識されていた。しかしレミー自身はアホ過ぎてそれまでのことをすべて忘れてしまったとしてマリオたちを多彩な爆弾で攻撃した。実はそれはドッキリでありマリオたちとの友情をさらに深めたのだが、途中でハナちゃんの畑を荒らしてしまい、マリオ共々袋叩きにされることになる。
「ペーパーマリオ カラースプラッシュ編」にも登場するが、マリオもレミーも手出しをすることが出来ず、2人は仲良しと言うことでコクッパの中で最速で大ペンキスターを譲り渡す。

## 準主要キャラクター
ワリオ
マリオのライバル。一人称は「オレ」「おれ」。クッパとは悪役同士手を組むこともある。トゲが弱点であるほか、それ以外でもダメージを受けるとすぐチビワリオになってしまう。「ワリオランド編」では、ほとんどチビワリオとして登場していた。原作同様、力強いのが特徴。原作TVCMで喋っていた「オレだよ。ワリオだよ。」が口癖で「6つの金貨編」で1日にこの口癖を言いながら目立たないと体の調子が悪くなる事を明かしているが、連載が進むにつれて目立ちながら口癖を言う回数が減ってきており、「マリオパーティ編」以降は滅多に言わなくなった。顔が大きく、作中では何かと顔をどアップさせて登場することが多い。顔が大きいことを気にする一方で「マリオパーティ編」でその顔の大きさから自分のことをビッグだと思い込んでいる他に「マリオテニス64編」で自分の大きな顔を使った顔面ラケットと言う必殺技を披露する等、顔が大きい事を完全に気にしてる訳では無い模様。また原作同様ニンニクが好物で匂いを嗅ぐだけでも力が倍増する。「ワリオランド編」では鼻の上を押されると10コインワリオになることもあった。スピンオフ作品『オレだよ!ワリオだよ!!』や『スーパーワリオくん』、『怪盗ワリオくん』では主役を務めたが、それ以前にも9巻と12巻の番外編で「怪力!ワリオくん」で主役になったことがある（両方とも「6つの金貨編」関連の話で前者は最後の1コマにマリオとヨッシーが登場しており、後者は番外編とはいえ本作でほぼ唯一マリオが一切登場しなかった）。
物事を力ずくで解決する性格で、特に『マリオとワリオ編』ではルイージがバケツのカギを持っていると言っていたが実はルイージは持っていない（そもそも存在しない）ため、ルイージをカギにすることでバケツを外していた。
原作同様下品なキャラであり、やたらとオナラをしたりその場でウンチをしたりと下品な行動や言動が目立つ。おばけが苦手で、そのせいでそのようなおばけタイプの敵に脅されて手下にされたことがある。
初登場は「スーパーマリオランド2 6つの金貨編」。ただし、6巻の「スーパーマリオワールド編」の終盤で、USAのキャラが登場した話でマリオが「これでワリオとカートが出れば総出演だ」と発言した直後にカートに乗り込みマリオたちの前を横切った1コマがあるので、厳密にはこちらが初登場となる。マリオランドを占領して、マリオ城を乗っ取る。マリオとの最終決戦では、ニンジンを魔法で洗脳してバニーワリオに変身。更にマクロゾーンの金貨の力による余計なアシストで巨大化して圧倒。トドメの一撃に極大ファイヤーボールで勝負を極めようとするが、救援に来たルイージが持って来たマリオカートのイナズマを口に入れられたヨッキーをマリオに投げられ、それにファイアボールを打ち破られて敗北する。
「マリオとワリオ編」ではピーチ姫にバケツをかぶせ、それを外すための鍵を持っているルイージを捜索するマリオたちの道中を妨害し、最終決戦では飛行機の破片によって武装した「スーパーワリロイド」となってマリオたちを苦しめたが、武装が破壊された後は「マリオたちの力を試していた」と本心を明かし、キッチン島を探索する相棒に勧誘している。ちなみに「ルイージがバケツを外すカギを持っている」とマリオたちに言っていたが、前述の通り「ルイージを叩いてカギに作り替える」というのが正しい表現である（一番似合うかららしい）。ワリオランド編以降はクッパ同様、マリオが他の敵と戦っている話では仲間になったり、ゲストキャラとして助っ人に現れるが、理由は友情などではなく、「マリオを倒すのは自分だから、他のやつに勝たせたくないだけ」（クッパとは逆の立場で同じ理由）である。そのほか、丸分かりの覆面で”闇の商人”に変装し、「早くクッパを倒してもらわないと、オレの出番が無い」が理由ながらもマリオたちに武器を提供して助けるなど、マリオ側に付くことが多くなった。ただし「ワリオランド編」では仲間になっていてもマリオが不利になると途端に裏切り、優勢になると、またマリオ側に寝返る。また、仲間になっている間はすぐにチビワリオになってしまうなど、クッパ同様に敵の時より圧倒的に弱く、バトルの役には立たないことが多い。登場初期に見られた悪役らしい部分は連載が進むにつれて少なくなり、「マリオパーティ編」以降からは悪役的な言動はほとんど見られず、ほぼ一貫して味方側のキャラとして扱われていた。マリオたちとも仲良く会話したり、お互いに助け合ったりしている時もあるがシリーズによっては主役になるため手段を選ばず無理やりマリオが登場しているコマを押しのけたり、さらにはマリオの体ごと消し去り主役になろうとしている時もある（「怪盗ワリオくん」）。
「ペーパーマリオRPG編」以降は滅多に登場しなくなったことでマリオたちと行動を共にする機会が完全に無くなり、一時期のようなマリオたちと仲の良い味方側のキャラとしても扱われなくなり、登場初期の頃のようにお互いに歪み合う関係に戻った。完全な悪役としての登場は無いが、強引にマリオたちと行動を共にしようとする際にはマリオから煙たがられたり（ワリオは力尽くで無理矢理マリオを従わせて了承を得る）、マリオの映画はあるのに自分の映画が無いのは納得いかないという理由で上映中の映画館に勝手に乱入して暴れまわる等の迷惑なキャラとして扱われることが多い。
書き下ろし4コマ漫画と「オレだよ!ワリオだよ!」での描写から、幼少期は両親、もしくは母親と一緒に暮らしていた模様。また、登場初期はチビワリオの設定が無かったため、少年時代も普段と同じ姿だった。「マリオパーティ編」では別のワリオ城が存在しており、ヒロスエという名前のワニを飼っている。また4コマ漫画では「正義のヒーロー」となった姿も描かれており、こちらは電車に引かれそうになった子犬を守るなど男気を見せている（ワリオにぶつかった電車が脱線して大事故になってしまったが）。ちなみに「正義の味方になったワリオ」に関してはメイドインワリオシリーズに登場する「ワリオマン」がいる。
ドンキーコング
ジャングルに住むゴリラ。喜ぶとハンドスラップをするがそのハンドスラップは家を壊すほどの力である。エリザベス（「マリオパーティ編」）やキャンディーコング（「ドンキーコング編」）という彼女がいる。また、彼の家には同じ柄のネクタイがいっぱいある。「ゴリラ」「サル」と言われると怒る。シリーズによっては言葉を話さず、「ウホ」という鳴き声のみを発する場合もある。
死んでもDKバレルを壊せば何度でも生き返ることが出来る。それが判明して以降はマリオに「もう一度死んでくれ！」と、身代わりにされたり盾にされたりして無駄死にすることがあった。（「スーパードンキーコング編」）また、「スーパードンキーコング編」では味方だったが、クッパやワリオ同様、仲間になっている間は弱く、ワリオのように敵に寝返りまではしないが、マリオたちを騙して自分とディディーだけ楽をしようとしたり、マリオを見捨てて自分だけ逃げるなど、ずるいことが多い。マリオカート編でも自分がレースに参加するために「ジャングルの神」を名乗ってマリオたちを焚きつけ、家宝であるカートを手に入れさせた。しかし、マリオでさえもドンキーが死んだと思った時は（ディディーがDKバレルを壊したことですぐに生き返ったが）「ずるくて嫌な奴だったけど、いなくなると寂しい」と涙を見せた。
「ドンキーコング編」ではキングクルールとのラストバトルの後、敵地に捕まったまま置き去りにされてしまい、「スーパードンキーコング2編」の開始を思わせるエンディングとなっていた。このためキングクルールとは戦っていないが、読み切り作品ではクリスタルココナッツを狙って来たキングクルールを撃退している。これが二人の最初で最後の直接対決となった。
「ワリオランド編」では、ヒンヤリやゼニスキーの手下として登場。しかし前者は自分が持ってきた火の玉の熱で氷が融け、水に落ちて氷結。その後、ヒンヤリがかわしたマリオのビッグファイアボールを受けて氷が融け、復活。マリオを捜して暴走、ヒンヤリもぶっ飛ばした。さらに後者では改造されており、メカドンキーコングに変身するが、スロットマシーンから出てきたサンマリオのスーパーハンマーアタックで破壊された。デンプーとの最終決戦では味方としてゲスト出演。覆面で素顔を隠した「ゴリラ仮面」となってマリオたちに協力したが、正体はバレバレ。その話が終わる頃には、一話限りのゲストという理由で帰ってしまった。
「マリオVSドンキーコング編」ではミニマリオをキノコ王国から盗んだ悪役として登場。自作のミニマリオ操作コンピュータや巨大マシンなどを作っているなどかなり知能的である。
ドンキーコングJr.
主に「スーパーマリオワールド編」で登場し、マリオとカート対決をして散々卑怯な手を使って苦しめた。最終的には敗北してしまう。この卑怯な部分は上記のドンキーコング（二代目）にも受け継がれている。
クランキーコング
かつてマリオと戦った元祖ドンキーコングで、現在のドンキーコングの祖父。後述のとおり、クランキーコングとしての登場よりも初代ドンキーコングとしての登場の方が多い
「スーパーマリオワールド編」のまよいの森、11巻の特別番外編、「ワリオランド編」のシャーベッ島とパセリの森に登場する。これらの話では元祖ドンキーコングの姿でありマリオの敵側としての登場である。パセリの森編が収録されている12巻では終盤に新ドンキーコングも登場している。
13巻以降に収録されている「スーパードンキーコング編」からはクランキーコングの姿になり味方として登場する。昔からのライバルとしてマリオを懐かしがり、元祖ライバルであることを明かした。すっかり丸くなっており、マリオを「マリオさん」と呼んでいる。
キャサリン
ピンク色の恐竜。6巻の「スーパーマリオワールド編」で初登場し、トンドルやナカボンなどを従えてマリオと戦ったが、その際自分を倒したヨッシーに惚れてしまう(正確には、ヨッシーはキャサリンの口に突っ込んでいたためにマリオの無敵アタックから逃げられず、一緒にやられてしまっただけ。キャサリンはそれを「勇気がある」と解釈し、惚れることになった）。ヨッシーは当初は嫌がっていたが、8巻ではまんざらでもなくなっていた。その後、8巻の「スーパーマリオUSA編」でマリオの仲間として冒険したため、マムー軍団からは裏切り者とされており、ドン・チュルゲから「見損なったぜ!!」と罵倒されたり、ムーチョ軍団から一斉射撃されるなど完全に見限られてしまったが、マリオに倒してはあくまで敵として接する。本人曰く｢ヨッシーだけの味方｣。
8巻では、ドン・チュルゲの柏餅爆弾からヨッシーをかばい、跡形もなく粉々に吹き飛んで死亡。それにはヨッシーも激しく怒りを露にし、マリオも巻き込む程の猛攻を容赦なくドン・チュルゲに加えた。その話のラストでキノピオと共に、京ことばを話す4W（フォーワールド）のキャサリンが登場した。マリオ曰く「生まれ変わりみたいなもの」。その後、同一人物がいたかは不明だが、マムー戦でキャサリン族が集団で登場。「キャサリン族はマリオを応援します」とマムーに告げた。
公式設定ではオカマだが、この漫画では本当のメスとして描かれている模様。ヨッシーに自分のことを「キャシー」と呼ばせ、元々敵であったマリオ達には「キャサリン様」と呼ばせようとした。
「クリスタルキノコアドベンチャー編」では、クリスタルキノコ探知能力を持つ妖精として登場した。料金を取る代わりにクリスタルキノコ探知リボンを使ってクリスタルキノコを探し出す。
「ワリオの森編」では、デ・ブーとの戦いで捕まっていたワンダを助け、そのまま仲間に加わる。しかし、クッパなどと同じく、仲間になっている間はほとんど役に立たない。終盤ではワリオ軍の新造兵器「ドラゴ」との戦いには遅れて駆けつけ、一目惚れされたことで無力化した。
コミックス7巻収録のオマケ漫画ではマリオの敵として立ちはだかる。こちらではマリオやヨッシーと初対面である設定であったが、ヨッシーに対して直接危害は加えなかった。物語の流れは不摂生で太ってしまったマリオをダイエットさせるというピーチ姫の作戦だったが、キャサリンもこの作戦に関わっていたのかどうかは不明。キャサリンが口の中にマリオを吸い込んだことで、結果的に激痩せしてダイエットに成功した。
24巻の「マリオテニス64編」では、ワルイージ＆テレサチームと戦うマリオ＆ヨッシーの応援に登場。ヨッシーの勝利を祈ってキスをしたが、顔を飲み込みかねない勢いだったのでヨッシーには引かれていた。マリオとヨッシーが仲違いしてしまった時は、ヨッシーに意地を張らないで助けてあげてと頼んでいた。
「マリオストーリー編」にも26巻にてゲスト出演している。オズモーン戦後にヨッシーをデートに連れて行くという1コマのみの登場。敵としてはメカキャサリンが登場している。
デイジー
サラサ・ランドの姫。初出は、2巻の4コマまんがでマリオに助けられる場面だが、その際マリオはピーチに「この浮気者!」と怒鳴られた（実は、デイジー姫が登場した4コマまんがは、3コマだったので、ここでは3コマだけ登場。しかも3コマ目は足だけ）。3巻ではマリオたちに『マリンポップ号』を届けた差出人として1コマだけ登場したが、デイジー本人は『マリンポップ号』が入った箱に顔写真が貼られていただけで、セリフも無かった。26巻ではルイージの空想内で登場。
ここまで出番が少ない理由は、作者の沢田曰く「女の子の書き分けが苦手だったから」。実際、上記の登場シーンにおける彼女のデザインはピーチ姫に非常によく似ている。
ワルイージ
24巻、25巻、28巻に登場。「マリオパーティ3編」ではずる賢く罠を仕掛ける策士なところがあるが、「マリオテニス64編」では腕が長すぎて、一回りさせた腕の間からボールをトンネルするという器用なミスをするなど、マヌケな一面もある。ゲーム中同様に悪さをしており、クッパと組んでいることも多い。顎が長いので、顎に時々「長ッ!」と描かれている。
ゲームと違い、「ルイージのライバル」「ワリオの相棒」という設定は無い。
キノピコ
40巻のスーパーマリオギャラクシー編で初登場。フィナーレでキングボーネに飲まれたが、キングボーネは全身骨のため、すぐ脱出した（キノピオたちも飲み込まれた）。
41巻のNewスーパーマリオブラザーズWii編にも、ピーチ姫の誕生日を祝いに、花束を持ってピーチ城に来た。
ポリーン
11巻で登場。初代ドンキーコングに攫われた。明るく華やかな容貌の美人。
ビッグシティに「おしゃれショップ ポリ～ン」という服屋を営み、マリオのために用意したファイアスーツやカエルスーツが置いていた。店の窓には「恐竜・ゴリラ おことわり」という張り紙が張ってあったため、ヨッシーは店の中に入れなかったが、ドンキーコングはおしゃれなネクタイを買うために勝手に入った。マリオは首輪を勧めたが、激怒されドンキーコングはネクタイとポリーンを持って工事現場に逃走した。公式設定ではマリオの恋人だが、この漫画ではその設定は消滅している。
「スーパーマリオ オデッセイ編」には未登場である。
2巻ではゲームのリメイク前のレディが登場。ドンキーの投げた樽を大量に受けながらもマリオが助けに来たが、腫れあがったマリオの顔に驚いて「コングのほうがまだましだわ」と助けられるのを拒んだ。

## 各シリーズのキャラクター

### スーパーマリオワールド編

#### 仲間キャラ
インディ
クッパの一味だが、弱虫なため粗大ゴミとして捨てられた巨大なモグラ。見た目は怖いがサングラスの下は優しい顔立ち。マリオ達を見て驚いて泣いてしまうほどの怖がりで、炎が嫌い。ウンババにやられそうになっているマリオ達を助けるために自らを犠牲にしてマグマに飛び込み、ウンババを倒したが、なんとか無事だった。この勇姿を見たマリオたちからは「勇敢だった」と評されていた。
6巻では、敵キャラとしてのインディがマリオカートに乗り、マリオと交戦した。
リフトン
2巻に登場。巨大メカクッパが天井に開けた穴から流れ込む水の中から登場、そこからマリオ達を脱出させる手助けをしたが、ヨッシーに食われそうになった。
ハナチャン
初登場は2巻の「スーパーマリオワールド編」。ヨッシーとは旧知の間柄。仲間の何匹かはクッパの手下となったが、自身はクッパの下に就かず、「いいハナチャン」であることを自認している。鼻が利くため、泡に捕まってさらわれたマリオを、靴下のにおいで探し当てた。その後、ロイがぶつかったはずみで花が取れて凶暴化したが、全く手加減がないながらも泡を叩き壊してマリオを救い、さらにマリオを体当たりで吹っ飛ばしてボーナスステージへの土管に叩き込むなど、凶暴化していても、やることはマリオにとってプラスになることばかりだった。ロイが倒された後、花の代わりとしてファイアフラワーを頭に置かれておとなしくなった。ちなみに、実は登場は敵のハナチャンの方が先（同じ2巻の序盤で1コマ登場している）
6巻では頭にブラックパックンを付けられた「バトラハナチャン」が登場し、たまごの力でパワーアップしたヨッシーと戦ったが、最終的にはヨッシーにブラックパックンを抜かれて元に戻った。この話は当時大ヒットした映画『ゴジラvsモスラ』のパロディ回でもある。
「スーパーマリオ64編」ではちびでかアイランドのでか島に住んでいたが、屋根をマリオ達に壊され怒って攻撃。頭を踏まれた後怒りが沈み、マリオ達に料理を作ってくれた。終盤ではマリオ達の味方となり、足をキャタピラに改造している。
「マリオ&ルイージRPG3!!!編」では畑をクッパに荒らされたことに激怒しクッパと戦った。
「マリオカート7編」では、ドライバーとして登場。マリオに壁だと勘違いされた。最後はトンネルに当たったため、脱落した。
以降は長らく登場しなかったが後に「オネエ口調」のキャラとなって登場。花が取れなくても起こるという凶暴な面を見せるようになり、味方ではなく敵キャラとして登場した。
ドラボン
ヨッシーの幼馴染の恐竜。クッパに嫌気が差してクッパ軍団から抜け出した。愛称は「ドラちゃん」（マリオは別のドラちゃんと勘違いした）で、ヨッシーのことを「ヨッちゃん」と呼ぶ。カメックの「いいなりカメメカ」により、マリオ達を倒すように操られ、手始めに毒入り料理を食べさせようとするが、ヨッシーに全部食べられた上、彼には毒が通用しなかった。カメックにより巨大化させられ、更には翼が生えた姿に変化するも、マリオがスイッチを踏んだことで飛んできたブロックが命中し、装置が外れて元に戻った。料理が得意という設定もあるが、手料理を披露したときにはすでに操作された状態で、出したのは毒入りのゲテモノ料理だったため、普段作る料理がどんなものかは不明。
「クリスタルキノコアドベンチャー編」でも、巨大化した敵として登場した。ヨッシーからは3巻の登場個体と同一だと認識され、幼少期の思い出を話して大人しくさせようと説得を試みられたが、既に自我を失っていたため「エサ」として食べようとした。
ライタ/チビライタ（チビちゃん）
3巻に登場したライタの親子。ウェンディに連れ去られてしまった父親を帰してもらうために、チビライタはやむなくマリオを倒そうし、ルイージとヨッシーも同調したが、（当然ながら）それを良しとしないマリオは父親の救出を決意。ウェンディにマリオ達が苦戦する中、加勢に現れたチビライタの強力な火炎はウェンディを土管から飛び出させ、マリオ達の勝利に貢献し、親子は無事に再会を果たした。
1巻の第1面では、敵のチビライタが登場し、ヨッシーの仲間と思い込んで油断していた炎でマリオを攻撃し、マントを焼いた。その後口を塞がれるも、オナラを出して攻撃したが、倒されたという明確な描写は無い。
「クリスタルキノコアドベンチャー編」では、巨大化したライタが敵として登場した。ただ、チビライタではなくライタの巨大化した個体なのに炎を吐くという、矛盾した行動をとっている。
3色ヨッシー
5巻巻末漫画に登場。赤・青・黄の3色。番外編「スターロード大決戦」に登場し、普段はスターロードを守る任務に当たっているが、夏休みを取得して3匹で旅行に出かけていた。漫画では普通のヨッシーと色の区別がつかないので、鼻の頭にそれぞれ「赤」「青」「黄」の文字が書かれており、この特徴は「マリオとワリオ編」に登場した個体にも引き継がれている。クッパ3がマリオ達に止めを刺そうとした瞬間に帰還し、旅行先の「マリオ3」の世界からお土産とした持ち帰ったアイテムでマリオをパワーアップさせ、クッパ3の打倒に繋げた。
「マリオとワリオ」編では、１面限りだが再登場し、ヨス湖での戦いに協力した。
味方のブロック
スペシャルゾーン編に登場。敵だらけのスペシャルゾーンに苦戦するマリオがぶつかって出現、ファイアフラワー付きのつたを出してマリオを助けた。
似たようなキャラに、ハックンの隠れ里に登場し、ルイージを無敵のスターに変身させた「隠れ忍者ブロック」がいる。しかし、スター化したルイージは自分では動けないので、武器としてマリオに投げられた。
味方の土管
スペシャルゾーン編に登場。ブルのトゲトゲボールで空気が抜けたバルーンマリオが突っ込んだ土管。ブルに向かってマリオを発射してサポートした。
カービィ
「星のカービィシリーズ」に登場するキャラクター。5巻でモンスターテレサを吸い込んだほか、7巻でケイプが盗んできたアイテムを吸い込んだ。さらに、9巻でも1コマだけ登場。計3回登場している。
ちびヨッシー
第4巻のラリーの城に登場。ゲームと同じく全部で7匹いる。この時レミーとはまだ戦っていないはずだが7つ卵がそろっていた。ヨッシーと同じく敬語で喋るが「～でち」など幼さがみられる。食欲旺盛でバブルや弾丸まで食べてしまうため、ルイージから「ヨッシー以上に食いしん坊」と恐れられた。ヨッシーは大人としてマリオを助けるよう働きかけるが、当初は全く言うことを聞いてくれなかったため、本気で怒った表情を見せている。その後、マリオにパワーアップドリンク剤を注入してパワーアップさせ、更にはラリーの弾丸攻撃を全部食べて無力化し、勝利に貢献した。第1巻にも登場しているが、その時はまだ卵に閉じ込められており、口調も完全な敬語。第8巻の「スーパーマリオUSA」編では要塞のような姿に変貌したマムーをヨッシーと一緒に食いつくしている。ちなみに、ヨッシー自身も何度かちびになったことがある。

#### 敵キャラ
ブル
アメリカンフットボール選手のような姿をした亀。ラグビーやタックル、岩飛ばしなど様々なバリエーションの技を使ってマリオたちを苦しめる。その見かけ通り、荒々しい口調で攻撃的な性格。マリオがふざけていると怒りだし、強烈なタックルをお見舞いした。「スーパーマリオワールド編」では強敵の部類に入るのだが、時にはヨッシーに敗れることも。
ピーパックン
葉っぱをプロペラのように回転させて空を飛ぶパックンフラワー。パワーアップ版の無敵巨大パックンや、裏ピーパックンがいる。
1巻では、複数が同時に出現、「ピーパックンバリヤードームスタイル」という技で飛び回りながら、かみつきや「タネタネマシンガン」で攻撃するも、マリオのS・F・Cコントローラーヌンチャクで1匹を残して全滅。かろうじて残った1匹が後述の「無敵巨大パックン」に変身した。
5巻にも再登場しており、新たに牙（入れ歯）を飛ばす攻撃を身に付けた。ヨッシーの頭に命中したが入れ歯を取られてしまい、ビービー泣き始めてしまう。うるさいので返されたが、直後、口から大量のブラックパックンとプチパックンを召喚してマリオたちの動きを封じる。しかし、最後はヨッシーにジャンプ台を飲み込まされたマリオの「ジャンピングマリオアタック」で、部下ともども倒された。
裏ピーパックンは、2巻に登場し、かぶった者が日頃の恨みを感じるようになる「うらみマスク」を使ったり、手下のブラックパックンやポンキーを呼び出す、頭から何本ものツルを生やす「パックンヘアー」などのバリエーションに富んだ攻撃でマリオを襲った。墓石と坊主（テレサ）も用意していた。最終的にはニコニココインを取ったマリオの暑苦しい笑顔を見てあまりの気持ち悪さに逃げていった。
フグマンネン
ドーナツ平野の湖に住んでいるハリセンボン。形が似ていたためマリオに肛門の穴を鍵穴と勘違いされ、鍵を挿しこまれた上でぐりぐりされたため激怒。体のトゲを飛ばし巨体とそれに似合わぬスピードでマリオ達を襲ったが、大量のファイアフラワーによって「火の玉（ファイアボール）マリオ」となったマリオに敗北。
その後も何度か登場するが、サイズは初登場と比べて小さくなった。
ウンババ
マグマの海に住む大口の怪物。裏切ったインディごとマリオ達を炎で燃やし追い詰めた。しかし「弱虫」とバカにしたことが仇となり、インディの反撃によって口の跳び込まれ炎を封じられてしまった。その後、インディが溶岩池から出た際に一緒に引っ張り出されてしまい、胴体は見掛け倒しの貧弱であることが判明。インディから「ウンババは見掛け倒し」と評された。以後も登場するが、台詞は「ンガ」など呻き声、唸り声ばかりになり、言葉を話すことはほとんどなくなった。
後のステージではハックン忍者軍団の1人が使う術の1つとして登場するも、マリオが隠し持っていた消火器を浴び小さくなってしまった。6巻のマリオカート戦では障害として登場するも大量のコウラであっさり敗れた。「スペシャルゾーン編」では、砂漠に登場したが、ピーチ姫から贈られた冷凍パワーアップキノコで水とパワーを得たマリオのマントアタック「ウォーターストリームアタック」を受け、真っ黒焦げになってしまった。
「マリオとワリオ編」では、炎の洞くつに登場。ボスであるクッパの顔を完全に忘れていて、容赦なく攻撃したが、マリオが抜いた剣に元に戻ったスターの力を宿した「スターパワーソード」によって倒された。
チョロプー
モグラの敵キャラ。1巻ではクリボンに誘い込まれたマリオ達をモグラ叩き攻撃で襲うが、ヨッシーに食われて全滅した。
のちに新クッパ城地下で農場主として再登場。田舎訛りで、マリオに食べさせるため「キノコ人間になる毒キノコ」を栽培していた。マリオがそれを勝手に食べたのをいいことに、わらいだけを食べさせたヨッシーともども攻撃を開始。家畜のブタメットとウシメットのエサにしようとするが、ルイージに蹴られたマリオの体当たりでダメージを受け、バサバサを呼び出して合体。マリオのパワーを吸い取ろうとするが、毒キノコのエキスまで吸ってしまい、マリオは元に戻り、自分達の頭がキノコになってしまう。最後の手段として家畜を放し、マリオ達を追い詰めるが、ブロックから出たコインに怯えたことで、光に弱いという弱点を露呈。ヨッシーが集めた大量のコインを身に付けたコインマリオアタックで敗北。さらにコインで脅され、出口を教えた。
アッパレ
ハンマー使いで羽ブロックに乗っている。ハンマーヘッドを「ハン坊」、取っ手を「マー坊」と呼び「ヤンマーの歌」の替え歌を披露した。中にたくさんの子ハンマーが入っている特大ハンマーや、当たるまで追いかけてくるスペシャルハンマーを使い、マリオ達を圧倒。一度は捕らえたが、羽ブロック相手に威張ったことで怒りを買い、地面に落とされてしまった。直後、脱出したマリオたちとの再戦では、ドラゴンコインを食べて盾になったヨッシーを持ってジャンプ台で飛んできたマリオの「マリオ特大パンチ」で敗れた。その後、クッパに「グルグルの刑」「かべぺっちゃんの刑」を受けるが、ピーチ姫に「強いとこ見せて」と言われてクッパが手下に自分を攻撃させた時、刑罰の仕返しとして参加した。1巻と3巻（こちらは４コマのみ）に登場。
K.K.（ケー.ケー.）
クッパ軍団の大横綱。四股を踏むことで雷を発生させ地面を炎上させるところはゲーム同様である。マリオに相撲勝負を申し込み、つっぱりハリケーンと飛行機投げでマリオを火の海に落とそうとするが、マントを付けていたためあっさり転落を回避され、お返しのパンチで逆に火の海に落とされ、敗北。ヨッシーに食べられる（ヨッシー曰く「K.K.焼き」。ヨッシーは「マリオ焼き」なるものにも期待していた）。
実は初登場はもう少し前で、クッパが手下に自分を攻撃させるシーンである。
オリジナルの「フターロード」にも登場し、毒キノコで小さくなったマリオを飲み込んだ。その後、ルイージからプレゼントされたケーキをその場で食べるが、ケーキの中にはつたブロックが紛れ込ませてあり、それを叩いたマリオに脱出され、戦闘不能となった。
バサバサ
コウモリのようなモンスター。クッパの手下というより、ヒゲメットの手下としてマリオ達のパワーを吸い取ったり、チョロプーに呼び出されて合体したりと、「手下の手下」的な存在。
ポンキー
大きな花のようなモンスター。2巻で2回登場し、1度目は前述の裏ピーパックンの部下として登場。攻撃する際に「開け、ポンキーキ!」と言う。巨大鉄球のけん玉を出すが自分に当たって自滅した。2度目は単独で特殊なガスを出してルイージを銅像に変えるも、ヨッシーのガスで敗れた。1度目に動かないはずだか足があるのはズルいとマリオは言っていたが、実際にマリオUSAでは歩けることを9巻の「クリスタルキノコアドベンチャー編」で見せた。
フィッシュボーン
骨だけの魚。浴びた相手を骨にする「ボーン光線（レーザー）」（その際光線を浴び骨になったルイージは「なんて骨体!」と発した）と、歯を飛ばして動きを封じる攻撃、また、ファイアボールを食べてしまうほどの無敵さを持つ。しかし、最後は無敵マリオアタックによって岩にめり込み、化石にされてしまった。
トゲゾー
ジュゲムが投下するパイポが変化する敵キャラ。たくさんのトゲが生えたカメ。Pスイッチでコインにされる他、地面に落ちる前にパイポの状態でヨッシーに食われることも。
3巻では、ジュゲムが不在の話で集団で登場。通称「煮ても焼いても食えない乱暴者」で、ヨッシーに食べられても自力で脱出が可能で（その際トゲが消化されてメットのような状態になったが、すぐに生え変わる）トゲを飛ばす攻撃も持つ。クッパに対する陰口（「どけちで、いんけんで、すけべで、無能で、どじで、ぶさいくで、ほんっとどーしよーもねーよな!!」）を言ったことが原因でブロックに閉じ込められていたが、マリオ達を騙してブロックで出来た橋の上に置いてあったPスイッチを踏ませて脱出に成功。ルイージを崖下に落としてマリオ達を襲うが、スターで無敵となったことでほとんど倒されてしまう。残った1匹はマリオに止めを刺す前に閉じ込められた理由を話すも、先述の陰口をそのまま言ったために再びブロックに閉じ込められてしまった。
トゲメット
1本トゲが生えたメット。ヨッシーにフルーツ型爆弾を食べさせ、爆破しようとした。トゲから「トゲ光線」を出す。爆破のコントローラーをヨッシーに取られた（食べられた）ので、トゲ光線で爆破しようとしたが結局は敗れ去る。
カロン
骨だけのカメ。そのため、初期ではマリオに「骨ガメ」と呼ばれた。ヨースター島の城では、複数のカロンが合体し、タコのようになって「カロン部隊タコのかまえ」として、口からカメの頭蓋骨を発射するという攻撃を見せる。しかし見掛け倒しであり、ちょっとぶつかっただけですぐにバラバラになってしまったので「たいしたことないな、こいつら」とコメントされた。
ドーナツ平野の城では、少し大きいカロンが登場。こちらはバラバラになってもすぐ復元し、必殺の骨投げを使う。
・5巻では、未来のクッパに話を持ち掛けてマリオを暗殺するために来た、スッポンのカロン「カーメネーター」が登場した（後述）
「マリオとワリオ編」にも1面だけ登場、パタクリと一緒に氷付けのルイージを偶然発見。敵であることも気にせず氷を溶かして戻してあげたが、ツボにおしっこをかけたことで呪いを受け、ツボーンになってしまった。最終的に元に戻るまでの間、ルイージと行動を共にした。
アトミックテレサ
クッパとロイが罠を仕掛けた夏祭り会場のお化け屋敷にいた。弾力のある体でマリオ達の攻撃をことごとくはね返すが、ヨッシーが取って来た5枚のドラゴンコインのまぶしい光（ドラゴンライト）を浴びてブロック状の体になり、ジャンプ台に投げつけられてお化け屋敷の天井を破壊する、脱出のための道具にされてしまった。
3巻では、子供を捜す母親テレサが登場。子供テレサを連れて来たマリオ達を誘拐犯と間違えて攻撃を仕掛けるも、反撃されたことと子供テレサの口添えにより、誤解を解いた。
ホネメット
魔王クッパの谷にあるクッパ神社の岩に封印されていたホネのメット。クッパの手下であるにもかかわらず、クッパも手に負えないほど凶暴なため、神社の岩に封じ込められたが、ヨッシーがお札を剥がしてしまい復活してしまった。トゲを出し、目から光線を出す能力も持つ。パワーアップしたヨッシーの舌によってコマ回しにされ、目が回って敗北した。
スプーク
フィッシングジュゲムを幽霊にしたような敵。テレサウルスに命じてマリオ達を墓場に拉致し、うらみ岩や、自ら作った合体モンスターに襲わせた。初登場は2巻のおばけ屋敷だが、この時は1コマのみでセリフも無かった。
テレサウルス
「ゲス」が口癖の恐竜の幽霊。主に戦いステージの案内役でマリオを強引に連れ去った。5巻ではお化け屋敷に単独で登場、ヨッシーを食べようとしたが、マリオによってチューブのように絞られた。
ハエたたきゲームのボス
レミーがマリオペイントから出そうとした大きなハエ。実体化の途中でマリオが投げたヨッシーと衝突、合体してハエヨッシーとなる。初めは体の主導権がハエにありつつもヨッシーの意識が残っていたが、マリオが躊躇なく殺虫剤を噴射すると、完全に理性が無くなり凶暴化した。最後はマリオペイントの機能によってヨッシーごと消され、その後はマリオがマリオペイントでヨッシーを描いたが、下手な出来だった。
ブイブイ
おんぼろ観覧車に乗っている4体のトリケラトプス。しかし3体は張りぼて。視力は悪い模様。炎と突進攻撃でマリオを圧倒したが、無限増殖した百人マリオには敵わず、敗北した。連載開始から1年以上たってからの出番に嘆いていたが、1巻の4コマ漫画が正確な初登場である。
「クリスタルキノコアドベンチャー編」でも、巨大化した敵として登場。こちらではただの恐竜で、一言も言葉を話すことはなかった。
クッパ像
クッパの形をした石像。炎を吐く普通の像の他、漫画オリジナルとして、割ると小さくなる像、きんぎん（きんさんぎんさんのパロディ）クッパ像、たくさんの腕を持つ千手クッパ像（実際は複数の像がずらっと並んでいるだけ）、後述のロボクッパが中に入った巨大クッパ像、中にメカクッパが入った巨大クッパ像（のちの「マリオカート64」に登場）などのバリエーションがある。
トーピードの手
ソーダの湖にいた手。ポンキーのガスによって石化したルイージを救うためにソーダスターを取りに来たマリオ達に対し、トーピードを使って攻撃するが、ヨッシーを盾に防がれて失敗。それでも、下を通ろうとしたマリオを掴んで握り潰そうとするが、ヨッシーがブロックから出した大量のファイアフラワーを得たマリオの「火の玉（ファイアボール）マリオ」で黒焦げにされ敗北した。
その後、クッパ城の城門の門番として2匹登場、この時は掌に顔があり、ヨッシーに「手っちゃん」と気安く呼ばれた。トーピードは撃てないものの右手が相撲勝負を挑み、体格の差で圧倒したが、ファイアボールの突っ張りで押されたところを左手に援護させ、不意打ちで転ばせ勝利した（汚い手を使ったことをマリオに非難された際の右手の顔はファイアボールを受けて煤塗れだったため、卑怯の意味と文字通りの意味で「汚い」だった）。そして相撲関係無しにマリオを攻撃するが、コインとバルーンによってボールになったヨッシーの「超変化球ミラクルショット」を受け突き指をして、戦闘不能になった。

#### 他のスーパーマリオブラザーズシリーズからの敵キャラ
ブンブン
『スーパーマリオブラザーズ3』から登場。ワンワンや太陽、空中ゲッソーら、『マリオワールド』未登場の敵キャラ達で構成された「クッパ第2軍団」として冷凍庫で冷凍保存されていたがクッパにより解凍され、レギュラー（1軍）になるためマリオを倒そうとした。マリオと顔を合わせた際は懐かしさに歓迎されたかに見えたが、即座に不意打ちされ激怒。マリオ達に敗北して逃げ帰るも、クッパの怒りを買い仲間達と一緒に「クッパ第3軍団」に降格された。
マリオがブイブイ戦直前のシルエットクイズで正解は「ブ〇ブ〇」とヒントを出された後、「ブンブン」と答えて間違った際、「わたしがブンブンです」と登場したこともある。
スーパーマリオ3Dランド編にも登場。捨て猫のフリをして不意打ちをしたり、プーの大群にスパナで攻撃させたり毒キノコでチビマリオにして攻撃するなど卑怯な性格。卑劣な戦法を駆使してマリオを追い詰めるもピーチ姫が送ってきた光るこのはでしろタヌキマリオになったマリオに倒された。
空中ゲッソー
『スーパーマリオブラザーズ2』から登場。10本の脚を使った「足いっぱいビンタ」でマリオの顔をトマトのように腫れ上がらせた。その直後、ヨッシーによって足を食べられ、マリオのファイアボールによってイカ焼きにされヨッシーに食べられた。
ワンワン
『スーパーマリオブラザーズ3』から登場。鎖が外された状態でマリオたちに襲い掛かったが、キノピオから贈られたアイテムで変身したハンマーマリオのハンマー乱れ投げで倒された。
太陽
『スーパーマリオブラザーズ3』から登場。クッパ第2軍団の先兵として登場し、ヨッシーに体当たりしたが、活躍はその場面のみだった。
「未来編」にも登場、暗雲の下を照らし、熱帯パックンフラワーを乾燥させて倒すのに協力する形になったが、その後もしつこくついて回り、結局暑さでマリオ達を苦しめることになった。曰く「友達がいない嫌われ者」「寂しがり屋」とのこと。
フーフーパックン
『スーパーマリオブラザーズ3』から登場。氷の隠れステージで待っていたが、待ち続けて氷付けになってしまった。氷攻めでマリオを苦しめた。最終的にマリオのファイアボールによって倒された。
クッパ3（スリー）
本来のクッパとは異なる別人のクッパで、本作のパラレルワールドに当たる、『スーパーマリオブラザーズ3』の世界から来襲した。スターロードの中心部にあるアイテム転送工場を乗っ取り、アイテムが各ステージに転送されないようにした。マリオワールドの世界に悪の帝国を築くことをせこいことだと吐き捨て、アイテムを独占して世界中の子供たちに高価格で売りつけようと目論んでいたが、マリオからは「その方がせこいわ!!」と突っ込まれた。本来のクッパを「クッパ4」と呼び、彼を「馬鹿で間抜け」と卑下した上、顔も彼よりハンサムだと思っている（その際コマの外から本来のクッパに石をぶつけられている）。部下達が全滅すると自ら出陣し、アイテム無しでの戦いを余儀なくされたマリオ達を圧倒するが、三色ヨッシーがお土産として持ってきたアイテムにより、マリオはハンマーマリオとたぬきマリオを足したような姿に変身。勝ち目がないと見て逃げ出すが、最後は「スーパーアイテムアタック」によって倒され消滅したが、それにより死亡もしくはマリオ3の世界に戻されたのかは触れられなかった。

#### スーパーマリオランドからの敵キャラ
タタンガ
クッパの悪友の宇宙怪人。マリオを倒すために『スーパーマリオランド』に登場した敵キャラをレンタルしたが、余計なサービスでスターやハートも付けたため、そのスターで無敵となったマリオに部下を全滅させられてしまった。なお、価格交渉している光景は写真週刊誌にスクープされており、タタンガが「一匹100円、全部で5000円」と提示したのに対し、クッパは「高い!50円にしろ!」と要求しており、「つるセコクッパ」と評されていた。
「6つの金貨編」ではワリオに協力し、マリオによって金貨を入れられていたヨッキーを破壊して、金貨を強奪。追ってきたマリオ達と戦い、これを追い返したが、サンタに変装したクッパに倒され、金貨を奪い返されてしまう。「6つの金貨編」で唯一、マリオが負けたまま終わったボスである。
キングトトメス
タタンガの部下のライオンのような敵キャラ。ニセクッパ城内でピーチ姫に化けていたが、マリオたちが城から脱出した際に正体を現した。クッパから「キントト」と名前を略されていた。ファイアボールを上回る強力な火炎でマリオを圧倒するがヒョイホイ達に妨害され、どちらがマリオを倒すかで喧嘩になってしまい、クッパが倒された後も決着がつかず延々争っていた。
ドラゴンザマス
タタンガの部下の巨大タツノオトシゴ。タマオーとともにマリンポップ号のないマリオを苦戦させたが、マリオの「スーパーボーズ（ハゲのヅラ）」により目が眩んだところを口にストローを突っ込まれ、体を膨張させられて破裂した。
タマオー
ドラゴンザマスの相棒。体当たり攻撃でマリオを圧倒したが、ドラゴンザマス同様ボーズマリオにより目が眩んだところをヨッシーに焼かれ目玉焼きにされてしまい食べられてしまった。ゲームでは無敵で、ドラゴンザマスを倒すと同時に倒れる。
ヒョイホイ
タタンガの部下のモアイの姿をした敵キャラ。トコトコとパタドンを手下に持つ。ニセクッパ城内でマリオと交戦、脱出を阻むが、結局マリンポップ号を得たマリオ達の脱出を許してしまった。その後、マリオを倒そうとしたキングトトメスを部下とともに妨害、どちらがマリオを倒すかで喧嘩になってしまい、クッパが倒された後も決着がつかず延々争っていた。
トコトコ
ヒョイホイの部下。動くモアイの敵キャラ。
パタドン
ヒョイホイの部下。羽を持ち、空を飛ぶモアイの敵キャラ。

#### 漫画オリジナルキャラ
無敵巨大パックン
1巻に登場。マリオにやられて生き残ったピーパックン部隊の1匹が変身したもの。体の模様や顔つきも変身前から変化している。「タネタネボンバー」「タネタネマシンガン」「アイアン根っこキック」などの攻撃でマリオを苦しめたが、マリオとヨッシーの回転体当たりで、唯一の弱点である口の中を貫通されて敗北。前作「スーパーマリオブラザーズ2」の最終巻にも最後の敵として登場しており、こちらは体内を破壊されて倒された。
スーパーチョロプー
チョロプーの親玉。見た目はインディそっくり。モグモグキックでマリオを吹っ飛ばすが、集団ファイアフラワーでパワーアップしたマリオのスーパーファイアボールで倒された。
クッパ雪像
1巻に登場。ジュゲムが作り、操作してマリオ達を襲った。口からふぶきビームを発射し、バラバラになっても合体できる（ただし、合体し間違えて元の形に戻れないことも）明確な決着はつかなかったが、操縦者のジュゲムが倒されたため戦闘終了、その後ヨッシーに食べられた。
雪像系統の敵はこれ以後もわりと登場する。他に「スーパードンキーコング編」のスノーコング、17巻の「マリオカート64編」の雪ヨッシーがいる。
ミュータント忍者戦隊ノコノコマン
1巻に登場。レッドノコノコ、グリーンノコノコ、イエローノコノコ、ブルーノコノコの4人組の部隊。ミュータント・タートルズを思わせる格好をしている。武器の「かめのこ手裏剣」やヨッシーの口を塞ぐ忍法「おっとこれは取れないぞマスク」、名前の通りにピーチ姫の姿に化ける忍法「ピーチ姫（ただし、甲羅は隠せない）」を使う。マリオのマントアタックにより敗れた。後に『マリオストーリー』に登場するノコブロスに似ている点が多い。なお、「忍者」「戦隊」をモチーフにした敵キャラは以降も割と登場する。
・2巻でも、クッパがやられた手下を踏みつけるシーンで1コマ、1匹だけ登場した。
アトミックバブル
2巻に登場。おばけルドウィッグの部下として登場、マリオ達を燃やした。1コマのみの登場。
メカ（ロボ）クッパ
2巻と4巻に登場。クッパそっくりの巨大メカ。
2巻では、秘密兵器の巨大「メカクッパ」として登場。ドッスンが始動スイッチを壊したため、停止不能になった。目から「破壊光線（レーザー）」を撃ち、脚部・腕部のパーツをチェンジすることができる。体が重いため、たった1歩歩いただけでひどく疲れてしまうのが弱点。圧倒的なパワーでマリオ達を追い詰めるが、3UPムーンでパワーアップした「ムーンマリオ」にマント羽根でくすぐられ、くしゃみと同時に中のメカを全て吐き出して抜け殻になってしまい、マリオに観覧車に改造された（この時マリオたちがバニラ大地に上がったため、レミーの登場が遅れる原因になった）。
4巻では、クッパ型の巨大鋼鉄製ロボット「ロボクッパ」として登場。最初は岩で覆われ、巨大石像に見せかけていたが、マリオのパンチで表面の岩が壊れ、姿を現した。マリオの様々な攻撃を寄せ付けないが、単純なギャグに弱く、ギャグを聞くと大笑いして壊れてしまう。マリオたちのギャグ連発により大破。最後は、ナントアタック（マントアタック）でバラバラにされ戦闘不能となり、もっと面白いギャグを聞かせてほしいと戦意喪失した。
角を止めるネジの位置と鬣の有無が少し違うのみで、外見は両方ほとんど同じである。いずれも自我を持ち人語を解する。
なお、スーパーマリオサンシャインには「巨大メカクッパ」なるボスが登場する。外見は巨大なクッパであり、マリオはジェットコースターに乗って戦う。
キラー一家
2巻に登場。父・たいほう、長男・キラ一（キラいち）、次男・キラ二（キラに）、母・マグナム子の4人家族。ボスのクッパから「賞金100万円」と聞いて、マリオと対戦。しかし、子供達はマリオの目隠し攻撃で衝突して自滅、母は大ボケで怯んだスキに巨大なハンマーでメッタ打ちにされて敗北。その後、母はマリオに惚れたのか「あたしといっしょになる気ない?」と迫った。なお、父・たいほうだけは、直接やられていない。
豪快な母親あるいは妻、気弱な父親あるいは夫といった家族キャラ設定は後のシリーズでも反映されている
裏ヨッシー
2巻に登場。マリオが裏ワールドに迷い込んだ際出会ったヨッシーだが、関西弁で喋り性格も表ワールドのヨッシーとは正反対。顔に傷があり背中には恐竜ランドの入れ墨が彫られているなど、ヤクザのような風貌である。
表と違って凄味があって乱暴。それしか敵がいないとはいえ、マリオ顔の敵キャラを食べることにも一切躊躇が無く、マリオに助けを求められても「自分で戦えよ」と突き放す。
その後、無事に表ワールドに帰れたマリオは、ヨッシーに対し卑屈になっていた。
以降のシリーズでは「洗脳されて凶暴な性格になったヨッシー」がたびたび登場する。
ヒゲメット
ステージの改造工事を行うメット組の親方。濃い髭をしているため、2度登場したが、毎回マリオにカールおじさんと呼ばれた。3巻ではバサバサにマリオ達のパワーを奪わせ、そのパワーを自分に注入させて、マリオそっくりのマリオメット（略してマット）になったが、3UPムーンでパワーアップしたマリオの「火の玉キック」で敗北。
5巻にも再登場、クッパ城を改造した。しかし、自分が天井に施した二枚刃の電気かみそりのしかけに自分で引っかかり、ヘルメットを削られて「ハゲメット」になってしまった。
『New スーパーマリオブラザーズ Wii編』にも類似キャラが登場しているが関係性は不明。
悪岩組組長
3巻に登場。チョコレー島を縄張りとする「悪岩組」組長。ドッスンも手下。コトンをマントで捕まえたマリオの一撃をドッスンとともに受け、細かく割れて「親分」が「子分」になってしまった。組員にラッパのテーマを歌いながら登場する「せいろ岩」やメガネをしている「きん岩」などがいる。
巨大トゲメット
3巻に登場。前述のトゲゾーが全員倒された後、マリオがドクロマークのスイッチを踏んだために復活。曲伸ばし自由のトゲを持つ。クッパも辟易するほど非常に陰険かつ冗談が通じない性格をしており、動けない相手をネチネチと追撃をかけることを好むサディストで、マリオからもその陰湿な攻撃振りがクッパに封印される要因になったと看破されており、本人もそのことを自覚している。一方的にマリオたちを嬲るが、崖下に落下したルイージがはねブロックで帰還し、彼の助力によってはねブロックを用いた急降下攻撃で地震を起こされ、ひっくり返って動けなくなったところをマリオにくすぐられ降参した。それを見たヨッシーは「マリオさんも結構陰険ですね」とコメントしている。
本来のトゲメットはトゲが一本なのに対し、この巨大トゲメットには大量のトゲが生えており、見た目はトゲゾーそのものである。
ハックン忍者軍団
4巻に登場。魔王クッパの谷の外れに住んでいる忍者集団。首領のハックンサイは他のメンバーと違い、白い髭を生やしている。様々な忍法（例:たんこぶをサンボに変化させる「たんこぶ変化」、火遁の術を使い、ウンババを呼び出す「忍法ウンババ」）でマリオ達を苦しめた。ハックンサイは巨大ガマの術（実はただの風船）の他、ガリガリを手裏剣として使い、グルグルを鎖分銅として使う。最後は星に変身したルイージを投げつける「無敵手裏剣」によって敗れる。他にもクッパ城の奥にも、普通のハックンが登場しているが、ヨッシーのくしゃみにより溶岩に転落、何事も無かったかのようにマリオ達に踏みつけられた橋代わりにされた。
エンマ大王
4巻に登場。マリオワールドの地獄面を治める。クッパの遠い親戚で、顔もそっくり。一度死んで地獄に来たマリオが暴れ回った末、止めようとしたウェンディが食べさせたチョコ爆弾の爆発に巻き込まれ、うんざりしてマリオを追い返したため、マリオは生き返った。
キングウイルス
4巻に登場。「ドクターマリオ」の三種類のウイルスを合体させた超ウイルス。どあほにしか効かないという特徴を持つ。マリオの体内に入って強力な風邪を引かせるが、乱入したブルがヨッシーに倒された後、マリオのくしゃみで体内から追い出されたうえ、一緒に出た鼻水の中で固まって動けなくなった。クッパもこのウイルスによって風邪を引いており、結局ど風邪を引いたのはクッパだけだった。
マリオペイントモンスター
4巻に登場。クッパが設置したマリオペイントに仕掛けた罠のクッパマークのアイコンを押したことで、描いた絵が実体化したもの。敵味方関係なく、アイコンを押した者を無差別に襲う。描かれたもの（火炎放射、しっぽ）をそのまま武器として使い、絵の具を吐く「色ぬり攻撃」や踊らせる「アニメーション攻撃」でマリオ達を襲うが、マリオがマウスに投げたキノコの効果で出現した消しゴムにより、バラバラにされて敗北。オチではクッパの手下が罠と知らずアイコンを押してしまい、自分で生み出したモンスターに襲われていた。
マリオペイント自体は5巻にも登場、コクッパのレミーがマウスを改造した「マウス号」に乗って登場した。
モンスターテレサ
5巻に登場。テレサの変種。「テレサの中でも超こわ～い」らしい。普通のテレサと違い、相手と向かい合っても動ける。丸いものを見るとオオカミになり、それ以外にも見たものと同じ形に変身するオオカミ男テレサを筆頭に、ジェイソンテレサ、フランケンテレサ、ミイラ男テレサ、ゾンビテレサ、のっぺらぼうテレサの計6匹で構成。普段の姿は、普通のテレサと変わらない。
ミイラ男テレサは包帯をほどかれた勢いでコマのように回転して戦闘不能、のっぺらぼ~テレサは顔に落書きをされて戦意喪失。オオカミ男・ジェイソン・フランケンの3匹は突如乱入したカービィに吸い込まれて倒されてしまう。残ったゾンビテレサは、ものに取り憑いて操る能力を持ち、お化け屋敷の建物そのものに取り付いてマリオ達を追いつめた。カミナリ＋ファイアボールで屋敷は破壊されるが、それでも生き残っていて、煙に取り憑いてマリオ達にうっとうしがられた。結局、最後まで明確な決着はつかなかった。
カーメネーター
5巻に登場。ターミネーターのパロディ。マリオに負け召使いとして不遇の未来クッパにマリオの暗殺を持ち掛けた人物。その正体は、再生自由で色んな物に変化させられる「特殊骨金（スペシャルメタリックボーン）」製のボディを持ったカロンで、狙った標的を喰いついたスッポンのように離れない執念深さから「スッポンのカロン」の異名を持つ。クッパの境遇に同情したり敬語を使ったりなど、クッパに対する忠誠心が見られる。特殊骨金による変幻自在な戦法を駆使してマリオ達を追いつめるが、未来のピーチ姫（作中では「P」と語られた）から送られた、特殊骨金も破壊できるスーパーこうらを身に付けたマリオのスーパーこうらアタックによって、再生不可能になるほど粉砕された。
未来のクッパのご主人様
5巻、上記のカーメネーターの話に登場。未来のクッパが働いている家の主人。片足と言葉遣いから、人間の女性とわかる。クッパを容赦なくこき使う上、かなり乱暴な性格である。文句が大嫌い。なお、顔は明らかになっておらず、片手と片足しか出ていないが、家族が何人かいる模様。
戦闘（バトラー）ねん土
新クッパ城異次元空間の部屋にいたモンスター。相手の考えを読んで実体化する能力を持ち、マリオ達が考えた「怖いもの」に変化してパワーアップするが、おなかをすかせたヨッシーが大量の食べ物を連想したため、全身がそれらの食べ物に変化してしまい、マリオ達3人に食い尽くされてしまった（食べ物を連想した場合、本物の食べ物に変化するらしい）
うらみ岩
5巻に登場。マリオ達に倒された敵キャラのうらみがこもった岩。クリボン面岩、グースカ面岩などの種類がいる。ヨッシーの口にまとめて放り込まれ、マリオの成仏パンチで倒され、成仏した。
合体モンスター
5巻に登場。スプークが作ったゾンビモンスターで、ウンババの頭、K.K.の体、ハナチャンの足、チョロプーの手、パタパタの羽根を寄せ集めて作られている。それぞれ自我があるらしく部位の動きが統一できずめちゃくちゃだった。バラバラにされても合体できるが、合体し間違えることもある。頭部は、パックンフラワーやドッスン、ボム兵に付け替えられる。不死身で、マリオとルイージの合体ファイアボールをまともに受けてもなお倒れず、暴れ回ったが、マリオがPスイッチを踏んだことで、大量のコインに変えられて敗北。しかし墓場にいたモンスターたちもまとめてコインになったためスプークやマリオ達もコインに埋まってしまった。
スタ吉
5巻特別面「スターロード大決戦」にのみ登場。スターロードに住み、マリオワールドのアイテムを作っている星人（スターマン）で、工場が乗っ取られそうになり、マリオ達に助けを求めに来た。星魔法を使えるが、出せるのはうめぼし、にぼしなどで、まるで役に立たない（他にものほしもあるらしい）。彼が使用した開発中のアイテム「アイスフラワー」は、後に原作にも登場し、『マリオ&ルイージRPG2』や『New スーパーマリオブラザーズ Wii』にも登場した。
似たようなキャラとしての地のゲーム「マリオストーリー」や「マリオギャラクシー」にも星の子たちが登場した。

#### ゼルダの伝説 神々のトライフォースからの敵キャラ
アグニム
4巻に登場。悪のボス、司祭。他所のゲームに来て勝手に冒険をするマリオとヨッシーに腹を立て、強力なビームで2人を攻撃するが、ルイージのキノコを受けたマリオの「マスターキノコソード」の一撃に敗れた。その後出番は無いが、8巻の「6つの金貨編」で新装したスロットゲームセンターではクッパ、マムー、ガノン、デデデ大王という他の任天堂ゲームシリーズの悪役達と祝いの花を送っている（ガノンとデデデ大王は本作品に登場していない）。
元のゲームでは慇懃無礼な敬語で話すがこちらでは口調が異なる。
※この他、オクタロックやゾーラなど、数種類のザコキャラが登場した。

#### スーパーマリオUSAからの敵キャラ
ナカボン
6巻に登場。冷気を操る敵。キャサリンとともにクッパ城に現れ、マリオ達を凍らせた。結局、彼らより先にキャサリンが倒されたため、倒された描写は無い。
トンドル
6巻に登場。鷹のような敵。マリオ達をとらえ、キャサリンの待つ部屋に連れて行った。
カメーン
6巻に登場。ドン・チュルゲがクッパ城に連れて来た。無敵で、ルイージに取り付き、圧倒的な強さでマリオ達を苦しめた。さらにヨッシーのクッキー攻撃によって敵味方の区別がつかなくなり、味方のはずのドン・チュルゲや、クッパまでも攻撃、手が付けられなくなったが、ヘイホーに化けたピーチ姫が野菜で時間を止め、その間に外されたが、今度はヨッシーに取り付いて暴走した。8巻のUSA編では登場しなかったが「鍵を返してください」というマリオ宛てのメッセージを伝言板に書いていた。

### スーパーマリオUSA編

#### マムーと手下たち
マムー
夢の国サブコンを乗っ取った張本人。関西弁で喋る巨大な蛙の王様。ボケとツッコミの両方を担当する。野菜が弱点だったが、健康管理を考えて野菜嫌いを克服したため弱点がなくなった。必殺技は特製のバブル（シャボン玉）を吐くことで、命中した相手を中に閉じ込めてしまう。バブルは簡単に割れず、マムー自身が噛み付いても壊れなかった。
サブコンを支配している関係上、パワーアップアイテムを消滅させるなど、ある程度は自身の思い通りの現象を起こせる。窮地に陥ったマリオたちの前にキャサリンたちがスロットを持って現れ、大当たりを引き出したことでコインタイフーンが炸裂。大量のコインの波に飲み込まれるも再び立ち上がり、苦戦を感じて脱皮を開始。頭部にガプチョ、チョッキーの身体と本体であるマムーの頭部を持つ第二形態へと変貌する。この形態になると必殺技が変化し、ドン・チュルゲのボム（爆弾）、背後霊のように現れるヒーボーボーの「ファイヤーはいやー攻撃」を使用する。更にはマリオ達に接着剤を浴びせてアホ文字で固めた（マリオ曰く、「もじもじくんかい、おれらは」）。劣勢に追い込まれたマリオたちの前にクッパ軍団が現れ、ピーチの奇跡のキノコによってマリオとクッパ軍団が合体。これによりマリオはクッパ軍団の能力を借りることが可能になり、ドッスンの能力で急降下したマリオに押し潰される。
だが、『スターフォックス』のアンドルフのような形態で、マムーの顔を基調とした巨大なメカ要塞となって復活。目から強烈な熱線を発射してマリオたちを攻撃するが、クッパ軍団と共に駆け付けたチビヨッシーらに食べられ、それによって食欲を掻き立てられたヨッシーに全部食われてしまい、完全に最期を遂げた。
マムー城でヘイホー達が夢の世界絡みの別作品『ゼルダの伝説 夢をみる島』に出演して不在だったが、本来はマムーもゲスト出演する立場である。
10巻の「スーパーメイズコレクション」にも再登場したが、目立った活躍は無く、こちらではゲーム同様に野菜が苦手な設定となっていた。「スーパーマリオ64編」の7周年記念エピソードには扉絵にも登場している他、イワンテが使用したヨーヨーにマムーの顔が描かれていた。
ドドリゲス
「～でゲス」が口癖のカラスのような敵キャラ。マムーの命令により、マリオ達をマリオワールドからサブコンの世界に連れて来た張本人。鳥だが飛ぶことができない。マムーといることが多く、ツッコミなどもしている。戦闘能力は皆無に等しく、一発でマリオに倒された。「マリオとワリオ編」ではドドリゲスJr.が登場し、タマゴドンを操縦してマリオ達を襲うが敗北し、ヨッシーに七面鳥がわりに焼かれてしまった。
リートン
最初の刺客。マリオの頭部に嘴を突き立てパワーを奪おうとしたが、マヌケの部分だけ吸ってしまい「アホでんねん。パーでんねん」と大ボケをかますようになってしまい自滅した。
ムーチョ
マムーの手下。集団で行動する。ガスマスクのような口から悪夢の弾を発射する。マリオ達の仲間となったキャサリンに対しても容赦なく攻撃する。岩に隠された甲羅にジェットカプセルを取り付けた「スーパーこうらコースター」の体当たりによって蹴散らされた。
ガラゲーロ
砂漠ステージに生息する蛇。その一匹は自動販売機に変装してマリオたちを流砂にはめようとしたが、ルイージが流砂にはまった後、キャサリンに正体を暴かれ、ヨッシーに食べられてしまった。残りはマリオ達を攻撃し、マリオをツボの中に叩き込むが、そのツボに隠していたPOWを発見され、それによって全て倒されてしまう。
スパック
マムー城の周辺ステージに動き回っている電撃を放つ生命体。その内の一体はヨッシーに食べられて能力をコピーされた。
ガプチョ
砂漠ステージのボス。三つの頭を持つ大蛇で、必殺技は三位一体の集中火炎放射「蛇動拳」。三つの頭にそれぞれ別の意識があり、リーダー（中央）・ボケ（右）・ツッコミ（左）という役どころの漫才トリオになっている。左右の頭が噛まれると中央の頭が痛がる（左曰く「自分の手を噛んだような物」）。左右の頭部は関西弁で話す。また、右の頭部はマリオたちやアイテムを口に咥えた時にマリオが出した輪を見てまんまと発音して落としてしまうなど単純な性格。ボケと言われると激怒する。マリオとヨッシーを追い詰めるが、ルイージが見つけた魔法の薬で回復したマリオの「キノコブロック百裂投げ（ショット）」によって倒される。
のちに、脱皮してパワーアップしたマムーの頭に生えていた。
ドン・チュルゲ
サングラスをかけた、ねずみを模したキャラ。キャサリンからは「ドンチュー」と呼ばれているが、彼はその呼ばれ方を嫌っている。
登場は6巻。ヘイホーとカメーンを連れて来たが、暴走したカメーンを止められず、この時点では決着がつかなかった。
8巻のサブコン編に再登場。かしわもち爆弾でキャサリンを跡形もなく始末したため、ヨッシーの逆鱗に触れ、ヨッシーのクッキーの「SLAVE」攻撃を誤って受けたマリオとの合体ファイアー攻撃で倒された。この話ではヒーボーボーの前座に過ぎなかった。
ヒーボーボー
名前の通り、全身炎のキャラ。本来はW-4のボスだが、気が短い性格のためにマリオ達が来るのを待っていられないと、苦手とする水の無いW-3に現れてマリオ達と対峙。ヨッシーのクッキーの「SLAVE」攻撃の後、マリオがヨッシーにおしっこをかけると4体に分裂し、マリオ達を鍋料理の材料として始末しようとするも、最期はキノピオとW-4のキャサリンが乗ってきたクジラに踏み潰されて鎮火される。ドン・チュルゲが倒されたことに関しては「ネズミの丸焼きぐらいで嬉しがるんじゃねーよ」と述べており、仲間意識はなかった模様。
チョッキー
カニを模したキャラ。悪としての側面が強く出ていたドン・チュルゲやヒーボーボーと比べるとかなりのボケキャラ。マムーによって改造されており、ポリゴン形態に変化することが可能（この姿をコンピュータチョッキーと呼称している）。マリオ達がマムー城に辿り着く前に始末するべく、最後の刺客としてマムーによって城にテレポートされるが、入浴中であったために茹でられていると間違われてしまい、マムーからは「カニ鍋にされて死んどるやんけーっ!!」と驚かれ、ドドリゲスも「カニが風呂に入っちゃ危ないでゲスよ」と突っ込んでいる。
マムー城付近でマリオたちと対峙すると、得意技の岩投げでマリオを倒そうとするが、横に投げてヘイホーたちを全滅させてしまいマリオに泣きつくが、マリオが「正面に投げればいいだろ」と迂闊にもアドバイスしたことでマリオたちを圧倒。
ヘイホーがまとめて倒されたことで出現したハートをマリオがブーメランのような形に伸ばし、それを投げつけられてハサミと足を切断されるが、切り札としてコンピュータチョッキーに変身し、それに伴い能力や口調や性格も尊大なものに変化した。念動力で岩を操り（岩投げとあまり変わらず）、口を異次元に繋げて強力な吸引力でマリオ達が操縦する旧型のオンボロロケットを飲み込もうとして追いつめていた。しかし、実はマムーが接着剤でくっつけていたため、強度があまりにも無く、ロケットの吸引に失敗して「コツン」と体にぶつかっただけで分解してしまいあっさり敗れた。その後、マムーによってレッドロブスターに売られる。

### 6つの金貨編

#### 仲間キャラ
ニンジン
愛称「ニンちゃん」。マリオと触れることによってGB版の「マリオランド2」のみに登場する変身「バニーマリオ」に変身させることができる。ボケ役の多い「6つの金貨編」では唯一のツッコミ役となった。宇宙では宇宙服無しで行動できる。マリオがピンチという肝心の時に気絶してしまったことが2回ある。なお、ワリオとの最終決戦の際には魔法でブラックニンジンに変えられ、ワリオをバニーワリオへと変身させてしまうが、マリオの下手な笛の演奏で元に戻る。
「スーパーマリオ64編」の7周年記念回で1度限りの再登場を果たした。
ヨッキー
タートルゾーンから登場。ヨッシーが贈ってきた食べ物の中の一つで、見た目のとおりヨッシーの形をしたクッキー。それを略してヨッキーと呼ばれるようになった。ニンジンがあとで食べるために頭の葉っぱの中に保存していたものが、ジョーとの戦いの最中に動き出し、周囲の水を飲み干してから、自意識を持って動き出した。なぜかマリオゾーンとマクロゾーンには登場しなかったが、パンプキンゾーンで再登場した。事実上、シリーズで初めて仲間にならなかったヨッシーの代役扱いとなる。食い意地が張っていたり、マグマの海を渡る船代わりにされるなど、本物のヨッシーと同じ性格をしていて、なおかつ扱いは悪い。クッキーなので下半身はないにもかかわらず、骨格がありオナラやおしっこまでする。ニンジン同様、宇宙では宇宙服無しで行動できる。
グー
ツリーゾーンの話で登場。ヘラクレスがマリオを倒そうとした時、ヘラクレスの拳が木にぶつかり、そのとき落ちてきてヘラクレスを押しつぶした。かなりの寝ぼすけで、飛んでいる途中でさえ寝ることがある。ツリーゾーンの金貨を知らないうちにこっそり持っていた。
ワリオとの最終決戦では、ルイージと、ワリオの魔法が解けた敵キャラ達を乗せてワリオ城に来た。
アクアクリボー部隊
タートルゾーンに登場。海で遊んでいたところ、海に投げ捨てられたとがった物（矢やフォーク、鉛筆など）が頭に刺さり泣いていたところをマリオに取ってもらった。そのことにより恩を感じ、パコに苦戦するマリオに加勢、水中での素早い動きを生かし、パコの足を絡ませ戦闘不能にした。
ケイプ
マクロゾーンに登場。マリオのアイテムを盗んで売り飛ばした罰で同行を命令され、一度は拒否するが、ニンジンがでたらめに言った自分のはずかしい秘密が全部当たってしまい、それを読者にばらすと脅されて、同行することに。金貨がどんな物かを知らなかったため、すでにボスのリッキーから金貨を盗んでいたにもかかわらず、最後にリッキーが「盗まれた」と話すまで、黙っていた。
盗んだものは原作の「6つの金貨」に登場するアイテムだけでなく、スーパーマリオカートに登場するバナナなどのアイテムや敵キャラのスーパードッスン、星のカービィシリーズに登場するウィスピーウッズや回復系アイテム、さらにはスターフォックスシリーズに登場するアーウィンを盗んだりもしたが、カービィに取り返されてしまう。マクロゾーン編のみに登場するゲストキャラだが、クリボーに踏み潰されてピンチのマリオを助けるなど、友情を見せる場面もあった。ゲームでは、ブロックを叩くとアイテムと一緒に飛び出し、アイテムを持って逃げて行く、お邪魔キャラである。
テレサ
パンプキンゾーンに登場。仲間たちがサバーサの料理の材料にされ、マリオ達に仇を討ってほしい思いから彼らに協力。サバーサの居場所に案内し、マリオカートにおけるアイテムとしての能力を発揮、サバーサの魔法の杖をマリオの所に送り、マリオたちの勝利に貢献した。
ヒポポン
スペースゾーンに登場。カバだが伝説の勇者らしい。マリオランドにある巨大なカバの石像で、鼻からアワを出す。石像から復活し、アワを割られて水に落ちたマリオ達に加勢。オナラシャボンでマリオ達を送った。宇宙にも駆けつけ、No.48撃破に力を貸した。ワリオ城直前で別れ、石像に戻るが、ワリオが倒れてマリオ城が崩れた後、体を城に改造されてしまった。マリオ同様、宇宙では宇宙服がないと息が出来ないが、本人はそれを指摘されるまで気付かなかった。
6つの金貨
ワリオの手下に囚われた6枚の金貨。それぞれが自我を持ち、マリオ城の決戦ではマリオに力を貸そうとするも、大木に変化してドン・ガバメンを止めたツリーゾーンの金貨以外は、逆効果か役立たずに終わった。スペースゾーンの金貨は部屋を真空にするもマリオだけが苦しみ、タートルゾーンの金貨はマリオの首を長くしただけ。パンプキンゾーンの金貨はマリオの頭を巨大カボチャに変えて動きにくくし、マクロゾーンの金貨に到ってはマリオを巨大化させるつもりが、ワリオを巨大化させてしまった。マリオゾーンの金貨は最後まで何もしなかったため、どんな力を持っていたのかは不明。

#### 敵キャラ
ラグモ
６巻ラストの予告編的な１話に登場した敵。ハナのドリルで地中からマリオを襲う。助けようとしたニンジンを倒し、カエルの敵・ピョンタにとらわれて動けないマリオをさらに狙う。ドリルを止めたバニーの耳すら限界近くまで追い込むが、ピーチ姫からもらったキノコの力でパワーアップしたバニーマリオの耳でドリルを破壊され、ダウン。言葉は田舎訛り。
ピョンタ
６巻ラストの予告編的な１話に登場した敵。ラグモに苦戦するマリオを長い舌で捕らえ、動きを封じたが、ラグモが倒された後、バニーの耳の一撃で引き剥がされ、ダウン。
チクリン
ハリネズミの姿の敵キャラ。元々はマリオと旧知の関係らしい。出会い頭マリオに攻撃するが、ブロックから出たニンジンによって変身したバニーマリオに交わされ、マリオのキックを受けダウンした。
キョトンボ
ツリーゾーンに登場した監視カメラ付きのトンボ型のメカ。マリオの動向を監視するために送られたが、マリオに近づきすぎたために攻撃されて破壊されてしまった。2機目は目玉が飛び出している遠距離型ズームタイプだったが、マリオの釣竿に引っかかり、再びやられてしまった。キョトンボが壊されると、監視モニターも爆発してワリオが巻き込まれていた。3機目は今度こそ壊されないように完成させたが、逆に大き過ぎる上にうるさくてすぐ見つかってしまうため、一度も出動することなくワリオにぶっ飛ばされた。
ブーイチ
ツリーゾーンのデブバチ。マリオにボディプレスを与えるが、持っていたゲームボーイを壊されたことに憤慨したマリオにハエ叩きで叩き潰されたり生き埋めされた上で墓表を立てられるなど散々な攻撃を受けると、激怒してガイコツバチのガイゴをけしかけてマリオを襲わせるが、耳を刺されてパワーアップしたバニーマリオの「バニー扇風拳」で倒された。
ヘラクレス
カブトムシの姿の敵キャラ。パンチの連打でマリオを圧倒するが、マリオがかわしたはずみで後ろの木にパンチ、その衝撃で落ちてきたグーに押し潰されてダウン。
ジャイアントヘラクレス
「クリスタルキノコアドベンチャー編」に登場。ヘラクレスが邪悪な気によって巨大化したもの。スカイポップ号に乗ったマリオ達を墜落させて襲うが、バニーマリオに変身したと同時に記憶を取り戻したマリオのバニー扇風拳によって倒された。

ポコ
タートルゾーンのボス・パコの子供。マリオ達にサメのジョーをけしかけたり、自分達の本拠地であるクジラの体内に誘い込んで胃液のプールに落とそうとするが、いずれも失敗し、マリオに叩きのめされた。
また、一部の個体はタコ焼きやてるてる坊主に変装して、キョトンボに代わるマリオの監視役を担っていたが、タコ焼きに化けた際はヨッキーによって1匹食われてしまった。
ジョー
ボクサーで、世界お魚級チャンピオンのサメ。海中という圧倒的有利なリングでの戦いということもあり、マリオをノックアウト寸前にまで追い込むが、ヨッキーが周囲の水を飲み干したため行動不能に。福袋をゲットしたマリオの「コインぎっしり福袋パンチ」によってポコもろとも倒された。
「クリスタルキノコアドベンチャー編」にも登場したが、こちらではヨッシーとの格闘の末、あっさり倒されてしまった。
アントット一家
マクロゾーンの巣穴に棲む、一般兵のアントット、上級兵のゴロントとチクント、親分のドカントで構成されている集団。数のわりにはたいしてマリオ達を苦しめることもなく、最後はケイプに奪われたドカントの大砲で弾を発射され、まとめてダウンした。
ドカント
アントット一家の親分。頭部に大砲を付けているが、洗濯物やクスダマ、手品道具が発射することが多い（本人曰く「まともな弾丸すら出ない出来損ないの大砲」とのこと）。ケイプによって大砲を盗まれ、砲弾を装填したマリオによって一家諸共倒された。
アントット
アントット一家の雑兵。ケイプにひと踏みでやられた。
ゴロント
アントット一家の上級兵。アントット一家に追われたマリオたちに岩を掘り起こして下敷きにするが、その直前にバニーマリオに変身していたため、失敗に終わる。また、ドカント親分のことを「かなぶん」と呼び間違えた。
チクント
アントット一家の上級兵。最初に登場した固体は間抜けな顔をしていたため油断したマリオをトゲで返り討ちにするが、バニーマリオの投げつけたコインを受け敗北。2度目の登場では、神経を麻痺させる効果のある針を飛ばしマリオを痺れさせるが、トドメを刺そうと誤ってツボを刺してしまいマリオの復活を許してしまった。

クロキュラ
8巻に登場。パンプキンゾーンのコウモリ館の主人。登場当初は超気弱な少年のような姿だったが、トマトジュースを飲むとキレて性格が一変し、コウモリ男に変身する（漫画のオリジナル設定）。本人もそれを自覚しているのか、マリオ達に出したトマトジュースを自分も飲むように勧められても断ろうとしたが、マリオが怒ったことで飲まざるを得なくなり、その結果変身してマリオ達に襲い掛かり、しもべのミニキュラを放つなどして攻撃。また、マリオが身代わりに出したニンジンのエキスを吸うとパワーアップする。マリオのファイアボールで焼かれるが、キバだけ生き残り、なおも襲い掛かった。最後は、ピーチ姫から送られたオモチャのスーパースコープで1UPハートのパワーを発射され、直撃を受ける。それでもなお2つに分かれて生き残ったが、ハートのパワーで凶暴性は消え、漫才を始めた。作中では珍しく、ギャグの無いキャラ（最後の漫才は微妙だが）。ちなみに、しもべのミニキュラは、同巻後半の番外編にも登場、マリオのコインフラッシュで全滅した。
スロットの敵キャラ達
スロットゲームセンターの特別マシンから出て来た敵キャラ。最初はブーロ、パコ、クロスの合体モンスターが出たが、その後クリボーが777を出してしまい、コインの雨を食らってダウン。次に、ワリオのダミーが登場し、マリオを苦しめるが、マシンに突っ込んでバクダンマリオ（本来のゲームではデータセレクト画面でセーブデータを消す項目を選ぶとマリオが変身する）になったマリオの爆発で、ゲームセンターごとふっ飛ばされた。
No.48（ナンバー・フォーティーエイト）
スペースゾーンの敵。悪スターズを操り、マリオを攻撃するが、良いスターが付いたスターロッドによって倒された。
悪（ワル）スターズ
スペースゾーンの敵。ワリオの魔力で操られ、No.48の指令でしし座・おとめ座・いて座の攻撃陣形（フォーメーション）を取って攻撃するが、洗脳を逃れたスターが付いたスターロッドによってNo.48が倒されたことで、元の良いスターに戻った。
ドン・ガバメン
通称「無敵のドン」。「6つの金貨編」最後の敵。マリオ城に登場、受けたファイアボールを倍返しするなど、無敵の強さを見せたが、丸い板のような体なので、ぶつかったり押されたりして転倒すると、自力では起きられなくなる、という弱点があり、キノコでパワーアップしたツリーゾーン金貨の大木にぶつかって転倒、起きられなくなった。
最初の状態は、金太郎アメのような棒状で、ワリオが大きな包丁で切ることで、個別に動き出す（漫画オリジナル設定）
ゲームでは、ラストボスのワリオ戦の前に3度、計5匹と戦うが、無敵どころか、絶対に倒さなければならない、ちょっとした中ボス的役割。従って、「無敵」というのは漫画オリジナル設定である。

#### ボスキャラ
クロス
ツリーゾーンの大ガラス。光る物が大好き。くすぐって力を抜けさせる羽でマリオの動きを封じるが、ファイアフラワーを受け取ったマリオのファイアボールで七面鳥風に丸焼きにされてしまった。たくさんあるタマゴの中に隠した金貨の場所を覚えていなかった。
パコ
タートルゾーンの大ダコ。火の玉（ファイアボール）マリオによって丸焼きにされるも、マリオを金貨入りのツボに閉じ込める。しかし、マリオに助けられたアクアクリボー部隊の加勢によって救出され、怒って攻撃するも、動き回るクリボー達に翻弄され、足がこんがらがって動けなくなってしまった。
番外編の「怪力ワリオくん」では宝の見張りとして登場したが、ワリオが持ってきた海底火山で焼かれてしまった。
ブーロ/ブーポン/ブーチョ
マリオゾーンのブタの3兄弟。ブーロは目を回し自滅、残りの2匹はマリオを圧倒するが、ヨッシーのクッキー攻撃「PANIC」によって動きを制御できなくなった。その後、明確に倒された描写は無い。ブーチョは総金歯。一番下のブーロだけはなぜか関西弁で話す。
リッキー
マクロゾーンの巨大ネズミ。とがった鼻を武器に突進攻撃を行う。一度「バニーカッター」で鼻を折られ、ブタのような外見にされたが、間違って茄子をスペアの鼻にした。それにツッコミを入れたマリオの隙を突いて「急降下アタック」で押し潰そうとするが、ケイプが投げた毒キノコを過って食べてしまい、小さくなってしまった。実は金貨をケイプに盗まれていた。
サバーサ
パンプキンゾーンの魔女。テレサを魔法で料理していた。杖の魔法によってマリオをブタに変身させ、ヨッキーをも圧倒するが、テレサによって杖を奪われ、それを使ったマリオによって魚のサバの塩焼きにされてワリオ城に送られた。その後、ワリオによって処分された模様。
※最後の1人であるタタンガについては、「スーパーマリオワールド編」の「スーパーマリオランドからの敵キャラ」を参照のこと。

### クリスタルキノコアドベンチャー編

#### 仲間キャラ
王様
クッパによって機械の国（メカランド）に変えられた国の王様で、「～じゃなかです」と言葉に博多弁のような変な訛りがある。マリオに超マシン・スーパースコープを託す。その後、クッパが倒されたことで元に戻った。
スーパースコープ
王様から託された意思を持つバズーカだが、正体は国の王子である。勝手におにぎりを食べたり、休みだから戦わないと言って役立たずになったりする。しかし、一方でマリオやヨッシーから手荒に扱われることもある。クッパが倒されたことで元に戻った（しかし、マリオとヨッシーが乱暴に扱ったため戻った際はボロボロになっていた）。

#### 敵キャラ
パックンモグラー
パックンフラワーと根っこに群がったチョロプーが落雷によって合体したもの。巨大化したチョロプーの両手にパックンが付き、頭頂部にもパックンの口がある。強力なパワーでマリオ達を襲うが、ヨッシーのクッキー攻撃「SLAVE」によって操られ、地面に埋められてしまう。
ブロック
クッパ城の廃墟でクッパのうらみがこもったブロック。マリオを押し潰そうとするが、キャサリンが見つけたカメックのつえによってノコノコにされ、ヨッシーに食べられた。
キングゲッソー
機械の国の地底湖で待ち受けていたイギーが操るゲッソー型メカで、足が4本あれば動ける。弾丸とファイアでマリオを攻撃するが、スーパースコープが伸びて口に突っ込んだところでマリオがトリガーを引き、体内に直接パワーを撃ち込まれて爆発した。
ブーメランブロス
クッパ城内で待ち受けていた敵。ブーメランでクリスタルキノコを奪うが、首がとれたヨッシーに食いつかれて敗北し、クリスタルキノコも取り返された。
武装クッパ
バトルスーツを着込んだクッパ。両手の砲と腹のバズーカで襲い掛かるが、スーパースコープで自身の弾丸を撃ち返され、バトルスーツを壊されて降参した。その後、マリオのクッキー屋でバトルスーツを着たまま腹部をオーブンにされた。「スーパーマリオ64編」にも登場した。
フトル菌
バトルドーム内でバトル菌と間違ってクッパが放した菌。ドームが吹っ飛んだ後はクッパに取り付き、クッパクラウンごと肥満体にした。
バトル菌
取り付かれると凶暴になる菌。ルイージとヨッシーを凶暴化させるが、キノコでパワーアップしたマリオのおまぬけ菌によって食べられ、ルイージとヨッシーは元に戻る。
おまぬけ菌
マリオに取り付いている菌。この菌のせいでバトル菌はマリオに寄り付けなかった（作者曰く、マリオの「M」はまぬけのM）。
メカノコノコ
「ヨッシーのロードハンティング」に登場する敵キャラで、バトルドームのボス。最初はノコノコだが、ひっくり返されてカメ→メカとなり、マリオに襲い掛かって追い詰めるが、最後は「?キノコ」で土管がバズーカになった土管バズーカによって粉々に吹き飛ばされる。

### マリオとワリオ編

#### 仲間キャラ
ワンダ
妖精。魔法の杖を持ち、バクダンを出す力「ボムパワー」を持つ（「ワリオの森編」に登場する仲間の妖精も同じ力を持つ）。「マリオとワリオ編」で初登場し、ルイージの捜索に同行しようとするも、石につまづいたクッパに潰されて吸収されてしまい、肉体の主導権を奪われた他、ワンダの身体にクッパの顔という奇妙な姿になってしまう。ワンダ自身の意識が完全に消失したわけではなく、魔法の杖の使い方についてクッパに説明していた。その後、ワリオとの最終決戦において分離して元の姿に戻る（クッパ曰く「地元の空気のおかげ」）。スーパーワリロイドと化したワリオに対し、!ブロックから出現したブロックバスターというアイテムでマリオに大逆転させた。「ワリオの森編」にも登場し、こちらでは爆弾を出す他、仲間と共にマリオをバクダンに変身させるというサポートもした。ワリオとの最終決戦では「ボケ役がいない」という理由でわざとボケる面も見せてくれた。また、マリオ曰く「俺達と違ってやられ慣れていない」ためにドラゴの強力な攻撃を受けて一人だけ意識を失ってしまった。「スーパーマリオ64編」では7周年記念エピソードに特別出演した。
3色ヨッシー
赤・青・黄の3匹のヨッシー。5巻のスターロードに登場した3体とは別個体らしく、こちらはヨス湖に住んでおり、タマゴドンとの戦いに参加した。

#### 敵キャラ
化ケツ
マリオに被せられていたバケツの正体で、お尻にも変身できる。マリオから離れた後は再度噛み付こうとするが、コインブロックを口に突っ込まれて更には杖でブロックを叩かれ、大量のコインを食わされて破裂した。
タマゴドン
ヨス湖でマリオ達に被せられたタマゴの殻が合体して誕生した敵。どんぶりのような姿をしている。実は体内でドドリゲスJr.が操縦しているのだが、合体中に乗り込む姿は描かれなかった。漫画全体を通してギャグ要素が控えめの数少ない敵。生卵攻撃からの高熱スチームやタマゴドンビームで攻撃し、卵の殻を飛ばして動きを封じたりと、容赦なくマリオを追い詰めていくが、スターによって星柄となったタマゴの殻を纏ったマリオに防がれ、その殻のスターを飛ばす攻撃によって粉砕された。
チョウチンウンコウ
ウンコの形をしたチョウチンアンコウ。「べんべんべん便器の黄ばみ攻撃」によりマリオ達の体を自分と同じように変えようとするが、ヨッシーがマリオとクッパを食べてタマゴとして排出したことでマリオの術が解け、2度目の攻撃を仕掛ける前にファイアボールで倒された。
ワリオ面魚
ワリオの顔が付いた巨大な魚で、通称「ワリ魚」。冬眠していたが、マリオ達とチョウチンウンコウとの戦いが騒がしくて目覚め、そのまま襲い掛かる。その後、ファイアボールを一息で吹き返すだけでなく、手足を生やして圧倒的なパワーでマリオ達を追い詰めるが、水上にいたルイージに釣り上げられ、怒ってそのままルイージを追いかけた。
ツボーン
ツボに手足が生え、火を吐く敵。呪いのツボの中に小便をしたルイージ・パタクリ・カロン、更にスターもツボーンになっていた。また、ヨッシーも顔だけツボになった（顔だけで済んだのは中に小便をしたのではなく、ツボにひっかけただけだったため）。ツボーンの姿になるとツボーン同士でしか会話できなくなり、言葉を発しようとすると火の玉を発射してしまうが、カロンの場合は骨を発射していた。洞窟の剣を抜くとツボーンの姿になっていたキャラの呪いが解けて元の姿に戻る。
コウモリ戦隊コモリンジャー
特殊訓練を受け、戦隊としてチームを組んだコウモリで、レッド・ブルー・グリーン・ブラックの4匹で構成。そのままではマリオ達の敵ではなかったが、最強機械（メカ）合体により「コモリンガー」に合体してパワーアップするとマリオ達を圧倒。クッパが召喚した「6つの金貨編」のマリオロボをも翻弄するが、クッパの杖でぐるぐる回されて酔ったマリオロボが吐き出した大量の中身を食らって敗北した。
ルイージコング
ジュゲムに操られたルイージが主役願望パワーを増幅させて変身した姿。強力なバキュームパワーなどでマリオ達を圧倒したが、ヨッシーの口の中に閉じ込められたところをジュゲムがマリオに倒されたことで元の姿に戻った。
スーパーワリロイド
「マリオとワリオ編」のラスボス。メトロイドのパロディ。ワリオが墜落した自身の飛行機の破片を体に装着した姿。重過ぎてすぐに下半身が地面に沈んでしまうが、ビームと丸まり（モーフィングボール）形態でマリオやクッパを圧倒するが、ワンダが出したブロックから出現したブロックバスターの一撃で倒された。しかし装甲が剥がれただけでワリオ自身はダウンしておらず、これを以って上述のように「テストに合格」とし、マリオにキッチン島の財宝について話して宝探しの相棒に勧誘した。

### ワリオランド編

#### 味方キャラ
チラ子
ヨッシーのお見合い相手。2話だけ登場し、言葉に訛りがある。住んでいる島がワリオに襲われたため、ヨッシーに助けを求める。
サンマリオ
パセリの森での戦いで、ゲームボーイ版ドンキーコングのアイテムである帽子・パラソル・バッグが集まったことで出現したスロットマシーンで、3UPを当てたことで増殖した三人のマリオ。本物よりも強く、姿も見分けがつかないため、帽子の「M」マークをそれぞれ「1」「2」「3」に書き換えられた。ゼニスキーとの決戦においてマリオと融合（吸収）し、消滅した。
ゴリラ仮面
ラストバトルにおいてマリオの援軍として1回だけ登場した2代目ドンキーコング。覆面で顔を隠していたが、顔以外は隠れていないため、バレバレ。本人曰く通りすがりでシロップ城の壁を体当たりで破壊して登場し、ランプにタルをぶつけて、ランプに監禁されていたマリオを救出し、デンプーとの戦いにも協力したが、結局はファンキーコングのジェットバレルで「おれ、今回だけのゲストキャラ」と覆面を脱ぎ、1話限りの登場でドンキー島へ帰った。

#### 敵キャラ
クリクリ
雑魚敵。ヨッシーに食べられて血だらけになったり、終盤ではボケ役になった。
ヤリクリ
クリクリより出番が多い雑魚敵。「マリオパーティ編」でゲスト出演し、その時は通常のヤリクリよりも大きい「デカヤリクリ」が登場した。
クララ
頭にトゲが生えたクラゲのような敵。頭のトゲで相手を攻撃する。また、体内に毒液を持っている。集団でマリオを襲うが、ヨッシーのオナラのアワに閉じ込められてダウンした。
ママクララ
漫画オリジナルキャラであるクララの母親。巨大な体をしている。マリオ達をトゲで串刺しにしようとするが、ノッコを投げつけられて真っ二つにされた。
ノッコ
タツノオトシゴのような敵。回転して切断攻撃を使うが、ママクララ撃破に利用され、最後はブルワリオのパンチでダウンした。

#### 貝
漫画オリジナルキャラ。食べようと寄って来たヨッシーに噛み付いた。その後も、グラグラにマリオ達を捕らえるトラップとして使われた。

#### ヤドラー
ヤリクリ達が連れて来たヤドカリ兵士。ゲームのものよりはるかに大きく、ハサミで相手を挟む攻撃を行う。また、ヤドカリなため、住処を引っ越すことができる。砂に潜んでいたところをヤリクリの指示で現れ、マリオを襲うが、ブルワリオの攻撃により貝を壊された。その後、ヤドカリの習性を生かして近くの岩山に引っ越し、岩を飛ばす攻撃でマリオたちを追い詰めるが、最後はマリオの（ワリオが変身した）10コインショットでヤリクリもろとも倒された。
グラグラ
海賊の一味のモグラ。ずる賢く、用心棒のポコペンを嗾ける、マグマに誘導するなどしてマリオ達を倒そうとするが、毎回返り討ちに遭う。
ポコペン
グラグラに騙されて開けた箱の中に入っていた機械ペンギン。腹からトゲ付き爆弾を撃ち出す。爆弾を口に含んだヨッシーをマリオに投げつけられ、爆発してグラグラもろとも倒された。
ウォッチ
カラスのような敵。槍のごとく鋭く尖ったくちばしで相手を突いて攻撃し、場合によってはそのくちばしを硬く鋭く尖った特製のものに変えることもできる。フンを落としたり、くちばしの攻撃でマリオを二度も落とすが、それぞれヨッシーとチキンダックに助けられたことで失敗する。その後、特製のくちばしで一気にカタを付けようとするもメトロイドのヘルメットで防がれてくちばしを折られ、さらにはマリオにメトロイドのヘルメットを被せられて重さのあまり動けなくなり、最後は反撃したマリオの10コインショットで倒される。アスパラ湖ではクリクリやヤリクリと共に宝（中身はカードやシール、おもちゃなど）守るためマリオ達に襲い掛かり、一時はマリオを追い詰めるが、スーパー木の葉でたぬきマリオに変身したマリオのしっぽアタックによりまとめて倒された。ティーカップ号では、ボス・ボウボウの羽根が変化したものが登場したが、マリオのファイアボールでまとめて焼き鳥にされた。
チキンダック
鳥の姿をした敵キャラ。背中に人を乗せるスペースがある。ウォッチ戦ではマリオの味方として登場し、落ちたマリオを救出した上で彼とヨッシーを崖の上まで運んだ。ティーカップ号ではヤリクリ達の乗り物として登場し、ヤリクリたちと捕らえたワリオを乗せてティーカップ号まで運んだ。終盤でも登場し、マリオによって窓から投げ飛ばされたデン・ブーを連れ戻したが、その際初めて言葉を喋った。フンフンの額から鳩時計のように出て来たこともある。
デビデビ
マリオ達の前に現れた小悪魔。関西弁で話す。尻尾のトゲを相手に刺すことで悪魔に変えることができる。マリオを悪魔にしようとしたが、誤ってワリオを刺してしまうが、なぜか熊になってしまった（その際、「あ!くま（悪魔）になってしもた」と発言した）。失敗を理由に逃げようとしたが、ワリオに殴られ、彼から元に戻せと迫られるも、新米だからできないことを告げた。
ドドン
ドッスンのような敵。洞窟では通路を塞ぎ、マリオ達を追いかけたが、ブルワリオのツノが刺さったところをワリオを叩いてめり込ませる攻撃でバラバラに砕け散った。パセリの森ではゼニスキーによって手足が生えたものに改造されており、ピッカリくんのカミナリパワーを受けて巨大鉄球のゴローの中から出現し、パワフルな攻撃を得意としてマリオ達を苦しめたが、ワリオの隠し持っていた「おどる仮面」によって踊り出したことで動きを制御されてしまい、最後はそこを突いたマリオの「パワフルグラブ」の一撃によって粉砕された。
マイゾー
トゲブロスの部下であるカニ。最初は砂の中に潜んでおり、10コインでマリオたちを誘き寄せようとするもヨッシーに見抜かれ、マリオとワリオに叩きのめされてコインを取られた。その後、マリオ達を「たくさんコインがある場所を教える」と騙し、トゲブロスのいる洞窟まで案内した。
トゲマル
頭にトゲが生えた、跳ね回るボール。動きは基本跳ね回ることが中心であり、その見た目から「地獄ボール」と恐れられている。マリオに「ハゲマル」と間違えられた。ツッコミ癖があり、マリオのボケ攻撃にハマりかけた。変化球による攻撃を得意とし、トゲをフォークに変えて攻撃する「フォークボール」などを使う。宝物「ミスリルの王冠」のパワーで倒された。
ハリス
ハリネズミのような敵。マリオが投げたチビワリオによって、ボウリング状態でストライクされた。
イシダルマ
雪だるまの姿をした敵。登場当初は身長が小さかったが、雪の上を転がって巨大化し、雪の結晶弾によってヨッシーとワリオを雪だるまに変える。マリオが見つけた勇者の盾で跳ね返された結晶弾を自らが受けると不気味な怪物のような姿に変貌。パワーアップした結晶弾でマリオも雪だるまに変えるが、マリオ・ヨッシー・ワリオが転がってくっついた雪玉に巻き込まれ、温泉に転落して溶けてしまう。
ボウッ
フンフンの部下。溶岩流（竜）を操り、更にはマリオが水と間違って掘り出した石油によって「ビッグボウッ」にパワーアップしたが、最終的にはお宝「カプリ海の真珠」から出た海水によって鎮火された。
溶岩流
ボウッが操っていた溶岩。マリオが水と間違って掘り出した石油によってパワーアップし、「溶岩竜」となる。その後、獲物を飲み込むと固まる性質でマリオ達を包んで便の形で石化し、それをボウッが墓石の形に加工するが、一緒に飲み込んでしまっていたビッグブロックをマリオ達に利用され、ぶち破られてしまった。
ウキワニ
ティーカップ号に乗り込もうとしたマリオたちの前に現れたワニの敵。マリオとヨッシーに噛み付き、更に追い掛け回すが、逆に叩きのめされ、ヨッシーをつっかえ棒にして口を封じられたまま彼らをティーカップ号まで運んだ。
パイダン
クモの姿をした敵。超強力な糸を吐き出し、相手を拘束する。ティーカップ号の宝（中身は腐った食料）の番人としてマリオと戦うも、ヨッシーを改造した扇風機によって糸を自分に戻され、そのまま拘束されて敗北した。シロップ城では門番として登場したが、3個の玉をヨッシーにはめ込んでボールにして蹴ったマリオのハットトリックシュートによって突破される。
ゴロー
トゲ鉄球の敵。ゼニスキーの命令でマリオたちを襲い、一度は彼らを押し潰すもマリオたちが根性で脱出したために失敗し、直後ゼニスキーが連れて来たピッカリくんのカミナリパワーを浴びて中にいたドドンを出現させた。
メカドンキーコング
ドンキーコングがゼニスキーによってメカに改造された姿。鼻から火を噴く「ドラゴンファイヤー」の他、頭にツノを生やしたり、飛行能力も持つが、実際はメカとしての能力ではなく、ゼニスキーに脅されて動力源として操作していたワリオが内部で変身していたために使えただけである。スロットマシンから現れたサンマリオのスーパーハンマーアタックによって粉砕され、最後はゼニスキーによってスクラップにされてしまう。
ピッカリくん
紐のついた小型の雲。ゼニスキーの部下として登場し、カミナリパワーをトゲ鉄球のゴローに与えるように命令されるが、うっかりゼニスキーに雷を落として怒られ、それでも今度はゴローにカミナリパワーを与えてドドンを生み出した。また、番外編ではカミナリを一発芸と称しており、それをマリオに利用され、自らのカミナリで仲間をコインにしてしまうが、マリオも逃げ切れずに巻き添えとなった。
ヤブリキ
シロップの部下の鎧兵。特殊な槍を使っての攻撃でマリオを苦戦させるが、お宝「手のりくじら」の潮吹きを浴びたことで全身が錆びて敗北した。
バットしゅるけん
壁に現れる鳥の顔のような敵キャラ。ゲームとは違い、口から光線状のビームを吐く。ヤブリキに呼び出されてマリオを攻撃したが、お宝「豪華な指輪」の光を浴びて味方となり、マリオに取り付いて全身を覆う鎧となってサポートし、ヤブリキが倒れた後は鎧から元の姿に戻った。

#### ボスキャラクター
トゲブロス
ライスビーチのボス。甲羅に隠れての体当たりでマリオ達を圧倒するが、部下のクリクリが弱点は腹であることをうっかりバラしてしまい、それを知ったマリオに腹を殴られて敗北。倒された後、トゲブロスの顔が描かれた大量のコインが出現した。
ビーフン
ポット山のボス。マリオにデスマッチを申し込み、一度はマリオたちを溶岩に沈めることに成功したものの、ハートで復活したマリオに起こされた振動でジャンプしたはずみで天井にツノが刺さって動けなくなり、そこをファイアボールで倒された。
ヒンヤリ
シャーベッ島のボス。ゲームとは違い、相手の動きを封じる頭のとげぼうしやトゲ付きグローブの他、コンクリートグローブ（漫画オリジナル）も使う。ドンキーコングが入った魔法のランプを仕掛けたが、失敗する。その後、自らがマリオの相手となって戦い、一時は追い詰めるが、マリオのファイアボールによって復活したドンキーコングに殴り飛ばされてダウンした。
フンフン
ストーブ谷のボス。顔面が巨大兵器倉庫になっており、鉄の舌や岩石ハナクソ、目から熱線、耳からミサイルと顔の中の兵器や敵キャラを総動員してマリオ達を追い詰めるが、鼻の穴から出てしまった爆弾の導火線にファイアボールで点火され、自分が爆発して敗北した。
ボウボウ
ティーカップ号のボスキャラクター。巨大な漆黒の怪鳥の姿をしており、羽ばたくことによってファイアボールを跳ね返したり、マリオ達を吹き飛ばしたりする。また、投げつけた羽をウォッチに変化させ、襲い掛からせることもできる。ワリオの友情のラグビーボールによって仲間となったヤリクリ達が壁となったことで自慢の突風を防御され、最後はマリオが爆弾と間違えて投げつけた愛情のバレーボールによりマリオへの恋愛感情を抱いて戦意喪失した。
ゼニスキー
パセリの森のおばけのボスキャラクターで、関西弁を話す。守銭奴であり、コインをなによりも愛する性分で、パセリの森の入場料や息をしても貰うと称してマリオからコインを巻き上げたり、粗末にすると罰が当たると言って落ちているコインを拾ったり、マリオをコインに変えた際は好きと言って舐めるなどとことんコインに執着しているが、逆にその性格を逆手に取られることもあり、実際コインを使ったマリオの罠に二度も引っ掛かっていた。また、自らボケをかますが多い反面、時折ツッコミキャラを担うなどコミカルな性格でもあるが、一方では高い金（ギャラ）を払って呼び出したドンキーコングが失敗した際は怒ってスクラップにしたり、サンマリオがコインで見逃すように懇願した時にはコインを受け取りつつもあっさり約束は反故にするなど敵キャラとしての非道な一面も見せている。コインを発射する戦車や巨大なゲンコツに変身できるが、ゲンコツの場合は相手に殴れば自分もダメージを受けるという欠点がある。また、コインを口内にためて光線として発射する「コインビーム」や自らの姿を消す透明能力も使える。何度もマリオ達の前に現れてはアドバイスをし、三つの玉を集めなければシロップの下へはいけないことを話す。その後、玉をエサに罠を仕掛け、マリオ達を倒すためにメカドンキーコングやドドンを送り込むも失敗し、最後は自ら勝負を挑む。その後はコインビームでマリオ達をコインへと変えて窮地に追いやるも、そこへ駆けつけたルイージのパワーアップアイテムによってマリオはマントマリオに、サンマリオはバニーマリオ、カエルマリオ、しっぽマリオに変身してしまい、更には最大出力のコインビームを4人の力で跳ね返され、自身が無数のコインで形成される銭の怪物へと変貌してしまう。その後、マリオ達をコインの肉体に取り込み、完全な勝利を確信するが、体内でサンマリオがマリオに吸収されて4人の力が一つになったことで内部から粉砕されて敗北し、最後は「ほな、さいなら～」の言葉と共に成仏した。
キャプテン・シロップ
ブラックシュガー団の女ボス。性格は「物凄い自己中心的なピーチ姫」で、ピーチと同等以上の荒っぽさを持っており、また、部下が約束の時間に遅れるとお仕置きとして電流を浴びせたり、熱狂すると周囲の部下を殴ったり、腹いせに何の責任もない部下に八つ当たりしたりといった暴力的な一面も持つ。基本的にボケキャラではないためボケよりもツッコミに回ったり、高飛車な物言いでマリオ達を見下すシーンが多い。彼女自身に戦闘能力はないが、切り札としてランプの精デンプーを所持している。マリオ達に追い詰められ、初めてデンプーを召喚して攻撃を仕掛けるが、結局は失敗したことでガシャポン型の緊急用シェルターで城から脱出し、爆弾を置き土産として残した上に脱出口を内側から閉じてマリオ達の始末を試みるが、脱出カプセルには酸素がなく、自力で脱出できずに窒息する。その後、いつの間にか脱出し、ヘリコプターに乗って本物の黄金像を持ち逃げするが、ジェットワリオにマジックハンドを壊されて黄金像を奪われ、腹いせに操縦席から槍でワリオを突いてチビワリオに変え、パワーダウンさせて黄金像ごと墜落させる。その後は黄金像が地面に落下したショックで像が持つ「タイムマシン」としての機能が作動したことを知り、巻き込まれるのを恐れて一人で逃亡、ブラックシュガー団も事実上壊滅した。また、13巻巻末のもう一つのエピローグではマリオ達の撃退に成功した。
デンプー
シロップが使ったランプの中にいたランプの精。関西弁で話す。漫画オリジナル技として、マリオ達が倒した今までのボス達の霊を取り込むことで彼らの能力を使えたり、腹に複数の穴（クレーター）を発生させ、そこから弾丸を撃ち出す「デンプーマシンガン」を使う。デンプーマシンガンを連射している内にマシンガンが故障し、止める術が無くなったことでシロップに見捨てられてマリオ達に泣きつくが、ルイージが体から生えているコードがコンセントに繋がっていることに気づき、コードを抜いたことで暴走は止められた。その後、シロップの置き土産の爆弾を飲み込んでしまい、爆発のカウントダウンも始まってしまうが、ランプの願いを利用したマリオの作戦で爆弾を取り除かれた。黄金像がマリオ達を飲み込んで未来に飛び立った後、ただ一人現代に置き去りにされたワリオを慰め、最後の力を振り絞ってワリオ城を建てることを約束したが、実際は「エイプリルフールや」とからかって犬小屋を建てた。
チビデンプー
デンプーがランプから呼び出したミニサイズのデンプー。デンプーからは「チビちゃん」と呼ばれている。集団でマリオ達に取り付き、窒息させようとするが、そこからの脱出を阻止するべくデンプーが使った「メガトンプー（オナラ攻撃で、本人曰く「ランプの中で年に溜めてきたスペシャルプー」とのこと）」によりマリオ達もろとも全滅した。
ボス達の霊
マリオ達が倒したボス達の霊。デンプーにランプに閉じ込められており、ランプ仲間として後から閉じ込められたマリオと最初は仲良くしていたが、デンプーに「マリオをたおさんとここから出してやらんぞ」と脅され、マリオを襲った。その後、ゴリラ仮面の投げたタルの衝撃でマリオもろとも全員ランプから飛び出し、デンプーに取り込まれたが、デンプーがタル大砲を利用したマリオの強烈なパンチを頭部に受けたことでその衝撃によりデンプーの体から飛び出し、最後はヨッシーにまとめて食べられた。生死の明確な描写のなかったボス達も霊となっていたが、成仏したゼニスキーは霊として登場しなかった。
ニセ黄金像
黄金像に成り済ましていたシロップ城最後のモンスターで、ワリオランド編における漫画オリジナルのラスボス。酷い花粉症に罹っており、パセリの森から飛んできた花粉の影響で涙と鼻水を大量に放出したことで正体を現した。シロップ城がモンスターと化したような姿をしており、強力なパワーと強固な装甲、また腹部の扉を開けて城の中のものを放出する攻撃を行う。花粉症の薬とマリオに騙されて飲まされたニンニク＋ハートパワー配合の特製カプセルにより体内で成長したニンニクの葉っぱで縛られて動けなくなり、更にはシロップが飛行機にぶら下げていた本物の黄金像がワリオごと真上に落下したことで頭部以外を粉々に粉砕された。

### ワリオの森編

#### ボスキャラ
アクマン
エリア1のボス。大量のモンスターを合体させてマリオ達を襲ったが、部下のモンスターの敗北を見て戦いから逃げ出したため、ワリオにアンマンにされて食べられた。
デ・ブー
エリア2のボス。部下のモンスターを使ってワンダを捕らえ、レストランにマリオ達をおびき寄せ、具材として料理しようとした。その後、キャサリンが登場した後は一行を食べ物に変身させて苦しめ、ハムになったマリオを食べてしまう。しかしキャサリンに助けられたワンダが食べさせた野菜に紛れ込んでいたニンジン（実は変身したヨッシー）によりマリオはバニーマリオになって体内から脱出。デ・ブー自身は体内に残された爆弾によって豚の丸焼きにされた。
ゴーラ
エリア3のボスで、ゴーラの村の守り神の石像。守護神の割にはまぬけ面で、マリオから「こんなまぬけな像じゃ守れねぇはずだよ」と呆れられた。ワリオに操られてマリオ達に襲い掛かるが、ダイヤモンドを食べて全身ダイヤの塊になったヨッシーの攻撃を受けてバラバラになり、正気に戻った。
メイドー
エリア4のボスで、魚のお姫さまである水の妖精。液状で氷や熱湯、渦潮に変化して攻撃する。ワリオによって湖に流された毒素で操られ、人魚のような姿になったが、爆弾の衝撃で陸に上げられた後は真の姿である「水の魔女メイドー」となる。巨大な水の塊となってマリオ太刀を苦しめ、その後、マリオに唆され、六甲のおいしい水に変化したところをヨッシーに残らず飲まれ、おしっことなって浄化された。
シーサ
エリア5のボス。最後の材料であるキノコの粉を手に入れるためにキノピオを材料にしようと襲い掛かり、体の骨を飛ばして檻にして捕まえるが、傍に雪で埋もれていたヨッシーに骨を全部食べられてしまう。その後、ヨッシーを大魔術（ただの接着剤）で固め、キノピオに見るもの全てを怖いものにする幻術を見せて苦るしめ、キノピオにトドメを刺そうとする。しかし彼を庇ったヨッシーの姿を見て「勇気」に目覚め、正気に戻ったキノピオが出した勇気の剣（マスターソード）によって粉々にされて倒される。
ドラゴ
エリア6のボスで、ワリオ軍が作った「モン造」ドラゴン。ワリオの性格とパワーがインプットされているため、下品で卑怯な手段を使うこともある。また、悪口を言われると弱くなるが、逆に悪口を言われすぎると激怒する。マリオ達をあの手この手で追い詰めるが、ワリオの性格（女好き）が災いし、遅れてきたキャサリンを見てデレデレになってしまい、戦闘不能になった。それを知ったワリオは「ヘンな性格の恐竜つくるんじゃねーよ！」と部下に八つ当たりしている。
究極合体全周悪男顔（きゅうきょくがったいぜんしゅうワリオがお）
漫画オリジナルの敵。ワリオの影武者となっていた5匹のザコモンスターが合体した姿。サイコロのような形で周囲4面と上の1面に顔がある。回転体当たりの「全周巨大鼻アタック」やマリオ達をモンスター木（ツリー）に閉じ込めてモンスター投下や天井を落とすなどして苦しめるが、ワンダ達妖精の爆弾力（ボムパワー）によってツリーを破壊され、さらに同パワーでバクダンに変身したマリオをルイージの「バクダンクシュート」によって上部の口に放り込まれ、爆発して分裂、ダウンした。
ワリオツリー
ワリオがずーっと木の中の城ですごしていたために融合して巨大な木となった姿（ヨッシー曰く「これじゃワリオじゃなくてワリ木」）。口から吐かれる毒素は生物を異常進化させて木に変えてしまったり、植物を枯らしてしまう他、もし頭部を燃やされてもすぐに消火できるようにスプリンクラーを設置している。また、木であるため動くことは出来ないが、根っこを伸ばして直接攻撃が可能である。戦いの最中に根っこが切れたことで自由となり、飛行しながら毒素を撒いて森を全滅させようとその凶悪性を曝け出すが、金の斧の女神の如く突然現れたクッパのジャイアントスイングによって飛ばされたマリオが投げた正義のオノによる一撃で敗北し、元の姿に戻った。

### 未来編

#### 味方キャラ
未来のマリオ
マリオの遠い子孫。マリオとルイージの引退後の先祖がなり下がったために、クッパ軍団の下っ端として博物館で掃除の仕事をしていた。その証明として、帽子のマークが「K」になっている。性格は弱気で戦闘力も皆無。過去のマリオがルドウィッグの攻撃で大ダメージを受けると、歴史改変の発生により徐々に消滅していき、一時はほとんど消えかけていた。先祖代々伝わるキノコをマリオに渡すと、それがマスターキノコソードに変化し、マリオの勝利に貢献。その後は「おれが2人いるわけにはいかない」という理由で「今のマリオ」として博物館に展示されてしまう。
未来のヨッシー
ヨッシーの遠い子孫。未来では食べ過ぎで絶滅した設定になっており、博物館にはヨッシーの化石（骸骨）が展示してある。

#### 敵キャラ
メカクリボー部隊
クッパの部下らしい飛行メカ。破壊光線でマリオ達を追い詰め、彼らが黄金像（タイムマシン）で逃亡を試みると、黄金像に光線を発射して顔をブサイクに整形し、そのショックによる自爆に追い込んだ。マリオ達を再び追跡しようとするが、「綺麗なお姉ちゃんがいる」というルイージのウソを真に受けて去って行った。
スイカノコノコ
ルドウィッグの部下。
熱帯パックンフラワー
イギーが連れて来た巨大なパックン。手下に通常サイズのパックンが数匹おり、またビームで相手を「花」に変えることができるが、なぜかマリオだけは「鼻」に変えられた。ヨッシーにかじられて元に戻ったマリオがつたブロックで暗雲の上に行き、太陽（『スーパーマリオブラザーズ3』の敵キャラ）を連れて来たためにステージごと乾燥してゴミのようになってしまう。

### 激闘!!サバイバルレース編

#### 味方キャラ
ピーチ姫の親戚のおばあさん（漫画オリジナルキャラ）
ピーチ姫の何百人もいる遠～い親戚の一人で、独身の100歳。厳密には味方とは言い難いが、敵でもない。結婚したいがために「ピーチ姫争奪激闘サバイバルレース」を仕組み、自分がピーチ姫に成りすまして優勝者と結婚しようとしたが、しわやたるみを引っ張っていた洗濯ばさみが外れ、あっさりバレてしまう。その後、クッパを気に入ってしまう。

#### 敵キャラ
ドロババ（漫画オリジナルキャラ）
ワリオがマリオ達やクッパを襲わせるために恐竜ランドのドロ沼から連れてきた敵キャラ。姿形はウンババにそっくりで、また口から吐くドロ弾は浴びると次第に固まり、乾くとヒビ割れて粉々になってしまう。ワリオの言うことを全く聞かず、手に負えない状態で、そのままマリオ達に襲い掛かるが、満開ファイアフラワーでパワーアップしたマリオのグレイトファイアボールを食らい、逆にヒビ割れて砕け散った。

### ヨッシーアイランド編

#### 味方キャラ
赤ちゃんマリオ
赤ちゃんのマリオ。スーパースターを取ると無敵になる。テレパシーのようなもので赤ちゃんルイージの居場所（方向）がわかる。
赤ちゃんルイージ
赤ちゃんのルイージ。最初にカメックにさらわれ、クッパ城に連れて行かれてから全然出番がなく、その後は冷蔵庫で干からびて発見され、お湯をかけたら元に戻った。また、赤ちゃんルイージに限っては「赤ちゃんがダメージを受けると大人のルイージにも同じダメージが伝わる」という設定があった。
ポチ
ノモズを倒す時に仲間になった桃太郎で言う犬の役。後の「ヨッシーストーリー編」とは絵柄がやや異なる。
あほーどり
ポチと同じ桃太郎で言うキジの役。ヨッシーに食われ、羽が取れてあほーむしになった。
おさるさん
ポチと同じ桃太郎で言う猿の役。
ロジャーリフト
お助けキャラ。スイカのつるで動けなくなったマリオ達を救い、てっぽーうおを倒した褒美として、ポチ・おさるさん・あほーどり（あほーむし）の3匹を御供として授けた。
タマゴフラワー
頭からタマゴを出す花。ビッグドンブリ戦でタマゴを出して補助したが、その1コマのみの登場である。
仲間のヨッシー
赤ちゃんマリオのご機嫌取り合戦で登場し、トリオ漫才をするために呼ばれたヨッシーの仲間。赤ヨッシーと青ヨッシーの後、ヨッシーが変装したウンコ色ヨッシー（実際のゲームには存在しないことにも言及されている）が登場するが、赤ちゃんマリオの機嫌を損ねてしまった結果、便器に流されてしまう。

#### 敵キャラ
ビッグドンブリ
最初の城のボスで、語尾に「～だど」が付く。弾力性のあるボディでヨッシーのヒップドロップを弾き返し、跳ね回ってマリオのタマゴ投げをかわす。ゲームと違って命中したタマゴさえもそのボディではね返してしまうが、全員が飛びかかった際にパンツを脱がされたことで恥ずかしくなって小さくなり、マリオのパンチで穴が空いて風船のように飛び回った。
ゲロゲーロ
地底で戦った小さなカエル。原作通りにカメックの魔法で小さくなったマリオ達を飲み込み、胃液でルイージを完全に消化した上、飲み込んだヘイホーを体内に落としてマリオ達を苦しめるが、最後は自身が飲み込んでいたスターによってパワフル赤ちゃん（ベイビー）に変身した赤ちゃんマリオによってのどちんこを攻撃され、中身と一緒にマリオ達を排出した。
デブホー
ゲロゲーロの体内に落ちて来た敵。マリオ達を押し潰そうとするが、スターによって無敵になったパワフル赤ちゃん（ベイビー）によって倒された。
ワンワン
機嫌が悪くなった赤ちゃんマリオのご機嫌取り合戦で、可愛い動物なら機嫌もよくなるだろうと判断したカメックが犬を連れてくるように指示を受けたヘイホーが間違って連れて来た敵。カメックは「お手」と「ちんちん」の芸をさせようとするが、噛みつかれてしまう。鎖が切れると手に負えなくなり、カメック達をも襲い始めるが、ヨッシーのオナラが詰まったタマゴ（タマゴっぺ）をぶつけられ、あまりの臭さでダウンした。
ノモズ
川から出てきた巨大ナマズ。漫画内でも数少ないギャグ要素が皆無のキャラ。ノモズエレクトリックサンダーという電撃技を放ち、1コマで味方側に壊滅的な被害を与えたが、マリオにはそれが電気マッサージとして作用して体力が回復した。今度は地震でマリオを追い詰めるが、ヨッシーに無理矢理食べさせた青いスイカによるフリーズ弾でカメックもろとも凍ってしまう。
ニセフラワー
マリオ達がおびき出された花畑に潜んでいた敵。口からねばねばの「ハナ水」を出す。マリオに花を取られて怒ったハナチャンの光線で全滅した。
ハナチャン
「スーパーマリオワールド」に登場したイモムシに羽が付いた姿のハナチャン。「足」が2本を除いて全て「手」になっている。赤ちゃんマリオをボロドーに奪われ、苛立つマリオがハナチャンの存在に気付かないまま花を取ってしまったために凶暴化する。敵味方関係なく襲い掛かり、口から放った光線でマリオとルイージを巻き添えにしてニセフラワーを全滅させた。
砲台サンボ
マリオ達がおびき出された花畑に攻撃部隊として潜んでいた敵。砲撃でマリオ達を攻撃した。
ボロドー
ドロボー。ヘイホーのような仮面をかぶっているが、表情はある。かなりの猛スピードで走ることができる。マリオ達からコイン入りの袋と赤ちゃんマリオを攫ったはずだったが、赤ちゃんに変装したカメックと爆弾入り袋を持ってきてしまい、盗みに失敗する。
ビッグけめくじ
坂の下の城にいたボスで、心臓に毛が生えている。ゼリー状のボディを変形させてヨッシーのタマゴをかわし、赤ちゃんマリオ以外の全員を取り込むが、スターで無敵になったパワフル赤ちゃん（ベイビー）によってマリオ達もろとも粉砕され、心臓はクリスマスツリーの飾りにされてしまう。
ぶーらぶらおばけ
占いの館にいたキャラ。マリオ達を死神さんのいる部屋に連れて行った。
死神さん
占いの館にいたキャラ。カメックと組み、マリオ達を仲間割れにして騙そうとするが、ワタボーが取れてルイージとヨッシーが凶暴化から解放されて計画が失敗し、カメックと逃げようとしたところをマリオに見つかって叩きのめされ、カメックとワタボーと一緒に凧にして揚げられてしまう。
ワタボー
占いの館にいたキャラ。実際のゲームでは触ると酔っぱらうような感じになるが、漫画オリジナル設定として取り憑いた相手を凶悪な性格に変える性質を持つ。ルイージとヨッシーにとりついて凶悪にさせるが、最後はカメックと死神さんと一緒に凧にして揚げられてしまう。
凶悪ルイージ・凶悪ヨッシー
ルイージとヨッシーにワタボーが取り憑いたことで凶暴化した慣れの果て。その心はマリオに対する怒りに支配されており、ヨッシーに至っては赤ちゃんマリオに関する記憶も一時的に失っていた。ルイージはマリオを倒して主役になろうとするが、本人の強さに変化はなく、ファイアボールの一撃で倒された。ヨッシーは攻撃力や判断力が向上しており、マリオのファイヤーボールを口で受け止め跳ね返し、殴りつけて止めを刺そうとしたが、ヨッシーの異変に気付いた赤ちゃんマリオに妨害され、緑のスイカを飲み込ませて黙らせようとした。しかし、赤ちゃんマリオのくしゃみでタネマシンガンが発動し、大量の種を受けて吹き飛ばされ、気絶するとともに、一緒にやられたワタボーが分離した。その後は両者ともに正気を取り戻したが、凶暴化していた頃の記憶は無くなっていた。
スーパーハリマンネン
墜落しかかったヘリコプターのヨッシーが刺された敵。ヨッシーは刺されたショックでマリオ達ごと吹っ飛んで行き、クッパ城の前まで飛んだ。のちの「マリオカート64編」では、ハリマンネンの集団が登場した。

#### ビッグパックン
「ヨッシーアイランド編」ではなく、のちの「マリオカート64編」に登場したキャラ。ジャングルの宝を守ってマリオ達の前に立ちはだかり、ボスであるクッパの恫喝も無視して容赦なく食べてしまうが、クッパのこうらを弱点のでべそにぶつけられ、敗北した(なお、クッパはこうらの中に入っていただけで、ダメージは受けていたが生きていた)
ベビークッパ/ビッグクッパ
赤ちゃんマリオが叩いたPOWブロックによって、クッパから大量のスターが放出された後、幼児化した姿。クッパ城でマリオ達と対面した大人クッパは彼らに対して和解を申し出るが、本心では隙を突いて赤ちゃんマリオを倒そうと企み、マリオ達を油断させるために赤ちゃんのような言葉遣いを多く用いて接していたため、それが原因で幼児化したとカメックは推測している。いらないからという理由でマリオにゴミとして捨てられてしまうが、カメックの魔法で元の姿に戻すつもりが、赤ちゃんのままの姿で巨大化する。しかし、体は大きくなっても性格は赤ちゃんのままで、突進したり、岩を投げたりしてマリオ達を追い詰めるが（本人は遊んでいるつもり）、ヨッシーが敵キャラを食べる事でタマゴにするというゲームの基本に戻った倒し方をマリオが発案。大型の体であるために上手く飲み込む事ができなかったが、スターでパワーアップした赤ちゃんマリオとルイージの連続パンチで押し込まれていき、最後は完全に飲み込まれた後に巨大なタマゴにされて敗北した。後に彼が入っているタマゴだと知らないヘイホーたちによってゆでたまごにされかける。なお、本作のベビークッパは前述の通り大人クッパ本人が赤ちゃんになった姿であり、後述の「ヨッシーストーリー編」に登場するベビークッパとは別人である。

### スーパードンキーコング編

#### コングファミリー
ディディーコング
ドンキーコングの弟分。当初はドンキーのことを「兄貴」と呼んでいたが、途中から「ドンキー」と呼ぶようになった。
ファンキーコング
ドンキーコングの友人。タル航空で運んでくれるが、料金を払わないと運んでくれないため、乗っている時に途中でマリオ達を落とした（実際のゲームでは料金を支払う必要はない。ただし『スーパードンキーコング2』では料金がかかる）。キングクルール撃破後はお礼にとマリオ達をキノコ王国まで送った。
ディクシーコング
『スーパードンキーコング2』から登場したディディーの恋人。終盤において登場し、ポニーテールで凍ったドンキー達を投げつけて怒りのネッキーを倒した。
マンキーコング
ドンキー達の元仲間。今は裏切ってクレムリン軍に寝返っており、工場で暗闇を狙ってドンキーとマリオを攻撃するも明かりをつけたために正体がバレて逃げ出す。その後、マリオとヨッシーをオイルから出た炎で丸焼きにしようとしたが、ヨッシーに食べられてお返しとばかりに吐いた炎を食らい、逆に丸焼きにされた。

#### アニマルフレンズ
ランビ
サイ。マリオを乗せての突進攻撃によりクリッター達を全滅させた。「ちゃんと乗ってくだサイ」や 「任せなサイ」などのダジャレ口調で話す。その後のキングクルール戦では鉄球を受け止めてマリオ達のピンチを救うが、ツノに刺さった鉄球が重くてうまく走れなかった。
エンガード
カジキマグロ。水中面で登場し、鋭いハナは突進攻撃用の武器になる。クランボーによりハナを折られたため、マリオがドリルにはめ替えてクロクトパスの足を引き裂いて倒したが、ヨッシーにドリルに刺さったタコ（クロクトパス）の足ごと焼かれて食べられそうになった。その後のキングクルール戦でも加勢したが、水がない甲板のため戦えなかった。ゲームでは1人乗り（相棒は乗れず後ろを泳ぐ）だが、漫画では2人乗れる（ニセモノも同様）
ウインキー
カエル。雪原面で登場したが、両生類のため冬眠した。その後、マリオ達に倒されたジンガーを食べた。その後のキングクルール戦では加勢したが、甲板についた途端に眠ってしまう。

#### クレムリン軍団
キングクルール
クレムリン軍団のボス。最終決戦では王冠ブーメランや鉄球落としで自爆してペッチャンコになり、マリオにすら「一番のまぬけ」と言われてしまう。その後、部下に空気を入れられて復活し、巨大化してマリオ達を圧倒するが、参戦したアニマルフレンドが持って来た黄金像により無敵（ゴールデン）となったマリオに倒され、風船のように空気が抜けて飛んでいってしまう（ヨッシー曰く「ただの空気デブ」）。
22巻の巻末漫画ではクリスタルココナッツを狙ってクランキーコングの家に襲来。部下たちが倒されたため自らドンキーと対決する。ドンキーが苦手な算数のテスト用紙をばらまく「お勉強攻撃」で倒して勝利する。直後にドンキーはクリスタルココナッツによって呼び出されていた大量のバナナを食べたことで復活。瞬く間に形勢逆転され、全力のパンチによってぶっ飛ばされ敗北した。
23巻では雪山に来ていたドンキーに勝負を挑み、相手を凍らせる雪弾で氷漬けにして優位に立つ。しかしディディーとファンキーによって解凍され、更に大量のバナナをドンキーに渡されてしまう。そうはさせないとバナナを雪弾で氷漬けにするも、それを巨大な鈍器として使ったドンキーの一撃により敗北した。
クリッター
クレムリン軍団の軍団員。最初の話で集団で登場したり、トロッコでマリオ達を追跡するなどした。
ロッククロック
12巻の番外編にて登場したクレムリン軍団の一員。岩に変身することができ、更にバラバラにされても元に戻る。周囲の岩を集めて巨大化するも、ヨッシーが落としたバナナの皮で滑って転倒、バラバラになり、更にはドンキーによって粉々にされた。
クロバー
『スーパードンキーコング2』から登場したタルに入ったクレムリン軍団の一員。マリオとヨッシーのダブルファイアー攻撃でまとめて倒された。
ノーティ
ビーバーであるジャングル面ではボスノーティの子供で、咆哮が大きい。遺跡面では数匹いて人相が悪く、石のリングに乗ってマリオ達を追いかけた。
ジンガー
ハチ。雪原面ではドンキーの雪像の中に入り、「スノーコング」としてマリオ達を倒そうとしたが、ヨッシーが作った冷凍タマゴにより雪像を破壊された上、ウィンキーに食べられた。
スリッパー
12巻の番外編にて登場したヘビ。ドンキーのTNTバレルによってマリオ共々倒された。
アーミー
アルマジロ。丸まって体当たりをしてマリオ達を苦しめたが、TNTバレルを持ったドンキーによりマリオ共々倒された。
クロクトパス
水中に潜む巨大ダコ。足で締め上げたり、足を広げて回転攻撃（ローリングアタック）を使う。マリオがドリルを装着させたエンガードのドリルアタックによって足を全部もがれて敗北した。
クランボー
巨大な貝のモンスター。貝の口を開いて真珠マシンガンを撃ち、エンガードのハナを折ったが、倒された描写はない。
ニセエンガード
エンガードそっくりの形をしたリモコン式のメカ。ドンキーとディディーを捕まえるためにクロクトパスが操っていた。
スノーコング（漫画オリジナルキャラ）
ドンキーそっくりの雪像。強力なパワーと空を飛ぶ能力を駆使して襲い掛かる。ヨッシーが作った冷凍タマゴをも羽で飛んでかわすが、それをタル大砲でキャッチしたマリオに撃ち返され、破壊された。ちなみに、飛行能力の秘密は、中にジンガーが入っていたためだった。
謎のお尻（漫画オリジナルキャラ）
洞窟で登場した謎のお尻。退化ガスでマリオを赤ちゃんに、ヨッシーをタマゴにしたが、ヨッシーはすぐ生まれて元通りになったので、結局影響を受けたのはマリオだけだった。
ハードハット
『スーパードンキーコングGB』に登場したモグラのボス。トラップによって赤ちゃんになったマリオを元に戻すための薬を持っていたが、それを自ら飲んで巨大化した。しかし、赤ちゃんマリオが叩いたPowブロックの効果によってスターのお守りにされて敗北した。
ネッキー
ハゲタカ。遺跡面で岩を落としてドンキーを潰し、キングクルールの船の周辺ではフライングピッグが奪った巨大バナナをキングクルールに届けさせた。
フライングピッグ
『スーパードンキーコングGB』から登場した翼の生えたブタで、略称「フラッピ隊」。特殊訓練を受けていて、鼻からビームを出す技やうるさいだけの超音波攻撃を持ち、貶すと攻撃してくる。巨大バナナを奪い、全員合体しての「ボール隊形（フォーメーション）」などでマリオ達を攻撃するが、ヨッシーに赤スイカを食べさせられたマリオのファイアでまとめて「ブタの丸焼き」にされ、クリスマスパーティーのメインディッシュにされた。

#### ボスキャラ
ボスノーティ
ジャングルの洞穴に住んでいるノーティの母親。ドンキーにTNTバレルをぶつけられそうになったが、上記のノーティの咆哮に驚いてドンキーが手放したTNTバレルを奪う。しかし、投げる前にマリオにファイアボールで爆発させられ、親子共々敗北した。
ボスネッキー
炭鉱のハゲタカ。トロッコに乗ったマリオとヨッシーを食べようとしたが、同時に飛び込んできた大量のクリッター達とドンキー達のトロッコにより口が詰まって塞がり、呆気無く倒された。
ダムドラム
工場の奥に潜んでいるドラムの化け物。鋼鉄製タンクに乗ったマリオにより倒された。
怒りのボスネッキー
凍った海に潜んでいた上記のネッキーの強化版。気持ちよく寝ていたところをドンキーに釣り上げられて逆上するが、加勢したディクシーにより倒された。

### スーパーマリオRPG編

#### 仲間キャラ
マロ
マリオが出会った最初の仲間。フカフカの体をしており、泣くと大雨が降る。カジオーの刺客ケンゾールとの多対で共闘したのを始めにマリオの仲間となった。カエル仙人の弟子であり、師匠によれば修行のためにマリオに同行させたという。
武器は「のびパンチグローブ」と「シンバル（の衝撃波）」。魔法の使い手であり「かみなりドッカン」など主に電撃系の魔法を使う。威力は強力だが狙いが外れてマリオに当ててしまうことが多い。
ジーノ
ゲームでは別世界の住人の魂（スターピースの修理人）が乗り移った人形だが、コミックスではその設定は語られずスターピースを集めているとだけ語っている。ユミンパとの戦いでマリオたちに加勢されそのまま仲間となった。
シリーズのキャラクターにしては珍しく冷静沈着でキザな性格。ルイージの代役として主にツッコミ役を果たす。また、甘いものが苦手で、ロケットパンチを飛ばした後は大抵マリオに拾わせる。小学三年生版ではマリオに同行しようとしたピーチ姫によって服を交換させられ、キノコ城に置いていかれる。その後、最終決戦に駆けつけるものの、喉が渇いたとその場にあった毒入りジュースを知らずに飲んで倒れた。小学四年生版では毎回ラストの1コマで登場するだけの悲惨な目に合うオチキャラとして登場し、マリオ達と出会わずユミンパにやられて終わってしまった。
必殺技は「ジーノブラスト」「ジーノビーム」など強力な威力を持つ。しかし油断して雑魚に負けたり、敵の容姿が好きになれないという理由で戦闘にしないことがある。
クッパ
ピーチ姫を連れ去ってクッパ城でマリオとの戦いに敗北。直後、飛来したカジオー軍団に敗北し城から追い出されてしまう。後にマリオたちと合流し、そのまま進んで仲間になった。当初はマリオに歓迎されなかったがすぐに普通に仲間として接されるようになる。
ピーチ姫
クッパに連れ去られたところをマリオに助けられたが、カリバーが飛来した衝撃によりクッパ城から飛ばされてしまう。ブッキタワーに辿り着いたところをブッキーに見初められ無理やり結婚式を挙げられそうになっていた。マリオたちに救出された後の展開は掲載誌によって異なる。コロコロコミック版では素直にキノコ城にもどるが、最終回に駆けつけマリオたちにアドバイスして勝利に導いた。学年誌版ではジーノを身代わりにして入れ替わりキノコ城から脱出してマリオたちの仲間になる。
ワンワン
ブッキータワーにいたクッパの手下。一人称は「おいら」。なぜブッキータワーにいたのかは不明（一応クッパに理由は聞かれたが）。クッパを助けるため「ねむりだま」を食うがそのまま眠りにつき以降出番なし。
ゲームではクッパの手下ではなくブッキーの手下でブッキーに噛み付いたためブッキータワーで幽閉され、その後クッパと会い心を通じ合わせたことで武器となり同行する。また喋らない。
ジョナサン・ジョーンズ
沈没船に住むサメの姿をした海賊で、一対一の男の勝負に燃える海の男。マリオと一騎打ちの勝負を繰り広げ圧倒するが、ピーチ姫の力が宿ったフライパンによってピーチ姫そっくりに変身したマリオが放った「フライパンチ」により敗北。熱い一撃に心打たれ味方になる。コロコロコミックス版の最終回では逃げるヤリドヴィッヒの前に現れて足止めするというゲームと同じ役回りを演じたが、その後は応援だけで戦闘には参加しなかった。ゲーム中では「陸の上では呼吸が続かない」という理由からマリオたちに同行できなかったことが語られている。

#### カジオー軍団
カジオー
武器集団カジオー軍団の首領で、クッパ城を乗っ取った張本人。コロコロコミックでは最後まで登場しなかったが、学年誌（小学3年生）では最終回で登場。ゲーム通り最後の敵として戦うこととなる。
当初は老人の形態で登場。メガトンハンマーといった強烈な技でマリオを痛めつけるが、仲間たちのパワーをもらったマリオに逆転される。直後、真の姿である人型の巨大な鋼鉄の形態へと変身し、自らをハンマーで打って武器へと変え攻撃を開始。ゲームにも登場した様々な技を駆使してマリオをズタボロにするが、駆けつけたジーノによって大砲に変身したマリオの「マリオフラッシュ」によって倒された。
オチでは世界に平和が戻ったものの、ピーチ姫がまたもやクッパによってさらわれるというものになっている。
ケンゾール
大剣の姿をしたカジオーの手下。ヘイパーという親衛隊がいるが本誌では未登場。マリオを倒すべく最初の刺客として現れたが、マロの「でんげきビリリ」で倒された。ゲームオーバールートでは逃げるマリオの尻にカンチョーよろしく頭部を突き立てるが、それによって催した脱糞にマロと一緒に巻き込まれてしまう。
ユミンパ
弓の姿をしたカジオーの手下。ゲーム同様に「にゃ」が口癖である。大きな切り株の上から無差別に弓矢を放っていた。作中では珍しくギャグキャラではなくまともな性格として描かれた。
ジーノを追い詰めていたところを助太刀に入ったマリオたちと3対1の戦闘になる。マリオの自滅により優位に立つが、ジーノが放った「ジーノビーム」で倒された。
ヤリドヴィッヒ
槍の姿をした巨漢でカジオー軍団の一人。分裂することも可能。この能力を利用してリップルタウンの長老と村人に化け、マリオたちにスターピースを集めさせ奪い取ろうとした。当初は包丁を片手に脅しをかけたが、それが通じないと分かると「Jリーグのチケット」をマリオに渡して交換した。そのまま逃走するがジョナサンにより行く手を阻まれる。マリオたちとの戦闘では合体して真の姿を晒し、圧倒的な力で追い詰めるも駆けつけたピーチ姫のアドバイスにより力を合わせたマリオたちの総攻撃で大ダメージを受け、最後はマロの「ゆきやこんこん」で潰されて敗北した。コロコロコミック版におけるラスボスであり、彼を倒した後マリオたちがスターピースを揃えるところで最終回となっている。
ゲームではリップルタウンの住民たちを幽閉し、上述のように村人として振る舞いマリオたちにスターピースを集めさせた後、村人を人質にして奪い取るという手段を用いた。
ブチョー
武器世界でマリオたちが出会った礼儀正しい男性。敵意を見せずお茶を勧めるが実は毒入りであり、これでマリオ以外を無力化した（マリオはアホだったので利かなかった）。そこへカジオーが現れたので、ブチョーはいつの間にかいなくなった。
カリバー
突如として天空から現れた巨大な長剣。正体は武器世界の入り口であり、自我を持った怪物。コロコロコミック版及び学年誌版すべてに登場するが、明確に決着がついたのは小学4年生版のみとなっている。
コロコロコミック版では序盤に登場した際、マリオを吹っ飛ばして追い出した。その後はブッキタワー前でクッパと合流した後、マリオたちがクッパ城に突き刺さったカリバーを見るところで出たのが最後の登場となった。
小学3年生版ではカジオーの居場所を吐くようにとクッパの「毒ガスもくもく（ただのオナラ）」で脅され降参するが、そのままマリオたちを吸い込んで武器世界へ連れ去ってしまう。以後は登場しない。
小学4年生版ではラスボスとして登場。マリオたちを圧倒するがクッパの助力とマリオが全アイテムを放出して使ったことで倒された。この作品ではタイトルに「ガリバー」と誤記されている。
ドソキーユング
学年誌版に登場。クッパ城の内部でタルを投げてマリオたちの行く手を邪魔していた。見た目はドンキーコングに酷似している。
ブーマー
学年誌版に登場。カジオー軍団の一人。鎧をまとった武士のような人物で刀を使う。必殺の「つばめがえし」でマリオを痛めつけるが、飛んできたキラーをマリオたちが避けたため刀に突き刺さり、爆発して自滅した。

#### ブッキー一味
ブッキータワーに住むナゾの男ブッキーが率いる者たち。コロコロコミック版ではブッキーに敵対の意思は特にないように描写されているが、学年誌版では敵としての態度が強く出ている。
ブッキー
ブッキータワーの主でナゾの男。一人称は「ボキ」。ピーチ姫を監禁し、無理に結婚を迫る。
コロコロコミック版ではブッキタワーで結婚式を挙げようとするが、カジオーによって命を与えられたウェディングケーキ（ストロベリー&ラズベリー）とマリオたちの戦いで結婚式は頓挫。ケーキの怪物が倒された後はなぜか喜んでいたのでブッカーにツッコミを入れられた。以後登場しなくなる。
学年誌版ではゲーム通りメリー・マリー村で結婚式を挙げようとするがマリオたちに乗り込まれたのでピーチ姫を連れたまま逃走する。お供のブッカー隊とポピンが倒され、マリオに追いつかれるとピーチ姫をあっさり返して降参した。
なお、ゲームではブッカーともども結婚（式）の意味を理解しておらず、ただケーキを食べる場と思っている様子で、ラズベリーを食べた後、ピーチ姫を置いて帰っていく。
ブッカー（ブッカー隊）
ブッキーの部下三人組。ツッコミ担当のブッカーもいる。学年誌版では逃げるブッキーを守るためポピンと共にマリオたちに立ちはだかる。「でんげき」でマロを攻撃するが、逆に吸収されてお返しされ倒されてしまった。
キボット
ブッキーの手下。相手をカカシに変える「ふしぎなおどり」を使うが、カカシになってもジャンプは使えることに気づいたマロの協力により、マリオの連続スーパージャンプに倒された。
クラウンブロス
名前の通りピエロの格好をした兄妹。ブッキーの部下。マリオたちの行く手を「ねむりだま」で眠らせて阻むが、無理やり目を開けていたジーノには通じず「ジーノブラスト」で兄妹まとめて倒された。
ポピン
学年誌版に登場。上述のブッカー隊と共にマリオの行く手を遮り、対象をキノコに変える胞子でマリオたちを無力化させるが、クッパのこうらだけは元のままだったのでそれをぶつけられて倒された。

#### 敵キャラ
クロコ
各地で盗みを働くワニの男性。マロからお金を奪ったがマリオが食料との交換を申し出たのであっさり返した（盗んだのはたったの1コインだったため）。このため戦闘はない。
ゲームでは序盤はボスとして二度登場するが、終盤では改心しており行商人としてクッパ城で武具やアイテムを売ってくれる。
ゲームと漫画ではキャラクターがまったく異なる。
ベロ～ム
4つの目と長い舌を持つ怪物。コロコロコミック版では登場はわずか5コマしかなく（しかも本体が映っているのは1コマだけ）、マリオが逃げたので戦闘にはならなかった。
学年誌版ではキノケロ水路のボスとして登場。マリオたちを食べようと襲い掛かるが毒入りのクッパを喰わせられたためパワーダウンし、そのまま倒されてしまった。
ゲームでは序盤と中盤の二度に渡って戦う。ゲームでは食欲はあっても悪意は持たないが、本作では狂暴な敵としての側面が強く出ている。
タコロン
ドゥカティマウンテンの炭鉱でマリオたちが出会った怪物。「こうもりパタパタ」を二匹従えたタコ。それなりに手強い相手だったが、「ヨッシーのクッキー」で呼び出されたヨッシーにより1コマで包丁で切られ料理されて食べられてしまった。
ペパット
炭鉱の奥で爆弾作りに励んでいた怪物。自称「爆弾作りで有名なペパット」。ゲームとほぼ同じ役回りを演じ、マリオを倒して有名になろうとするがノコノコのこうらをぶつけられて敗北。悪あがきに巨大ボム兵をけしかけるがマリオによってうっかり着火され敵味方関係なく爆破されてしまう。爆破前から姿が見えなかったため消息は不明。
ストロベリー&ラズベリー（コミックスでは名前は出てこない）
ブッキーとピーチ姫の結婚式のために作られカジオーに命を吹き込まれたケーキのモンスター。マリオと戦い圧倒するが、ヨッシーの持つオリジナルアイテム「ヨッシーなりきりセット」によってヨッシー型のスーツを着たマリオ・マロ・クッパによって食べられてしまった。小学四年生版ではコロコロコミック版のイラストを使い回しての1コマだけ登場するだけの背景キャラとして登場した。
ゲーム中では「なぜか動くケーキ」として描写され暴れたため戦闘になり、カジオーに命を吹き込まれたという設定は存在しない。また、ストロベリーを倒した後、ラズベリーはブッキーに食べられる。
ムクムク
星のふるおかでマリオたちが出会った怪物。イタチのような可愛らしい姿をしていて泣き虫だが、非常に攻撃的で凶暴。「いじめる？ いじめる？」「もう、いじめない」としか喋らない。
クッパが放った「毒ガスもくもく（ただのでっかいオナラ）」のショックで周囲の星の花が咲いたことで正体を現した。
正体は後述の「マンゾー」と合わせて一つのスターピースだった。これは本誌オリジナル設定であり、ゲームではただの敵キャラ（場合によってはアイテムで味方として呼べる）である。
マンゾー
ムクムクが呼び出した骨組みのマンモス。圧倒的なパワーでマリオたちを痛めつけるが、上述のように正体が判明し戦闘不能となった。
ロクデナシ
大きなヒトデの怪物。触れただけで体調を悪化させる猛毒を持つ。マリオがスターピースと勘違いして触ったため毒状態にし、そのままマロたちも襲い掛かろうとしたがクッパが穿いていたくさいパンツの臭いに耐えられず逃げ出した。
バンダナレッド
ジョナサンの部下。沈没船の通路を守っておりマリオたちに戦いを挑むが、マリオのファイヤーボールであっさりやられた。
エドワード
上述のバンダナレッドと組んで通路を守っていたアンデッド系の怪物。一人称は「おら」で訛りのある話し方をする。アンデッドの特性でファイヤーボールは効かなかったが、聖水の代わりにマリオが放った「しょうすい（ションベン）」によって倒された。
イヴ
学年誌版に登場。花畑に現れた花の怪物。マリオたちを「ねむりのかふん」で眠らせてやっつけようとしたが、マリオがピーチ姫とキスをする夢を見ていたためキスをされてしまい、それでマリオが目を覚ましたため失敗に終わる。その後もツタを使った攻撃でマリオを痛めつけるが、ひどい花粉症だったクッパの鼻水をまともに浴びてしまい、動けなくなったところをマリオの「スーパージャンプキック」で倒された。
トンダリヤ
学年誌版に登場。戦闘中でも構わずクイーンフラワーに水をあげに来るヘイホーの亜種。ゲームではマルガリータの子分という設定。
クイーンフラワー
学年誌版に登場。最初は小さなパックンフラワーだったがトンダリヤによって水を与えられ3つに分かれ巨大化した。突如として現れたジーノから杖を借りたマリオの「マリオビーム」によって倒された。
マルガリータ
学年誌版に登場。ひらめのような横に広い顔を持つ女性。語尾に「ザマす」をつける。マシュマロの国へ着たマリオたちから法外な通行料を請求し、追い払おうとした。怒ったピーチから「おばさん」呼ばわりされたことでブチギレ戦闘になる。
クッパをにじいろシャボンで閉じ込めて眠らせ、マロをかかしに変えて無力化。更には墓穴を掘ったマリオまで倒そうとするがピーチ姫の「ちょービンタグローブ」で叩かれ、大泣きして一気に性格が変わってしまい戦意喪失した。その後はクッパに惚れ込み抱き締めていた。
本誌では正体不明の敵として描写されたが、ゲームではマシュマロの国の国王夫妻を幽閉し、手下のドドをマロ王子に仕立て上げ国を牛耳っていた悪党だった。マリオたちに負けた後は国から逃げ出し、終盤の隠しイベントではブッキタワーに辿り着いていたことが判明する。一方的にブッキーに惚れ、ブッキーには嫌がられていた。
ドド
学年誌版に登場。マルガリータが連れていた黒い大きな鳥。一人称は「おら」で語尾に「～ド」をつける。「連続ちん○○づき」という下品な技でマリオを痛めつけた。ゲームよりもサイズが小さく描かれている。
ゲームではマルガリータの配下としてマロ王子を演じていたが、見えないところでは小間使いとして働かされておりマルガリータに反感を持っていた様子。ゲームでは一切喋らないが、「なにかんがえてるの」で読むと語尾に「ズラ」を付けた話し方をする。
ソソクサ
学年誌版に登場。イガ谷にやってきたマリオたちに襲い掛かるが、「ほうでんげんしょう」の技をクッパに食べられ、逆流されたことで敗北。ひどい悪臭を放っている。
キャロライン
巨大なニンジンの姿をした怪物。見た目は凶悪だが女性的な口調で喋る。音を使った攻撃でマロとクッパを沈黙（喋れなくする）させるが、音痴のマリオには通じなかったので鐘を使った攻撃で痛めつけた。そこへヨッシーのクッキーで現れたヨッシーからのプレゼント「ヨッシーエキス」でパワーアップしたマリオに逆転され敗北した。最期はニンジンジュースにされてしまった。しかしソソクサも混じっていたので味はまずい。

### スーパーマリオ64編

#### 仲間キャラ
赤ボム
赤いボム兵。絵の世界でのマリオの戦いに同行し、マリオが大砲を使う時には撃つ作業を担当。また、自らを爆破させて身を守ったり、マリオによって武器にされたりすることもあるが、何度爆破されても体の形はそのままである。クッパとの最終面での決戦時に、ステージの崩壊に巻き込まれたヨッシーとルイージを救出しようとするも、じゅうたんと共にクッパの火炎を受けて消息不明となっていたが、7周年記念エピソードで再登場してマリオ達と合流。敵キャラ達と同様に現実世界での活動が可能となった。「マリオパーティ編」にも登場し、祖父がいることが明かされた。
ボムキング
ボム兵の王様で、マリオと最初に戦ったボス。怪力でマリオを苦しめるが、ハートで体力が回復したマリオの反撃で敗北し、パワースターを渡した。マリオがクッパに完全敗北した後に他の敵キャラ達と共に現実世界に出現してマリオを「負け犬」と罵るが、終盤ではマリオの心意気に感動して仲間になり、クッパの手下達を次々と投げ飛ばした。
フワフワさん
雪の世界の住人。遭難しかかったマリオ達を助けておせち料理を提供するが、アイスどんけつの侵略の影響で食料が手に入らず、止む無くゴキブリの卵などを材料にしていた。マリオ達がアイスどんけつを倒したことに感謝し、最終決戦にも助っ人として加勢するが、あっさり敗北を喫した。
マンタ
海のステージにいる巨大なエイ。パワースターを持つ者が主人だという理由でクッパ潜水艦に追われるマリオ達を助けた。
じゅうたん
空のステージでマリオ達を乗せた通称「江戸っ子じゅうたん」。マリオを気に入り、クッパとの戦いにも加勢した。最終面でクッパの火炎を受けて赤ボムと共に消息不明となっていたが、7周年記念エピソードで再登場し、キノコ城を囲んだ巨大パックンフラワーの茎を切り裂くが、無茶をした影響でその後は治療を受け、クッパとの再戦時には全身をメタルに加工して参戦した。
バッタンキング
巨大なバッタン。初登場は「バッタンキングのとりで」で、マリオ達の何倍もの大きさがあった。背中の×マークが弱点で、はねマリオに連続ヒップドロップを食らわされ敗北、パワースター（とキンタマ2つ）を落とした。
その後乗っ取られたキノコ城で再登場。大きさが少し縮んではいたものの背中の×マークを修正したため倒す術がなかった。実は家庭を持っていたらしく、妻のバッタンキンコと息子のバッタンキンゾー、祖母のバッタンキンと彼女の双子の姉妹のバッタンギン、ペットの猫のバッタンキンタマが登場した。その妻が隠し持っていたダイヤの指輪をマリオに使われたことで2度目の敗北を喫する。
その後、2度目の最終決戦への道の途中で登場。マリオに二度も砕かれたため小石のように小さくなってしまい、クッパ軍から除名され、前述の家族にも逃げられてしまう。終盤ではボケで自分を庇ったヨッシーに恩を感じ、味方となりスーパースコープを渡した。さらに、クッパが山に陣取った際も他の仲間たちを率いてドッシーに乗り登場。マリオ達と共にメタルになり岩石部隊を倒した。
ドッシー
闇に溶ける洞窟の地底湖に住んでいる恐竜。マリオ達と初めて会った時は、マリオ達を見て怖がっていた。終盤では、ワンワンに苦戦していたマリオ達を助けた。
ガサゴソ、ウッキイ、フクロウ、ペンギン（赤ちゃん）、スローマン
マリオ軍強化のために呼ばれた、作中出番の無かった敵・味方キャラの集まり。連携も悪く、ガサゴソが発射したマシンガンの銃弾がスローマンに大量に命中し、彼は仕返しとしてメタルブロックでガサゴソを殴った結果、ガサゴソはメタルに変身して暴れまわり、それに巻き込まれて弾き飛ばされたウッキーがはねブロックに命中すると帽子を装着し、武器の上にウンチをしてしまう。彼らは興奮状態となり、ペンギンも戦車を暴走させ、遂にマリオの怒りを買い、マリオカートのサンダーでようやく落ち着きを取り戻すが、散々迷惑をかけたことで結局はすぐにクビにされた。なお、フクロウは寝ているだけであり、出番も他のキャラと比べて少なかった。

#### 敵キャラ
ワンワン
鎖に繋がれていることが嫌いでマリオに鎖を解いてもらおうとしていた。解けたときには嬉しさでマリオに噛みつきそのままどこかへ飛んでいってしまった。最終決戦にも登場するがそれは別個体のようで、ドッシーに食べられてしまった。
ミップ
ワンワンに噛まれて犬になったマリオを元に戻すためのパワースターを持つウサギ。パワースターを渡す代わりにとヨッシーとキノピオに無理難題を吹っ掛けた挙句、渡さずに逃げたことでヨッシーの怒りを買い、最後にはアイテムで回復した2人とマリオに捕まった。
19巻の4コマ漫画にも登場。パワースターを持って逃げ回るところは同じで、マリオは雌のウサギでおびき寄せようとしたが、実際はバニーガールの女装をしたマリオ自身だったため、怒って爆弾を投げつけていた。
大ウツボ
難破船にいた巨大ウツボ。パワースターを飲み込み、マリオをも食べてしまう（そもそも赤ボムがマリオを足場から蹴落とした）が、すでに飲み込んでいたメタルブロックで変身したメタルマリオにより内側から破裂させられた。その後、キノコ城内で再び登場した際は喋っていた。
ジャンゴ
パワースターを持つハゲタカ。マリオの帽子を気に入ると、それを奪って逃走し、マリオの戦闘力をダウンさせる。マリオはピラミッドの斜面を利用してコウラコースターで上空へとジャンプして体当たりし、帽子を取り戻した後にパワースターが出現。それの代わりに何かをくれるように要求し、マリオが「好きな物もってけよ」と言ったため、迷わず帽子を持って行った。
イワンテ
手の形の岩の塊。学年誌版では二体登場して階段に化けており、やって来たマリオと戦うが、掌の中央の目が弱点だということをマリオに知られ、弱点を突いてきたマリオに敗北した。その後、コロコロコミック版ではダウンタウンを訪れたマリオを倒すためにクッパ達が嗾けた敵として登場。分離して店のレンガに擬態していたところをノコノコの合図で元の姿へと形成し、その場で帽子の無いマリオ達を圧倒するが、当時使い方を知らずにルイージが投げたメタルブロックが弱点の目に命中して敗北した。7周年記念エピソードでも敵の一人としても登場。特技のヨーヨーを披露するがマリオの口車に乗せられ目を出してしまい、ヨーヨーをぶつけられて敗北。最終決戦ではクッパが用意した最強ディフェンスの岩石部隊の一員として登場するが、全員メタル化したマリオ軍の最強オフェンスに粉砕された。
どんけつ
頭に2本のツノが生えた鉄球のような敵。「ほのおのうみ」のステージに登場。尻相撲に絶対の自信を持つが、マリオのオナラでダウンした。コロコロコミック版では金網の上で2体が見張り番を担当していたが、その内の1体が発したオナラが金網の下をぶら下がりながら進んでいたマリオ達を直撃し、彼らは溶岩へと落下。マリオ達が熱さで跳ね上がる姿を目の当たりにした時には、攻撃していないのになぜ熱がっているのか分からなかった。
ボスどんけつ
どんけつ隊の親分。マリオの攻撃を受け付けなかったが、はねマリオの羽でくすぐられ、力が抜けたところをマグマに叩き落とされたが、同時に持っていたパワースターも黒焦げになった。
アイスどんけつ
全身氷、額に1本ツノを生やした巨大などんけつ。吹雪を吐き、攻撃も受け付けなかったが、1回目の戦いでは下から持ち上げられたところをヨッシーの「スーパーコウラハリケーン」でマリオごと氷結した。2回目ではキノコ城を氷で覆い氷の迷路まで作るも、ヨッシーのオナラに引火した強烈な炎で倒された。
ホルヘイ
巨大な丸い体に車輪が付いた敵。マリオに「コブヘイ」と間違えられた。忍術を使うが、マリオの策略で肥らされてバランスが取れなくなったところを谷底に突き落とされた。その後、最終決戦直前にも登場するが、手元に戻ってくるヨーヨータイプの砲弾を撃ったため、戻ってきた砲弾に当たって自滅した。

##### ヘイホー忍者部隊
ホルヘイの部下。手裏剣攻撃を仕掛け、なわしばりの術でマリオ達を取られるが、ヨッシーに部隊の大半を食われた挙句、強引に脱出される。それでも追跡するが、マリオの顔面変化の術（イッツミー、マリオの変顔）に驚いて落下、完全に逃げ切られた。結局、残ったメンバーが倒される描写は無かった。
ポポイ
チックタックロックコースでマリオの足止めのために呼び出された敵。時計メカ戦士を名乗る。前方の板にマリオを載せ、後方に投げ飛ばすことでステージの下へ落下させる役割だったが、マリオの「アホ」の一言で激怒し、時計メカ戦士としての真の実力を発揮し、目覚まし時計の爆音や鳩時計の鳩を飛ばしてマリオを圧倒。更には加勢しようとしたヨッシーを重りで潰して紙のように薄っぺらくするが、誤ってヨッシーが食べていたパワースターが力を発揮し、赤ボムのアドバイスでマリオがヨッシーを折りたたんで作ったハリセンの一撃を受け、倒された。
バクバク
ちびでかアイランドにいた魚。マリオ達を飲み込むが、体内を巨大なつまようじで刺され、マリオ達を吐き出した。

#### ヒューヒュー
顔が付いた雲。口から強い風（息）を吹かせる。これによってマリオの帽子を吹き飛ばして妨害した。しかし、逆にホルヘイとの戦いで突き落とされたマリオを下から吹き上げて救ったこともあるため、敵なのか味方なのかよくわからないキャラでもある。
ボケモントリオ
不良品としてゴミ捨て場に捨てられていたガマグチクン、キラーピアノ、キラーブックの3体。外見とは裏腹に目標を与えると強力になる性質を持つ。クッパ軍団への復帰というエサに釣られて超凶暴化してマリオ達を痛めつけ、給料の大幅アップというもう一つのエサに釣られると更にパワーアップ。最後は赤ボムが威力が強すぎて捨てたというリボルバー式連射大砲の砲撃を受けて敗北し、マリオの手によって墓に埋められた（ルイージも一緒に墓に埋められた）。
鏡の中のマリオ
鏡の世界にいるマリオ。自分のことをカッコいいと言っており、逆に本物のマリオを見下すような発言をする。本物のマリオに勝る力で圧倒したが、その力の源は頭に栽培しているパワーアップキノコで、キノコの効果を常時受けることが可能。現実世界で敵のテレサが鏡に映ったために、鏡の世界に出現した「マリオの味方のテレサ」によって、マリオカートのアイテムとしての要領でキノコを本物のマリオの頭に移され、そのまま叩きのめされて敗北、ヨッシーの叫び声で割れたカガミごと消滅した。
鏡の中のルイージ・ヨッシー
同じく鏡の世界にいるルイージとヨッシー。ルイージは態度が大きく、ヨッシーは小食である。鏡の中のマリオと共に本物のマリオをいたぶるが、外の「味方のルイージとヨッシー」がマリオの指示で鏡に映らないところに移動したため、共に消滅した。
ドングル
学年誌版のピラミッドに登場した敵。回転攻撃でマリオを潰そうとするが先に目が回ってしまい自滅。コロコロコミック版では乗っ取られたキノコ城で登場するが、マリオ達には全く憶えられていなかった。門番としてマリオ達を阻み、横回転のローリングアタックで攻撃するも、キノコでパワーアップしたマリオに持ち上げられるが、急に無理なことをしたせいでマリオがぎっくり腰になってしまう。しかし、ヨッシーが投げた振動パック搭載のコントローラのプラグがマリオの鼻に刺さり、彼から伝わる強力な振動を食らって爆発、絵の中に戻った。

### ヨッシーストーリー編

#### T・C・Y（チーム・チビヨッシーズ）&ポチ
ベビークッパの魔法から逃れた6匹のチビヨッシーたちで、メンバーはリーダーの緑、熱血の赤、クールな青、お利口さんの水色、オカマのピンク、大ボケな黄色、黄色の一番の友達が「ヨッシーアイランド」にも登場したポチである。ベビークッパに奪われた「スーパーしあわせのツリー」を求めてマリオと共に旅立つ。その後、チビヨッシー達はパワーアップしてそれぞれ独自の必殺技を身に付け、ポチは水色によって改造された（結成日は4月4日）。「マリオパーティ編」では9周年記念でゲスト出演した他、「マリオストーリー編」の舞台の一つであるジャンボル島のヨッシー村に生息する5匹のチビヨッシー（緑・赤・青・水色・黄色）の姿や性格はT・C・Yに準拠している。尚、実際のヨッシーは性別の概念が無い。
それぞれの性格及びパワーアップ後の能力は以下の通り。
みどり
チームリーダー。真面目な性格で、基本的に敬語で話すが、少しボケている所がある。能力は羽が生えて空を飛ぶ「フライング」（飛行能力の由来は「み鳥(どり)」だから）。
あか
喧嘩っ早い熱血野郎。ハチマキには彼自身の心情が表示される（普段は「あか」と書かれている）。能力は炎を吐く「ファイヤー」（腹部のツマミで火力を調整可）。
あお
クールな性格のへそ曲がり。常に冷静で、取り乱すことがほとんどないが、素直になれない時もある。能力は吹雪を吐く「フリーズ」。
みずいろ
眼鏡をかけているヨッシー。「みどり」同様敬語で話す場面が多い。また機械に強く、様々なものを発明する。能力は大量の水を噴射する「水芸」（股間から噴射するのでおしっこのように見える）。
ピンク
性格は一言で言えば夢見る乙女で、オカマ（実際のヨッシーは性別の概念が存在しないドラゴンであり、ニューハーフはいない。ちなみにボンボン版のヨッシーストーリーに登場するピンクヨッシーは本物の♀である）、能力は「ピンク」に恋愛感情を抱かせ、戦意を喪失させる「ラブラブファイアー」。
きいろ
チーム一番の大ボケ。のんびり屋で、反応がきわめて遅い。能力は「連発ウンチ」、好きな形で出すことができる（ゲンコツ、マリオの顔etc）。
ポチ
デブで、大食いの犬。特に「きいろ」と仲が良い。ちび達がスーパーフルーツを食べた後に「みずいろ」に改造され、パワーアップ。尻尾を引っ張ることで様々な能力を発揮する（手品を披露、弾丸を発射、盾や掃除機に変化するなど）。

#### 仲間キャラ
白ヘイホー
太ったヘイホー。優しい性格で戦うのが苦手であり、役立たずでゴミ捨て場に捨てられていた。マリオのクッパ城脱出に貢献する他、チビヨッシー達が城へ潜入するときの手助け模した。語尾に「～だな」をつけて喋る。
黒ヨッシー/白ヨッシー
伝説のヨッシー。初登場時の黒ヨッシーはマリオの変装だったが、後に実在していたことが判明。ちびヨッシー達からは立派なヒーローであるイメージを持たれていたが、正月休みに自宅でダラダラしていた姿には流石にショックを隠せなかった。ちびヨッシー達に懇願されて彼らに修行を付けるが、それが過酷であったために付いていけず、最終的にはスーパーフルーツを提供してパワーアップさせた。
ドラゴン
雲のワールドに表れてあほーどりに襲われたちびヨッシー達を助けたドラゴン。その後再登場しクッパ城や白黒ヨッシーの住処などに運んだ。ちびヨッシーからは「ドラゴンのおじさん」と呼ばれている。
イソズキン
海から上がりポチの口に挟まっていたところを「みずいろ」に海に返され元気になる。その後、海中でピンチになっているマリオ達のもとに現れ無事危機を脱する。
ヨッシーパラダイス編にはこれとは別個体と思われる『悪イソズキン』が現れる。
ピヨピヨ
きいろが育てたひよこ。ウンチの布団で温められ元気を取り戻し、その後固まったウンチで巨大化しマリオたちに加勢する。

#### 敵キャラ
ベビークッパ
ヨッシーストーリー編の黒幕で、冒頭にスーパーしあわせのツリーを奪い、ヨッシーたちを魔法で絵本の世界に閉じ込めてしまう。その際自分も魔法で閉じ込めてしまうなどまだ魔法の腕は未熟。その後黒ヘイホー（45歳で独身という設定）に変装してマリオとT・C・Yの前に姿を現す。ムシャムシャを投入するも返り討ちにあい敗北。その後、クッパ城にて再登場。おばけ玉に乗り、自らもファイヤーや爆弾攻撃をすることでマリオに大ダメージを与えるも、スーパーしあわせのツリーになったT.C.Yに返り討ちにあい、最後はマリオのパンチを受けて倒れる。
学年誌版では冒頭部分が異なるためしあわせのツリーを奪う際にマリオと会っている。その後しばらく登場しなかったため、読者はおろかマリオ達にまで忘れられていた。その後すぐ登場しフルーツを買い占めちび達を困らせた。最終決戦では『マリオパーティ』の「のっかれボール」でマリオと対決。ボールをおばけ玉にしていたものの激しい戦いの末マリオに落とされて敗北した。
スーパーしあわせのツリーに関しては本編ではクリスマスツリーにする、4コマ漫画では世話をせず枯らすなどぞんざいに扱っている模様。
漫画オリジナルのヨッシーパラダイス編でもトラブルの根源として登場。
とうさんぞう
ちび達とマリオが最初に戦った敵。ヒップドロップでひっくり返されるのが弱点。再登場時はパンツの中に鉄球を2個入れており、弱点を克服している。
ケムちゃん
毛虫。胴体をバラバラにして攻撃する。頭に生えたキノコは毒キノコで取るとパワーダウンする。ポチに袋叩きにされ倒されメロンになった。
ビックリン
びっくり箱から飛び出した風船型のおばけ。強風でちび達を苦しめるも、お腹のバツマークに鋼鉄のブーツがぶつかり敗北する。
コミックス19巻収録の4コマではバツマークを修正しており弱点はないと豪語していたが、実際は全身が弱点となっており、木の枝が刺さり敗北した。
パオ
「あお」が拾ってきたボックスに入っていた敵キャラ。鼻から繰り出す弾丸でちび達を苦しめるも、花で回復したちび達に逆転され敗北。
ウフフちょう
ウフフと笑う蝶で白い体色をしている。怒ると青くなり凶暴になる。白い状態で食べれば体力が回復するが、青い状態で食べると凶暴化してしまう。
ホネホネりゅう
3本の頭を持つ骨の竜。3本がそれぞれ独立した意識を持っている。「みずいろ」が掘り起こしたことで敵として登場。大きい胴体と力強い攻撃で圧倒するものの、マリオ扮する黒ヨッシーが頭の一つを粉砕、残る2つも黒ヨッシーに勇気付けられたT.C.Yによって壊された。
学年誌版でも登場するがわずか一コマで「ピンク」に倒されてしまった。
ウンババ
学年誌版に登場。地下の溶岩に住む竜。たまごポチが開けた穴から流れ込んできた地下水で消火され倒された。
ムシャムシャ
雲の上でマリオ達を襲った敵。本来のゲームでは舌で舐められると溶けて小さくなることで食べられるのだが、溶けないように改造されていた。体当たりでマリオ達を雲から落とそうとするが、溶けない理由が本体を「ヅラ」に変えたことで、動き回っている間にヅラがズレたためにバレてしまい、最後は「みずいろ」にヅラを取られた挙句、マリオに殴り飛ばされた。
Qちゃん
空の家に住む黒い鳥。頭の3本の髪の毛がトレードマーク。空から落ちてきたマリオ達に家を壊され、ご飯を食べられ、さらに髪の毛まで抜かれて激怒し、マリオ達を襲ってくる。みどりとポチとマリオ以外を落とすことに成功するも、バネを飲み込んだバネマリオアタックで敗れた。（原作ゲームでは倒せない敵。）
大ナメクジ
地下道に登場した敵でジメジメしている。マリオを飲み込んだことでマリオと同化し、見た目がマリオに近くなり、さらにボケるようになった。弱点は光でちび達の頭突きによって生じた火花で倒された。
「マリオパーティ編」でも登場。ヨッシーの食べた弾丸を食らい敗北する。
ヘイホー海賊団
海に登場するヘイホー達。キャプテン・ヘイホー（キャホー）がボケで船員がツッコミ。砲弾攻撃でマリオ達の乗っていた船を壊すものの、海中からのリフトさんの奇襲に船ごと壊され敗北する。
「マリオパーティ編」や「マリオパーティ2編」にも引き続き登場しており、マリオ達を罠にかけ、樽に閉じ込めたり、浮島ごとマリオ達を倒そうとしたりとマリオ達を苦しめる。
ハンターヘイホー軍団
サンタの村と勘違いしたマリオ達が雪の村ににいたヘイホー。爆弾や石の入った雪玉でマリオたちを攻撃してくる。カマクラの中にいたワリオのパワフルタックルを食らい敗北する。
ウナボン
渦を吐くウナギのモンスター。弱点は渦の中心で真上から飛び込んだあかヨッシーとたまごポチによって倒される。
ドンババ
別転谷に住むパワフルな恐竜。その一方で男に目がなく、オシャレに凝ったり化粧をしたりと女性的な面を持っているため「ピンク」と仲がいい。正体はドン婆(ババァ)で500年生きた竜で超能力が使える。唇が弱点。
コミックス19巻収録の4コマ漫画にも登場するがこちらは男で、化粧崩れを起こしたピンクの顔に怯え逃げ去っていった。
ガボン
ジャングルにある家の主人。100万円の土羅エ門の壺、中国2000年のお皿、イタリア製のベッド、沢田ユキオのパンツなど、世界各国の高級家具や雑貨を「ガボンコレクション」と称して収集している。家を空けている間にちびヨッシー達が暴れまわった結果、コレクションをメチャクチャにされてしまい、マリオ達に弁償を求めるも、謝罪どころかボケ続ける彼らに対して我慢が限界に達すると、戦闘用のハチを使って襲撃し、マリオを気絶に追い込む。なお、コレクションの中にはマリオゲームのアイテムも含まれており、大量のファイアフラワーを「みどり」に取られ、それをちびヨッシー達が気絶したマリオの口に詰め込んだ結果、吐き出した火炎でハチ諸共倒されてしまう。だが、その火炎はあまりにも強力過ぎてジャングルを焼き尽くしてしまった。
ペロペロパックン
学年誌版に登場。ベビークッパの命令でマリオを襲った敵。ベビークッパに「ヒゲのある奴」を飲み込めと指示され、マリオを飲み込んで小さくした。しかし、それを聞いたマリオがベビークッパの顔に毛虫を2匹落としてヒゲのように見せたため、「ヒゲのあるやつ」と誤解してベビークッパまで飲み込み、小さくしてしまう。
ゼリーテレサ
墓場にいたテレサの1種でなんでも吸収してしまう。ちび達やちびテレサ、ポチを吸収するも、なんでも吸収する性質を逆手に取られ爆弾を吸収してしまい四散する。
大ムカデ
巨大な暴れムカデ。パワーアップした直後のちび達に襲いかかる。ちび達の攻撃がそれぞれ不発や失敗に終わるも、「ピンク」の繰り出した『ラブラブファイアー』によって戦意喪失し、事なきを得る。
学年誌版にも登場。ポチに団子と勘違いされ噛まれて起きる。長い胴体でちび達やマリオを苦しめるもその長さが仇となり絡まってしまい敗北した。
ミエンデ
姿の見えない敵。見えないのをいいことにちび達を仲間割れさせようとしていたものの、その特性を「みずいろ」に見破られ正体を表す。見えないため苦戦していたが雪の降るステージだったため雪が頭に積もり位置を特定され捕まってしまう。大声で笑い転げたことで雪崩が起き、クッパ城の場所が分かった。
4コマ漫画でも登場。大声で喋ったことで場所がバレてしまう。
目隠しテレサ
その名のとおり、目隠ししたテレサ。ベビークッパの城への道中に、罠として体が溶けるほど高温の温泉を用意し、「きいろ」以外のちびヨッシー達を溶かすことに成功。ちび達の塊ごと温泉を眼力で持ち上げると、粘土細工の要領で巨大なヨッシーの姿に改造し、思い通りに動かした。パワーアップしたちび達の能力もそのままとなっている。その後、元気になって飛んできたピヨピヨの周りで固まったウンチが、岩に当たった拍子で崩れ、その破片が目に当たって敗北した。
4コマでも別個体が登場。大きな耳を持っているため鏡をひっかく音で苦しんでいた。
おばけだま
ボールに目と口が付いた敵キャラ。自分の顔で怖がったり、歯が入れ歯だったりするなど他2キャラに比べてボケの印象が強い。戦闘よりベビークッパの乗り物になっていた。
4コマ漫画にも登場。自身がおばけのはずがおばけを怖がっていた。
にゅうどう
煙の怪物。一度はマリオとT・C・Y&ポチを一撃の下に吹き飛ばすほどの強さを見せた。S・C・Yにパワーアップした後の再戦時も、煙のためファイヤーなどほとんどの攻撃が効かなかったが、「きいろ」のウンチの匂いには流石に苦しんだ（マリオ曰く「これは効くのね」）。最終決戦ではベビークッパにパワーアップされ、T.C.Yと白ヘイホーをスーパーしあわせのツリーのフルーツと同化させ戦闘不能にし、炎攻撃や鉄球攻撃でマリオを追い詰めたものの、煙のボディが仇となり、「みずいろ」に改造されたポチが変身した掃除機に吸い込まれて敗北した。

### マリオパーティシリーズ

#### 仲間キャラ
ズター
「マリオパーティ編」に登場した不良品で出来損ないの黒いスター。クッパにズタズタに引き裂かれかけて逃亡し、マリオ達の元に辿り着く。当初は役立たずと見なされて邪魔者扱いされていたが、クッパの居場所までの案内役を引き受けようとすると、あっさり仲間に迎えられた。方向音痴な面があり、それは学年誌版でも共通して描かれている。スタークッパとの決戦では自分なりに奮闘を続け、何度攻撃されても諦めずに立ち向かい、クッパに従うスター達を涙ながらに説得する中で本物のスターへと覚醒し、クッパからスター達が離反するきっかけを作った。
レインボーキャッスル編では臆病で強い方にすぐ寝返ろうとするなど卑怯な面が目立つ。また、最終的にスターにも変身することはない。
エリザベス
「マリオパーティ編」のジャングルステージに登場したスリーサイズは全て350のドンキーの恋人。ドンキーといちゃついていたが、ワープブロックでマリオとドンキーの場所が入れ替わったことで、ドンキーよりもいい男と言ってマリオに惚れてしまう。その後はドンキーと再びいちゃついており、彼もエリザベスと一緒に過ごすことを選んだ事でスーパースター決定戦から離脱した。
「マリオカート64編」の4コマ漫画にもこれに似たメスゴリラが登場する
ホージロー
「マリオパーティ2編」に登場するサメ。人を乗せて海を渡る仕事をしているが、5コインの代金を踏み倒されてばかりだった。ヨッシーがしっかり代金を払うと感激のあまり号泣し、マリオ達に恩を感じ、キャプテン・ヘイホーに捕らわれたマリオとヨッシーを救出した。その後助けた代金として100万コインを要求した。
　「マリオパーティ3編」にも登場。クッパによって沈没した潜水艦を着せられてしまう。
コロ
「マリオパーティ3編」に登場したステージの案内役。ゲームとは違い、頭の中に本物のミレニアムスターが隠れているという設定は無い。
ミレニアムスター
1000年に一度だけ生まれるヒゲの生えた伝説のスターで、実際のゲームでは偽者だがこの漫画では本物である。宇宙一のスーパースターを決めさせるためピーチ城をおもちゃにしてマリオたちを競わせた末、最終的にスタンプを1番集めたマリオと直接対決することとなる。
流星群を使った技でマリオを圧倒したが、援護に来たクッパがくれたスーパーキノコによりパワーアップしたマリオによって倒された。

#### 敵キャラ
ワリオロボ
「マリオパーティ編」に登場した黒ボム軍の科学者が作ったロボット。人質にとったワリオの能力を取り込んでおり、「ウンチミサイル」や「鼻糞ボンバー」といった攻撃でマリオ達を苦戦させた。実は大事なネジを1本締め忘れていたために耐久力が大幅に低下しており、ルイージが投げたコウラの着ぐるみを着せたマリオが命中すると、その一撃であっさりと壊れてしまった。
トゲロー
「マリオパーティ編」に登場したワリオのバトルキャニオンでクッパの宝箱を守っている敵。マリオ達をハゲ頭で目をくらませた所を、延びるトゲで止めを刺そうとしたが、ゲスト出演したちびヨッシーズにNINTENDO 64のコントローラのポーズボタンで動きを止められ、彼らの特殊能力で全員倒された。
ミニクッパ
「マリオパーティ編」に登場したクッパの分身。マリオたちを倒すために特殊訓練されている。全部で7人おり、合体することで本物のクッパと同じ姿となり、他にも電車、大砲、銃、ロボットに変身合体できる。また、その中の1人は他のメンバーと違い、導火線のような髪の毛で、一人称は「俺」、更に関西弁で話す特徴を持ち、合体後は弾丸に変身してしまうため、攻撃後はマリオ達共々ボロボロになってしまう。弾丸役が体がもたないと言って抜けてしまい、その結果攻撃ができなくなり、最終的にはマリオのキックで倒された。なお、ゲームでの一人称は「オイラ」だが、本作では弾丸役を除いて「ボク」となっている。
おやじテレサ
「マリオパーティ編」に登場した空飛ぶ船の見張りをしているテレサ。本人は「長い間見張りをしている内に、気付いたら親父になってしまった」と言っており、マリオからは「おばけが歳をとるんかい」と突っ込まれた。説教や匂いでマリオ達を苦戦させたが、「女子高生と綺麗なお姉ちゃんがいっぱい」というウソを真に受けた所をマリオ達に袋叩きにされて敗北。その後、空飛ぶ船で飛び立つマリオ達を笑顔で見送っていた。
スタークッパ
「マリオパーティー編」のラスボス。クッパが無数のスターの力を取り込み大幅なパワーアップを果たした姿。顔から星型のように角が突き出ているのが特徴。この姿にはマリオ達も歯が立たず、彼らの反撃も許さないまま終始圧倒し、遅れてやって来たワリオも一撃で倒したりと、作中全体を通して最強格の敵となっている。しかし、ズターの説得と覚醒によりスターたちが離反。ベビークッパの姿まで一時的に退化した後に元の姿に戻ってしまい、大量のスターの力でパワーアップしたマリオの「スーパースターアタック」で倒された。
やじるしあんこう
「マリオパーティ3編」に登場したクッパが用意したチョウチンアンコウに似た敵。ブクブクしんかいでマリオ達を飲み込んだが、最終的にはアイテム「キーマン」を使ったマリオ達に脱出を許した。

### マリオストーリー編

#### 仲間キャラクター
クリオ
マリオに憧れるクリボー。有名なマリオに憧れるあまり、毎日ボケとツッコミの練習をしていた。帽子が特徴で頭が良く、敵やステージの情報も教えてくれるが、地図やバッジはお尻から出し、中にはあまり役に立たない情報もある。『スーパーマリオッさん』ではマリオストーリーの回想及び本編の回想にわずかに出演した。
カメキ
マリオに助けられ、共に旅に出たノコノコ。友人には郵便配達員のパレッタがいる。寒がりで、チョロボンに甲羅を取られたときはまともに動けず、またクリオと合流した直後は仲間のポジションを巡って彼とよくケンカをしていた。また、情に厚く、マリオが倒したストーンワンワンを助けて装備一式をもらったり、迷子になったチビヨッシーを探そうとしないマリオを説得したり、更にはゲッソー一家と戦い、瀕死になった母を父が庇った時は涙を流して思わずマリオをハンマーで殴り倒した上、懸賞がかかったマリオをその一家に差し出すこともするほど敵味方問わずお人好しである。
後のシリーズに登場する同じノコノコの仲間ノコタロウとは逆で、勇敢で強い。
ピンキー
小学三年生、小学四年生版にのみ登場したノコブロスの砦に捕らわれたボム兵の女の子。赤ボム同様に爆発してもすぐに元に戻る。また、本人は美容に気をつけており、バクグロになることを激しく拒んでいたが、マリオに無理矢理爆発させられた。
パレッタ
カメキの幼なじみで、郵便配達をしているパタパタ。普通のパタパタと同じく、上から踏まれるとノコノコになってしまう。クリじいからの手紙と回復アイテムの「くりくりマロン」が入った小包をクリオに届けるためにマリオ達の元を訪れてカメキと再会。その後、ハイパーパタクリボー部隊の襲撃を受けて1度は羽を失うが、「くりくりマロン」を食べた後、大切な手紙を粗末にしたハイパーパタクリボーに激怒して羽を復活させ、みだれとびアタックで見事に倒した。
レサレサ
テレサの屋敷のお嬢様。初登場時はドガボンの襲撃を防ぐために身を潜めた生活を続けていたことに加え、その間にお菓子を大量に食べていた影響で大きな体格になっていた。ドガボンに捕らえられた仲間たちを助けるためマリオ達についていく。
セバスチャン
レサレサのお付きの執事でマリオ達をテレサの屋敷まで導く。テレサの屋敷内ではドガボンとの戦いにマリオ達が相応しいかどうか、最終的に己が戦いテストをする。すきとおりで姿が見えなかったがカメキが漏らしたウンチにより居場所が発覚、袋叩きにされ合格を認める。レサレサやマリオ達がドガボンと仲良くなった後、そのまま屋敷に帰ってこなかったため、マリオ達が食べられてしまったと勘違いしていた。
アカリン
ケセランの赤ちゃんで、カメキ曰く「明るくて元気な電気ベビー」。「ビリビリアタック」、「シビレフラッシュ」などの電気技が得意である。ビックカンテラくんのカンテラの中に閉じ込められていたが、彼が倒された後にカンテラを壊すようにマリオに頼み、助けてもらったお礼として協力する。その後、しょうぐんヘイホー戦で大活躍し、マリオを勝利まで導いた。
おプク
太った体格のプクプクのおばさん。チョール曰くナイスバディでとってもラブリーなお姉さんだが、これはマリオにやる気を出させるための嘘だった。それでも若い頃はピチピチギャルだったらしい。マリオ達から名前を呼ばれる際は「さん」付けされている。水を吹いて攻撃し、水は元気ドリンクにもなる。マリオにパワーを与えた際に痩せたが、ネールに回復のキスをされた際は前よりも太ってしまう。
ポコピー
強がっているが、実は寂しがり屋のジュゲム。最初は暴走族のバイク音などの音を声で出しながら登場した。クリオやカメキには目もくれずにマリオだけを執拗に狙うが、最終的には彼らのチームワークに敗北。マリオの仲間になってからはマリオを兄貴と慕う。

#### 星の精
星の国で「スターの杖」を守っていた精霊。クッパの手によってパワーを封印されてしまう。
チョール
白髭を生やした精霊。ノコブロスの砦でマリオに助けられた後はおかしなタイミングで登場し、ツッコまれる。見かけによらず抜け目の無い性格で、囚われているのにもかかわらず、マリオの夢に現れて神のお告げのように助けを求めたり、それを信じようとしないカメキをハンマーで殴ったりした。マリオたちがジャンボル島に行っている間は相談所を開き、マリオに変装してコインをもらっていた。
マール
リボンを付けた精霊。アラビン遺跡でカメキとストーンワンワンに助けられる。
ハール
メガネをかけた精霊。テレサの屋敷周辺の迷いの森で倒れていたところをセバスチャンに救出される。
ニール
帽子をかぶった精霊。ゲーム版とは違い、少しおバカなため、たまにボケる。しかし、後半からはセリフがないため、全くボケなくなった（目がチグハグしているだけ）。
ネール
羽衣を羽織った精霊。キスをしてもらうと体力が回復する。パワーをマリオに提供して痩せていたおプクを回復させるが、何故か彼女は太ってしまった。
テール
蝶ネクタイをつけた精霊。いつも本を持ち歩いている。
ダール
黒髭を生やした精霊。カメキとサムイサムイ村の村長、星の子たちに助けられた。
ティンク
星の子。捕らわれていたピーチ姫の手助けをするが、半人前のためにしばしば失敗することがある。

#### 敵キャラクター
チョロボン
ミョ～んと語尾につけて話す。カメキからコウラを奪った。パワー吸い取りが得意技で、すばしっこいためなかなか捕まえられない。コウラになったマリオとカメキの合体技でコウラを取り戻したカメキの攻撃に敗れる。
サンボ
オアシスに現れたサボテンのモンスター。頭にレモンが刺さったことで怒り、胴体を飛ばして攻撃してくる。カメキとクリオも刺さってしまうがマリオのハンマーナゲールにクリオ達ごとダウンする。
ストーンワンワン
アラビンいせきにいた石のワンワン。3つの石を守っているが2体は寝ており残った1体もマリオに倒される。その際頭部が欠けてしまったが可哀想に思ったカメキに手当てをしてもらった。その後カーメン戦にてカメキにツラヌキナグーリとスーパーハンマーをプレゼントする。
ビッグカンテラくん
ヘイホーのおもちゃ箱の中におり、カンテラを持った敵で暗闇から攻撃してくる。逆に暗闇じゃなければ弱い。常に頭巾を被っているがそれは彼自身がとても明るいためだった。マリオとカメキに命乞いをするが、逆襲されて撤退した。
ハイパーパタクリボー
郵便ポストに化けてパレッタの手紙を奪った。ゲームでの体色は緑色だが漫画では白黒のため見分けがつかず、マリオに突っ込まれていた。仲間を呼びさらに手紙についていたアイテムを使いパレッタを攻撃、彼は一度羽を失うが、手紙を攻撃したことでパレッタが怒り羽が復活、『パレッタみだれとびアタック』で敗れた。
ホワイトカメック・ポイズンパックン
ジャンボル島のジャングルでマリオとちびヨッシー達を襲ってきた敵。マリオ達はダウンさせたがちびヨッシー達を甘くみていたせいで「かみなりドッカン」を打たれ敗北した。
ゴロン
グツグツ火山内部にいた尖った石のモンスター。転がり続けてマリオ達を襲うがおプクのみずでっぽうで粉砕される。ゲームでは倒せないキャラクターである。
カメック(青)
普段登場するカメックでキノコタウンに戻ってきたマリオ達の前に現れた。クリオを石頭にしマリオにも魔法で攻撃するが、ティンクが持ってきたラッキースターによってラッキーアタックの連撃を食らい敗北。
バケバケ
クリスター神殿に現れたモノマネをする敵。バサバサチュルルを使いマリオの体力を奪おうとするが自身がマリオに変身していたため勘違いされパワーを吸い取られ正体を表す。後にクッパ城でも再登場し、ピーチ姫の姿になりマリオを別室へと誘き寄せて、クリオ・カメキと分断させることに成功。2人はマリオが不在の中でクッパに立ち向かうも、為す術もなく敗北してしまった。
エルモス
宇宙に現れた炎のモンスター。マリオ達を阻むもマリオの新技「スターフラッシュ」を食らい敗北する。

#### ボスキャラクター
クリキング
クッパに頼んで王様になったクリボー。拾ってきた王冠を被り、体臭がきつく、服のセンスが無い。マリオにジャンピングキックを噛まされそうになるがアッカンベーしながら避けて城壁を蹴らせた。結局はハンマー投げにより倒される。
クリレッド/クリブルー
クリキングの側近の兄弟。あまり出番が無い。
ノコブロス
ノコレッド、ノコグリーン、ノコイエロー、ノコブラックから成り立つ4人組。ノコイエローがかなりのボケで、悪気がないとはいえ余計なことばかりマリオに話すため、他の3人は手を焼いている。マリオ達と戦うが、最終的にはノコイエローが弱点をばらしたことで敗北した。
ゲーハー
ゴツゴツ山に佇んでいるハゲタカ。クッパに「マリオをやっつけたらスターの杖で毛を生やす」と言われており、マリオ達を苦戦させたが、最終的には敗れ、クッパによって体中の毛を全部抜かれてしまう。
カーメン
アラビン遺跡に潜んでいた魔法使い。岩落としや超能力を使ってマリオを圧倒したが、ストーンワンワンがあげたスーパーハンマーとバッジ「ツラヌキナグーリ」を装備したカメキに倒される。
ドガボン
ピューピューヒルの頂上にそびえ立つ城に住む巨大なガボン。悪役として登場せず、友達が欲しい寂しがり屋として登場しており、マリオ達と遊ぶ形でマリオ達と戦い、最後は皆と仲良くなる。
しょうぐんヘイホー
ヘイホーたちのリーダー。一人称は「わし」になっている。自分は戦車に乗り、電球から電撃を放つ。アカリンによりパワーを送られ、パワーアップしたマリオによるハンマーアタックで戦車を大破される。マリオに敗北後、電気を悪用した罰としてコロコロ電力から電気を止めることを通達されてしまう。マリオ達がクッパ城に向かうために搭乗した「星の船」が発する光を目にした際は彼らを応援する意味で敬礼していたが、「敵だろお前!!」と突っ込まれていた。
ファイアパックン
グツグツ火山に潜んでいるパックンフラワー。火炎を吹いてマリオ達を攻撃したが、おプクがマリオに与えた水のジェットふんしゃにより鎮火された。
プチパックン
ファイアパックンが放ってきた小さなパックン。1コマしか登場していない。
ゲッソー一家
地下道に住むビッグゲッソー（母）、ビリビリゲッソー（父）、チビゲッソー（子）からなる3人家族。父があまりにも虚弱なため、母に尻に敷かれており、更に父の稼ぎが少なく、電力を自分の電気で補わなければならないほどの貧乏である。マリオに100万コインの懸賞がかかっているのを見て偶然入ってきたマリオを倒そうとするが、父が弱すぎるために傷一つ与えられず、代わりに母が戦うことになり、パワーで終始圧倒する。しかし、クリオがクリ村でもらってきた「ガツーンジャンプ」で瀕死になり、ハンマーで止めを刺されそうになるが、父が母を庇うことで一家としての絆が深まった。その後、そのことに感動したカメキがマリオを殴り倒したことで強引ながらも勝利し、最後にはカメキから賞金を貰うようにとマリオを渡された。
オズモーン
フラワーランドの雲にいる雲の怪物。地震カミナリと子分のクモクモーンを使った攻撃が得意で、ゲームでは鹿児島弁だが、この漫画では関西弁で話す。連載11周年記念のゲストで出演したルイージとワリオ、ヨッシーの協力を受けたマリオに倒される。
パラレラー
クリスター神殿の奥に潜んでいる氷の王。オプションや吹雪、冷凍光線で攻撃してくる。分身も使うがマリオにすぐに見抜かれてしまった。カメキを氷付けにし、吹雪でマリオ達の体力を奪ったが、ファイアコウラを習得したカメキによって体を溶かされた。
コワッパ
ゲームでは度々登場するキャラクターだがコミックスでは最終回間近に別冊にて登場。それについては作中でも言及され、本人も出番がないことを憂慮しており作者にツッコんでいた。ポコピーの星のかけらを奪い執拗にバトルを迫るがどの技も失敗する。最後にはファイアで身を包みパワーアップするが、直後におプクさんとアカリンが現れ みずでっぽうとビリビリアタックの連撃を食らい敗北する。マリオストーリー編で出番があまりなかったためか『スーパーマリオサンシャイン編』の前日譚にも仲間たちに混じって登場している。
カメックババ
クッパの側近とも言える魔法使い。クッパ戦の最中にマリオ達を侮辱し、それを見かねたピーチ姫に頬を抓られ「この小娘め!」と頭を叩くが、キックと張り扇で1発ずつ反撃され、杖で倍にして仕返ししたが、ピーチの願いを受け取ったティンクのピーチフラッシュで倒された。「ペーパーマリオRPG編」にも登場し、クッパに変身してキノコタウンを襲ったが、クッパに成り済ますのに無理があり、ヨッシーの万有引力により倒されてしまう。

#### その他
なすび白菜（なすび はくさい）
マリオとヘイホー軍団の野菜掘り対決で審査員を務めた謎の人物。掘った数はヘイホーチームが多かったものの、「珍しい野菜を掘った」という理由でマリオチームに勝利の判断を出した。その後は激怒したビッグヘイホーに踏み潰された。
ビッグヘイホー
スーパーマリオアドバンス(スーパーマリオUSA)からゲスト出演した巨大ヘイホー。野菜畑を潰してビル建設を企んでいたが、工事を巡ってマリオ達と野菜掘り対決を繰り広げる。野菜を多く掘り当てたが、珍しい野菜を掘ったことによるマリオ達の勝利に激怒し、約束を反故にしてメカキャサリンを仕掛けたが、スーパーマリオUSAの要領でマリオに持ち上げられて投げられ、メカキャサリンに直撃したことで倒された。
メカキャサリン
ビッグヘイホーが嗾けたキャサリン型ロボット。口から鋼鉄のタマゴを発射し、マリオ達を追い詰めたが、最終的にマリオが投げたビッグヘイホーが直撃して爆散した。

### スーパーマリオサンシャイン編

#### 登場キャラクター
ポンプ
今作のマリオの相棒的存在。ゲームとは違い、いつでもノズルチェンジができるが、メカなのに風邪気味の時もある。最終のクッパ戦では調子が悪くなった上、水が無くなってピンチとなったが、マリオの汗と涙で水を補充して復活、見事クッパを倒した。
初登場回の雑誌掲載時はべらんめぇ口調の江戸っ子だったがその後の回ではゲーム準拠のキャラに直された。またコミックス版ではすべて修正されている。
キノじい
本作が初登場のピーチ姫の執事。ピーチ姫を気にするあまりマリオ達にきつく当たったり、ピーチ姫が連れ去られた際には大慌てだったりと何かと忙しい。長期に渡りドルピックにいる羽目になり一度ホームシックをおこしている。特別編ではピーチ姫のいない間にピーチ姫の服を着て遊ぶなど少しお茶目である。
モンテ族の男の子
おねしょをしたため捕まった男の子。最初はマリオを島を汚したラクガキ犯と見ていたが、すぐに間違いだと気づきマリオにおいしい水を与えてくれた。その後のドロドロパックン戦でもカンチョーをして援護するなど何かとストーリーに登場している。
ゲッソーの一家
リコハーバーに住んでいるゲッソーたちで、父、母、子供三人の5匹家族である。母ゲッソーはニセマリオの手で顔を汚され、凶暴な性格（ボスゲッソー）になったが、マリオによって元に戻った。その後、2度目の戦いでは鉄のアーマーに改造されたが、ヨッシーや子供たちの奮闘で元に戻っている。
父ゲッソーはマーレのいりえの王の墓にいてクッパJr.に「3年間ここでじっとしていたらゲームボーイをあげる」と言われてそこにいたが、それは宝物を横取りされないように利用されていただけだった。
木の芽マニア
マンマビーチの砂山の芽が好きなマーレ族。砂山の芽からどんな砂山ができるかが分かり、おおすなどりについても詳しい。
モンテ族の女性
彼氏と別れて傷心中の女性。力強く乱暴で人使いが粗い。手切れ金(コイン)である赤コインを海に落としてしまったところをマリオに半ば強引に助けさせる。プクプクが大の苦手で海に入れない。手切れ金を集めたことでマリオに惚れ、その後は追っかけになっている。
モンテマン
自称「ドルピック島で一番早い男」。ゲームとは違い、色白である。マリオとかけっこで勝負をした。
ピンナパークの園長
遊園地の園長。遊園地を経営しているが人気が無く、人気を出すためにマリオに変なアトラクションをやらせようとした。デンノコキングを誕生させるきっかけになった人物でもある。
ホテルの支配人
「ホテルデルフィーノ」の支配人。マリオが使った1UPキノコやコインの使用料（計1000コイン）を返させるために働かせた。かなりお金にがめつく、事あるごとにコインを請求する（例、はりぼてのホテルを倒しただけで50コイン、皿を割って5コインなど）。
師匠
マーレのいりえにいた師匠。ゲームとは違い、意味不明な言葉を話し（たまにちゃんとした言葉を言うことがあり、作中でハッキリと言葉を言ったのは「気合い」の一言だけ）、その都度弟子に通訳させている。いつも釣りをしており、釣り竿で様々な技を披露するが釣りは趣味であり本来は踊りの師匠である。
おみやげ屋の店長
マーレのいりえにあるおみやげ屋のタヌキの店長。マリオ達には最初、置き物だと思われていた。ヨッシーにタヌキが好きだと言われるが、ヨッシーはたぬきそばのことを言っていた。タヌキだけにマリオ達にドロの船を渡した。
村長
モンテの村の村長。わたげまつりが近付いたのを楽しみにしてはしゃいだときには「SONCHO」と書かれたパンツが見えた。
シャインバード
マリオが集めたシャインが合体して鳥になった姿。壊された飛行機の代わりにマリオ達をキノコ王国まで送った。

#### 敵キャラ
ドロドロパックン
特別編を含み4回登場した敵キャラ。1回目はマリオに倒され、2回目は木にぶつかって自滅、3回目はヨッシーのジュース攻撃で倒された。特別編では「輪」の漢字を見せられ、「これ何だ?」の質問に口を大きく開けて「わー」と答えてしまい、そこに集中放水を食らって倒された。
ボスパックン
ビアンコヒルズにいたボスパックンで、目がある。計3回登場し、1回目はポンプのミックス汁（青汁、牛乳等）攻撃で一旦は元気モリモリになるも飲みすぎでよろけて転倒し、ヒップドロップを食らって倒された。その後、2回目はバラバラになった体をニセマリオに縫い合わせてもらい、マリオにリベンジを図るもマリオが投げ飛ばし屋に投げられた際に縫い合わせた糸を引っ張られ、再びバラバラになった。しかし、3回目の登場では完全に元に戻っている。
導入話にもボスパックンに似たキャラが登場しているが、顔や倒し方、容姿が異なる。
クリン
美人の妹の病気を治すために「村の8枚の赤コイン」を集めていた敵キャラ。マリオに赤コインを集めるように頼んだが、実際は妹が病気であることは真っ赤なウソで、更に妹はとてもブサイクであることが判明し、目的はコインを集めた上でマリオを倒すことであった。しかし、そのことをマリオに見透かされていたのか、渡された赤コインは彼によって偽物にすり替えられており、目的を変更して赤コイン集めでボロボロになったマリオを倒そうとしたが、コインでパワー回復したマリオに倒された。
ポイハナ
マンマビーチに生息する不思議な生き物で「くえ〜」と鳴きながらマリオのMに反応してポーンと高くマリオを投げあげる。砂のお城のアスレチックではミスをしたマリオを投げ上げ、ピンチを救った。
チュウハナ
おおすなどりのたまごを温める鏡の上でグラグラさせていた敵。足が吸盤のようになっておりいくら足場が傾いても滑ることがない。端に追いやって反対側でヒップドロップすることで遠くに飛ばされた。
ボスハナチャン
マンマビーチのおおすなどりの塔の屋上で昼寝をしていたハナチャン。マリオを倒したくてウズウズしていたが、おおすなどりの卵の件が原因で揉めていたマリオとヨッシーとの喧嘩のドサクサに巻き込まれ、あっさり倒されてしまった。
チョロプー砲台
キラーやボム兵を使って攻撃してくる。シリーズ中では2度戦うことになる。1度目はピンナパークではねクリンと共に登場。ヨッシーのたまごの特攻で敗北する。2度目はマーレのいりえで滝を塞ぐコルクの上に居た。瞬間接着剤を全身に纏ったマリオに自身の投げたボム兵を付けられ大爆発を起こしコルクごと吹っ飛んだ。
デンノコキング
ピンナパークにいる巨大なデンキノコノコ。最初は寝むっていてマリオがメガホンで大声をかけまくっても全然起きなかったが、水をかけられたことで起きた。その後、園長のペットで、観覧車の点検の時に園長が置き忘れたことが判明し、その後のいざこざもあって和解し、ピンナパークのために働くようになる(時々眠ってしまいその都度電力不足でアトラクションが動かなくなる)。
ハネクリン
マリオの帽子を奪った敵キャラ。友達であるチョロプーと協力してヨッシーを追い詰めるが、タマゴの中に入ったヨッシーが突撃し、更にチョロプーが用意したボムへいの爆発に巻き込まれて敗北した。
マンタ
ビリビリする汚れを撒き散らすマンタ。初登場時はサンタの格好で登場した。ポンプの水をかけると分裂し続けるためにマリオを苦戦させたが、シレナビーチのホテルにあったキノコとコインでライフと水が満タンになったマリオのスプリンクラー放水で一気に片付けられた。
ボステレサ
カジノのスロットの柄が「棒」「酢」「テレサ」と揃った時に出てきた（ぼう・す・テレサ→ボステレサ）テレサ。ゲーム同様にトウガラシが弱点で、それを知ったマリオが投げたトウガラシ(マリオはわさびと無理やりボケた)を受けて倒された。
デブテレサ
おばけが恐く、そのせいでみんなから仲間外れにされて屋根裏部屋に閉じ込められていたテレサ。そこにあったバナナがきっかけで出会ったヨッシーと仲良くなり、かくれんぼして遊ぶが、通路に挟まってしまい、抜け出せなくなってしまう。その後、ヨッシーが焼き魚の匂いで誘い、更に大量の食べ物を出たことで食欲が増し、通路から抜け出せるようになった（逆に今度は大量の食べ物を食べて太ったヨッシーがバナナの皮で滑った勢いで通路に挟まって抜け出せなくなってしまう）。
リーダーテレサ
シレナビーチのホテル・デルフィーノの中にいたリーダーのテレサ。太いまゆげとヒゲが生えており、また体が震えるほどヨッシーのことを恐れ、彼のことを悪魔と呼んでいる。おばけを恐がるデブテレサのことを情けないと思っており、仲間はずれにして屋根裏部屋に閉じ込めたが、最後の1コマでデブテレサがヨッシーを（舐めて）いたぶっている所を見て驚きながら彼のことを見直していた。
巨大ウナギ
マーレのいりえの海を汚していたウナギ（原因はゲーム同様に虫歯）。マリオが虫歯にぶつかって暴れたために師匠によって釣り上げられた。虫歯だけでなく全身垢だらけだったため本体はかなり小さなウナギだった。
キャンキャン
セレブマダムに飼われていたトゲの首輪をつけたワンワン。しっぽを引っ張ることでおとなしくなる。長年飼っていたマダムに懐かずマリオに懐いてしまう。その後鬱陶しくなったマリオに蹴飛ばされたことで怒り炎を纏った姿になり手がつけられなくなってしまう。マダムがしっぽを持ったことでマリオがマダムごと冷たい池に放り込み事なきを得た。
かぜくん
クッパJr.が放った敵キャラ。ゲームとは違い、ボスキャラ並の強さを持つ。ドルピックタウンを破壊しながらマリオ達を追い詰めるが、ターボダッシュを使ったマリオに中心（無風のところ）を突き抜けられて敗れた。

### ペーパーマリオRPG編

#### 仲間キャラ
クリスチーヌ
「ゴロツキタウン」で伝説の宝を探している物知りな女の子のクリボー。ヘルメットを外した姿は誰も見たことがない（モザイクがかけられているため）。メガバッテン軍団に追いかけられているところを強引ながらもマリオに助けられた。女性だからか同じクリボーの仲間、クリオよりボケるシーンは少ない。
ノコタロウ
ハナハナ村に住むノコノコ。マリオのヒゲを毛虫と勘違いし、布団に潜り込んで泣くなどの弱虫を発揮し、また相手が弱いとえらく強気になり、言葉遣いも悪くなる。父のような勇敢なカメになるためマリオの仲間になり、それに見合った戦闘力を用いて終始活躍してマリオを助けている。
マダム・クラウダ
風をあやつる雲の妖精。「ふしぎの森」の大木を吹き飛ばして入り口を見つけてもらおうと思ったマリオ達が訪ね、最初はマリオを「弱っちいヒゲの親父」と嫌って断っていたが、クロクモーンの攻撃を受けた際にマリオに助けられた（クラウダの勘違いだが）ことが縁で仲間になる。しかし、バッテンダーロボを倒してスターストーンを手に入れた後は冬眠に入ってしまい、その代わりに愛のこもったハンマーをマリオにプレゼントする。その後、訪れたクッパが起こそうとしても起きなかった。
チビヨッシー
ウーロン街で卵から孵ったヨッシーの子供。マリオのことを「母ちゃん」と呼んでおり、マリオは散々な目に合ったため一度は捨てられたが、アイアンシンエモンに追い詰められたマリオを助けるために彼らを飲み込み、吐き出しで倒した。
ビビアン
メガバッテンの刺客。軍団員にマリオを倒すよう命令を受けるが、本人はマリオに一目惚れしているためマリオのサポートになることをしたり、マリオに襲い掛かろうとした軍団員を倒したりした。その後、そのことでマリオと仲良くなり、後にメガバッテンを裏切ったとして軍団員がビビアン本人を始末するために帽子に仕掛けた爆弾で死亡したと思われたが、自分の掘った落とし穴に落ちて帽子が破れ、帽子から爆弾が飛び出して助かっていた。最後にキスしたときにヒゲが伸びていたことでマリオ達にも男とバレる。
バレル
年老いた操舵のボム兵。妻のスカーレットが病で亡くなったため海に出ることをやめていたが、実際は本人は面倒臭がり屋で、原作とは違ってスカーレットが病で死んだことは芝居であった。
チュチュリーナ
『別冊コロコロコミック』に登場した女ドロボー。凶暴化したクリボーの集団に追い詰められていたルイージを助けるためにエムブレームM（ルイージの服がマリオの服の色になって更に強くなる）というオリジナルバッジを使わせた。
マホーン
ゴロツキタウンを守るために作られたメカ。原作と違って手は無いが、その代わりとして頭のアンテナを伸ばしたり、回転させることが出来る。マリオがノコタロウと共にアホアホブレスを止めるために地下へ来た際にマリオがぶつかったことでスイッチが入り、起動する。ゾンババ撃破後はアホアホブレスの効果が遅れて出てマリオとノコタロウ同様にアホアホ病にかかり、「アホーン」になってしまう。

#### 敵キャラ
ゴンババ
カエルが苦手なドラゴン。父を食べられたと知ったノコタロウの、怒りのコウラアタックに敗れた。その後、訪れたクッパにマリオのことを聞かれた際はマリオに酷い目に合わされたことに激怒していたため、クッパを火炎放射で追い出した。1人称は「わらわ」と「俺」で定まっていない。
ガンス/マッチョガンス
「ウーロン街」の格闘技大会の主催者で、元ファイター。常に結んでいる蝶ネクタイがトレードマークで、英語混じりな口調に関西弁を混ぜて喋る。悪役として登場はせず、暴走したスターストーンにより現役のころのマッチョな体型に戻って暴走するという形でマリオ達と戦って追い詰めるが、結んでいる蝶ネクタイの裏側が弱点であることをクリスチーヌに看破され、最後はそこを攻撃されて敗れる。
パンジーさん
ウスグラの森にいる敵。見た目は可愛いが、性格はかなり凶暴である。戦いの後に逃走するが、ノコタロウに乗って追いかけてきたマリオと激突し、ノコタロウの服の押し花プリントになってしまう。
ランペル
ウスグラ村のオドロン寺院に住むお化けで、「ペル」が口癖である。寺院の鐘がなると村人はブタになる（ノコタロウとクッパもブタになった）。しかし、実際は弱く、村人をブタにした理由が村を支配してゆくゆくは養豚場にして大もうけしたかったと語っている。マリオとぶつかった拍子に心が入れ替わってそのままマリオに成り済まそうとしたが、入れ替わったことに気がついたクリスチーヌの活躍で元に戻った。その後怯えているところをマリオに励まされ改心し、再び頑張ることを決意しマリオにスターストーンを渡した。
コルテス
トロピコアイランドの怨霊で、元は海を荒らしまわっていた大海賊。実は寂しがり屋だが生前は立場上誰かに甘えることが出来ず、それが未練となっていた。マリオ達と遊ぶという形でマリオ達と戦い、遊び終わった後は成仏するが、成仏せずに性格が丸まった。その後やってきたクッパと戦闘になるが、クッパと戦っている際にクッパが落とした写真（マリオとクッパが喧嘩しているところ）を見てクッパもマリオと遊んでいると勘違いし、クッパをマリオの友達だと認識した。
モアモア
リッチリッチエクスプレスを襲った謎の生物で乗客らを誘拐した。触手で攻撃したり、形を変えたりすることが出来る（手、足、ピーチの顔、ルイージの顔など）。正体は列車の精霊で、汚れていく列車に耐えきれなくなり出現した。
マジョリン、マリリン
影の女王に仕える魔法使いで、メガバッテンの刺客。姉のマジョリンは魔法でマリオ達をミニミニ状態にし、妹のマリリンはマリオを着せ替え人形のように遊んだ。マリリンは実際のゲームでは「カゲ」と「んあー」としか喋らないが、この漫画ではちゃんと喋っている。クッパによって元に戻ったマリオに返り討ちにされた。
ブンババ
前述のゴンババの兄。マリオとクッパの喧嘩のドサクサに紛れてあっさり倒される。
ゾンババ
ゴロツキタウンの地下に住んでいる骨のドラゴン。海外版のゲームに準じて、性別は雌ではなく、雄として登場している。アホアホブレスや超（スーパー）ドアホブレスを吹いて地上の人をアホにするが、やって来たマリオと同行したマホーンにより超ドアホ息を跳ね返され、逆にアホになってしまい、最後は自ら弱点を言ったことでマリオ達に倒された。
カゲの女王
1000年前に封印されていた魔物の魂。冷静かつ冷酷な性格だが、「ハゲの女王」「世界制服（この時着ていたのは男子校の制服）」などと自分でボケるという一面がある。バツガルフによってピーチ姫の肉体を媒体に復活したが、彼の命令はまったく聞かずに軽くあしらってテルテル坊主にしてしまい、更には圧倒的な力でマリオ達を苦戦させ、混乱の効果を持つ技で同士討ちをさせて苦しめた。しかし、マリオの仲間たちの声援をスターストーンによって届けられ、戦闘能力が大幅ダウンし、更に自らが吐いた毒の息を合体したスターストーンに跳ね返させられ、弱ったところをマリオ達の合体技によって倒される。その後、ピーチ姫の肉体から引き離され、スターストーンの力によって再び封印された。
ヒゲの女王
カゲの女王封印直後、闇の宮殿に突如現れたモンスター。ピーチ姫の王冠をかぶっており「ヒゲなのに女王」とツッコまれている。ピーチ姫の悲鳴を聞いて駆けつけたルイージと対戦する。ヒゲから手が伸びる「ヒゲパンチ」、ヒゲから足が伸びる「ヒゲキック」などを使う。正体は、ルイージの勇気を確かめるためにマリオ達が組体操で合体した姿である。

#### メガバッテン
伝説の宝を横取りしようと企んでいる謎の軍団。マリオが持っている宝の地図を奪おうとしている。
バツガルフ
メガバッテン軍団の総統。性格は冷静だが、たまにボケることもある。マリオ達を魔法で圧倒するが、やって来たクッパによって潰される。その後、カゲの女王にあっけなく懲らしめられ、てるてる坊主にされる。
ペケダー
メガバッテン軍団の幹部。マリオからスターストーンを奪おうとたびたび登場するが、間抜けなためいつも失敗する。本拠地に乗り込んできたマリオ達とは巨大なロボットに騎乗して自ら戦ったが、それを最後に勝負を仕掛けてくることはなくなり、最後はカゲの女王と戦うマリオ達に味方して軍団員と共に声援を送っていた。
軍団員
メガバッテン軍団の戦闘員。1000体もいるが、作者の都合により「軍団員の一人×1000」と手抜きになったりする。最終決戦ではペケダーと共にマリオ達を応援した。
研究員
メガバッテン軍団の研究員。

#### メガバッテンの兵器
バッテンダーロボ/バッテンダーマーク2
ペケダーが乗るロボット。ロケットパンチやロケットキック（漫画オリジナル）で攻撃するが、腕と足の取り付けは軍団員が行う。その改良型がバッテンダーマーク2でマシンガンが装備された（しかし、弾は軍団員）。

### マリオ&ルイージRPG2編

#### 仲間キャラ
ベビィマリオ
過去の時代のマリオ。勇敢な性格だが、ボケも多い。一人称は「ぼく」。未来の自分を「おっさん」と呼ぶ。初使用のコウラを乗りこなしたり、戦闘中に新しい技を思いつくなど後のマリオの片鱗が見える。最終決戦では身を挺してピーチ姫を庇い、これからずっと守り続けていくことを口にした。エンディングではマリオとの別れ際に「おっさんになれることを誇りに思う」と告白する。
ベビィルイージ
過去の時代のルイージ。臆病で、泣き虫だが、優しい性格である。最初は未来の自分のことを嫌がっていた。一人称は「ぼく」。
ベビィクッパ
過去の時代のクッパ。コバルトスターをキャンディーと勘違いし、一度飲み込んだことがある。でぶヨッシーの体内脱出後から全く出番がなかったため最終回にも出演。文句をつけにキノコ城に行ったところゲドンコキノコ（姉）を食べさせられてしまい、ゲドンコ姫（姉）に操られ赤ん坊のマリオ＆ルイージと戦闘なる。しかしウンチをしたことで見事撃退、図らずもキノコ王国の平和に一役買った。
ゲーム版では大人のクッパも登場するが、本編では登場しなかった。
ベビィピーチ
過去の時代のピーチ。まだ赤ちゃんなため、言葉は喋れないが、若いキノじいは彼女の言っていることが分かる。終盤では過去でゲドンコマスターに襲われた際に若いキノじいに連れられて未来へと転移する。じいたちでは戦闘が出来ず絶対絶目に陥るが、オヤ・マー博士の発明品カサーによってベビィピーチが潜在能力を解放したことで逆転勝利する。
若いキノじい
過去のキノじい。ベビィピーチの言っていることが分かる。攻撃が苦手なところは今のキノじいと変わっていないが、性格は未来のキノじいよりたくましい。また、守るのは得意（今のキノじいも同じ）である。ゲドンコマスターから逃れるため、過去から逃げてきたところで今のキノじいと対面した。その後、今のキノじいと共にベビィピーチをゲドンコマスターとゲドンコアシスタントの攻撃から守っている。
でぶヨッシー/ゲッシー
太ったヨッシー。「ほよー」しか喋らず、穏やかな性格だが、花や鳥、コバルトスターも食べてしまうなどヨッシー以上の食いしん坊を発揮している。ショッキングエッグが口に入り込んだことでゲッシーとなってマリオ達を飲み込んでしまう。その後、戦闘中に一時的に正気を取り戻しマリオたちに力を貸し、ショッキングエッグを倒すのに一役買った。最後は無事に元の姿に戻った。
原作ではゲッシーは最初からゲドンコ星人の手先で、ショッキングエッグが倒された後は機能停止するが、本作では元は普通のヨッシーがゲドンコ星人に操られた設定にアレンジされている。
若いオヤ・マー博士
過去の時代のオヤ・マー博士。一人称は「ボク」で、敬語で会話する。未来の自分が作ったメカスーツケースのことをきたないメカ（スーツケースが風邪を引いて鼻水と涙まみれだったため）と呼んでいた。また、ミックスフラワーと新年用の打ち上げ花火も作っていた。スーツケースを直すと同時にハナ（ゾウの鼻）も強化してあげた。
現在のオヤ・マー博士
タイムマシーンを作った張本人。他にもスーツケース、過去の世界が映るテレビ、カッサーを発明している。最終決戦では無敵(スター)コウラをマリオたちに送った。
雪だるま地蔵
スターの丘の守り神である雪だるま。ベビィルイージのことを「おチビL（ルイージ）ちゃん」と呼んでいる。訓練中のゲドンコリーダーとゲドンコサポーターによって壊されてバラバラになっていたところをベビィルイージに直してもらい、後になだれで埋まってピンチになったベビィルイージ達を助けに来て、更に超どデカボムの導火線を消して爆発を防ぐ。その後、再びゲドンコリーダーによって壊されてしまうが、ベビィルイージにアイスフラワーの力を貸して勝利に導き、再びベビィマリオに直してもらう。
ワンワン
ピーチ姫がベビィ時代に飼っていたペット。現在のピーチ姫が自分のご主人だということを認識しており、彼女の言うことをよく聞く。ゲドンコ姫（妹）に噛みついてやっつけたが、ゲドンコ姫（姉）の戦いにも加勢しようとしたところを彼女が連れてきたペットのキャンキャンのラブラブアタックによって骨抜きにされてしまう。その後、過去のキノコ王国が平和になった後はキャンキャンと一緒にいる。

#### ゲドンコ星人とその一味
原作ではゲドンコ星人はマリオ達には理解不可能なゲドンコ語を話すが、本作では共通語を話す設定に変更されている。言葉が通じても凶悪で残忍な性格は、原作と変わらない。
ゲドンコ姫（妹）
ゲドンコ星人の表向きのボス。初登場時はモニター越しでマリオ達にコバルトスターが無ければゲドンコ城(過去のキノコ城)に入れないことを教える。終盤ではゲドンコ城内でバリヤーの檻にピーチ姫を捕まえておりマリオをおびき寄せる。最初はUFOに乗って上空から攻撃してきたがベビィマリオが宅配便を装ってイヤホンを鳴らしたところ、ハンコを出してうっかり外に出てきてしまい引きずり降ろされた。直接の攻撃方法はエネルギー弾しかないもののマリオ達を圧倒するが、ピーチ姫がベビィ時代に飼っていたワンワンに噛み付かれて敗北した。その後、姉を復活させて再びマリオ達に戦いを挑むが、最後は姉と共にマリオ達に敗れ、キノコに戻ってしまう。
ゲドンコ姫（姉）
ゲドンコ姫の背後にいたラスボス。ゲドンコ姫の姉で、コバルトスターに封印されていた。第1形態時からゲドンコ姫（妹）を上回る力 を持ちマリオ達を圧倒、ブラザーアタックも効かず頼みのワンワンも無力化するもピーチ姫の一言で4人が団結、気力MAXのSW(スーパーダブル)ブラザーボールで一度敗北。しかし直後に第2形態 に変身しさらに圧倒的な攻撃でマリオ達を苦しめたが、赤ん坊の涙が弱点ということを見抜かれ、最後はベビィマリオとベビィルイージの涙により弱体化し、さらにオヤ・マー博士が未来から持って来た無敵コウラのムテキアタックでマリオ達に倒されてキノコに戻ってしまう。その後、ゲームとは違い過去の世界でベビィクッパに取り付きベビィのマリオとルイージに襲い掛かるが、ベビィクッパによって排泄物として排出されゲド“ウンコ姫”になってしまった。本人曰く「せめてキノコの姿に戻してー！」。
ゲドンコ星人
キノコワールドを侵略するためにゲドンコ星から来た宇宙人で、ゲドンコ姫の手下。ゲームとは違い、全員普通に喋る。初めて未来のマリオ達が遭遇した時にはすでにメリー・クリスタケ村を襲った後でマリオ達をビーム砲と爆弾で無力化するが、ベビィマリオ達と対戦した際はベビィマリオの動きとボケに翻弄されていた。その後遅れてやってきたキノじいのコウラと『2人のマリオ』の協力により敗れる。
ゲドンコモンスターG
タイムマシンで未来のキノコワールドに来たゲドンコ星人の一人。カタコトでしか喋れない。大ボケだが回転攻撃が得意である。ルイージの逆回転により回転速度が弱まったところをマリオに倒される。
ゲナチャン
ハナチャンの姿をしたゲドンコ星人の手下。キノピオ達のエネルギーを吸い取り、ガソリンスタンドのように宇宙船の燃料を補給していた。また、少し吸うだけで過去と未来のマリオだと判別できる。未来のマリオ達を消すためにベビィマリオとベビィルイージを倒そうとしていたが、最後はベビィブラザーズのドリルアタックによって倒された。
ショッキングエッグ
でぶヨッシーの口に入り込み、ゲッシーにしたタマゴの姿をした宇宙人。ゲッシーをコックピットらしきもので体内を操作してマリオ達の行く先を妨害して困難させ、タマタマ連射（マシンガン）でマリオ達を苦戦させたが、最後はコバルトスターの力でやさしさを取り戻したでぶヨッシーによる「ヨッシーとばしほうだい」を利用したマリオ達によって倒された。
ゲドンコリーダー
スターの丘でマリオを倒すための訓練をしていたゲドンコサポーター達のリーダー。攻撃方法がバレるなどドジでマヌケな一面があり、マリオからは「めんどくせーやつら」または「めんどくせー」と思われており、アホ呼ばわりされる。訓練中にマリオ達が来た時は通り過ぎていくまですぐ気がつかないほど反応が遅いが、ながれから逃げられるほど逃げ足だけは速い。なだれで埋まって動けなくなったマリオ達を超どデカボムで倒そうとするが、ベビィルイージを助けにきた雪だるま地蔵によって阻止された。その後、ビーム銃で雪だるま地蔵を再び壊したが、最後はベビィルイージのアイスフラワーによって部下もろとも凍らされて敗北した（マリオ達も巻き添えを食らって凍らされた）。
ゲドンコサポーター
スターの丘でマリオを倒すための訓練をしていたゲドンコリーダーの手下。リーダー以上にドジでマヌケな一面がある。リーダー同様、なだれから逃げられるほど逃げ足も速い。ベビィルイージのアイスフラワーによってリーダーもろとも凍らされて敗北した。
ゲドンコボム
ゲドンコサポーター達が運んでいたボム兵に似た巨大な爆弾。ゲドンコリーダーとゲドンコサポーターの攻撃方法である。「ゲドンコボム危機一髪どっきりリレーしりとりゲーム」 に利用されてゲドンコリーダーが「きんきん」と「ん」が付く言葉を言ってしまったので爆発した。サポーターたちがリーダーの悲鳴を命令だと勘違いして導火線に火をつけてしまったことでボムは二度爆発した。更に大きい超ドデカボムがあり、なだれに埋まって動けなくなったマリオ達を助けに来た雪だるま地蔵によって導火線の火を消されて爆発を阻止された。
ゲドンコマスター、ゲドンコアシスタント
ゲドンコ星人の総大将。背中にゲドンコアシスタントを負ぶっており、マスターは杖攻撃をしてきてアシスタントはビーム砲で攻撃する。ゲドンコ姫の命令でベビィピーチの命を狙っており、逃げたキノじいを追って現在のキノコ城にやってきたが、最後はオヤ・マー博士が開発したカッサーの力によりパワーアップしたベビィピーチの怒りの炎によって敗れた。

#### 敵キャラ
ゴロガン
ゲドンコ城（キノコ城を占拠したときの名前）の門番。「もーん」が口癖で、体を使った回転攻撃が得意である。ベビィの兄弟を寄せ付けない力を見せたが、大人のマリオブラザーズの連携プレイによって倒された。
ボスパックン（母）
ベロパックン達の母。優しく、家族思いである。家族の幸せを守るために必死にマリオと戦い、一度はコウラベビィマリオの連続攻撃によって倒されたが、最後は完全に家族団結したためにカケラはもう必要ないとマリオに渡した。
ベロパックン（子）
ボスパックン（母）の子供で、3つ子。以前は手のつけられないほど凶暴かつ悪だったが、コバルトスターのカケラを見つけてからはコバルトスターの力でいい子になっている。母が倒された後は一度は見限ろうとしたが、考える中で母が大事な存在だと認識し、母の仇を取るために家族団結アタックでマリオに攻撃をし、最後はそのこともあってカケラ無しで完全に家族団結した。
ゴロボー
ドッスンの妻。バラバラにされてもすぐに再生し、また石なので炎に強い。夫のドッスンが楽しみにしていた火山の噴火をマリオ達によって止められたことに怒ってマリオに攻撃を仕掛け、マリオが放ったミックスフラワーによって巨大な炎の玉（ファイアボール）を受けるが、逆に炎を纏ったままマリオを掴んで転がり、過去のオヤ・マー博士が用意した新年用の打ち上げ花火にそのまま突っ込んで花火に引火し、マリオ達と共にド派手に飛ばされた。その後、夫が喜んだ姿を見て自分がしたことをマリオに謝った（が「じゃあ来年もお願いね」とマリオに頼んだが、すぐ断られた）。
ドッスン
ゴロボーの夫で、職業は石だけに医師である。カレンダーに印をつけ、昨夜ワクワクして眠れなかったほど火山の噴火を楽しみにしていたが、マリオ達が噴火を止めたせいで落ち込んでいた。しかし、過去のオヤ・マー博士が用意した新年用の打ち上げ花火を見て嬉しくなり、感激の涙を流しながら喜んだ。これまでに登場したドッスンとは性格がかなり異なる。
ビジターパックン
球状に包まれた土管に住み着いているパックンフラワー。たくさんの土管から顔を出してルイージを苦戦させるが、勇気の花コピーフラワーによって増えたルイージ軍団に圧倒され、最後は本物のルイージのハンマー攻撃で倒された。
たぬボー
タヌキの姿をしたクリボー。仲間をゲドンコ星人に倒されて独りぼっちになってしまい、そこへやって来たマリオ達を見て、マリオ達の姿に化けることが出来ることを生かして面白半分でマリオ達の勝負をしているところを楽しんでいた。その後、イタズラをしたお詫びに満開の桜に化け、マリオ達に勝利の花をパーっと咲かせてほしいと言った（しかし、最終的にルイージが大きなクシャミをしたせいで桜が全部散ってしまう）。

### スーパーペーパーマリオ編

#### 仲間キャラ
アゲール
マリオに次元ワザを教えた仙人。なお次元ワザはその回以後あまり使われていない。
サンデール
まじない師。マネーラの手によりトイレに閉じ込められていた。
グランエル
スカイランドの国王。シニガミダスにピュアハートの在り処を聞かされても言わず、ラブエルを庇って氷付けになる。
ラブエル
スカイランドの王女で、グランエルの娘。マリオとルイージのことを「ブサイクな髭」と呼んだ。ゲームとは違い、自分自身がピュアハートだと明かし、最終的にはピュアハートへと還った。

#### フェアリン
アンナ
ノワールに敗れて気絶していたマリオを叩き起こした妖精だが、正体はエマという人間の女性で、ヤミ一族の青年ルミエール（ノワール伯爵）の恋人である。しかしそれを良しとしなかったルミエールの父親によって謀殺されてしまう。現在では妖精に生まれ変わっているがかつての記憶は忘れてしまっている。
ゲームではルミエールの父によって異次元に追放された後はデアールに助けられて妖精に生まれ変わった。ゲームとは違い、暗い喋り方はせず、むしろ明るい喋り方をする。また、顔が明確で、可愛くなっている。最終決戦で完全に記憶を取り戻し、最後はピュアハートに導かれてルミエールと共に幸せに暮らしている。
トるナゲール
アンナと同じ妖精。のほほんとして豪快な性格である。アンナがマリオにつっこまれている所をいじめていると勘違いしてマリオを投げ飛ばした。その後、マリオのことを世界を救う勇者だと言ったアンナの発言に驚き、更にはマリオに対して心配する素振りを見せていたが、ドドンタスと戦うマリオの諦めないという心意気を認めて手助けした。
バーリやー
アンナと同じ妖精。本作ではバリアーの役目をしていない。アンナがカメレゴンに捕われた後に登場し、マリオと共に救出に向かった。

#### ノワールと部下たち
ノワール
コントンのラブパワーを使って世界征服を目論んでいる悪の伯爵だが、正体はヤミ一族の青年ルミエールである。人間の女性エマに恋をしていたが、付き合うことを反対した父親によって彼女を消されたことが世界征服を目論む原因となっていた。エマにのみ「ルミちゃん」の愛称で呼ばれていた。最終決戦で妖精のアンナがエマだと知り、彼女と再会したことで改心したがディメーンに見限られ、スーパーディメーンになった彼に踏み潰されて死亡する。しかし、ピュアハートによって復活し、アンナ（エマ）と共に導かれ、その後は一緒に幸せに暮らしている。
ナスタシア
ノワールの側近。初登場時はやたらと本作『スーパーマリオくん』の宣伝をしたため、伯爵にコロコロ編集部の回し者かと突っ込まれた。伯爵に好意を持っていたが、ゲームと異なり、彼の過去を知った時は「なんて身勝手な」と評した（直後に怒った伯爵に噛みつかれた）。戦うシーンは無く、アンナ（エマ）と共にノワール（ルミエール）が消えていくように涙を流していた。
ドドンタス
ノワールが送り込んだ刺客。原作とは違って本心ではなく、勇者になりたかったためにノワールに忠誠を誓っている。投げ技でマリオを苦しめるが、トるナゲールの手助けによって阻止され、スーパーマリオ連続ジャンプで倒される。その後、勇者になりたかった本心を明かしたことでマリオに勇者の印として帽子を譲られ（同じ帽子を大量に持っていたため）、おまけに「勇者」と掛けたダジャレで「注射」を打たれた。
ディメーン
ノワールの手下。初登場の時はズンババの思考回路を魔法でショートさせ、マリオを倒そうとしたが、失敗する。本編最終話では改心したノワールを見限り、自らルイージを取り込んで「スーパーディメーン」となった。
マネーラ
ノワールの手下。サンデールを監禁し、彼女に成りすましたが、アンナに正体を明かされた。その後、戦闘形態に変形してマリオを苦戦させるが、バンケンが持ってきたブロックから出てきたおたすけドット隊によって足の動きを塞がれ、マリオのパンチで倒された。
ミスターL
緑色の貴公子。正体はノワールの改造を受けたルイージである（ゲームよりマリオとクッパは早く気がついた）。ルイージとしての記憶を失っており、マリオとクッパ二人掛かりでも苦戦するほど力も強くなっている。マリオに兄弟の思い出を訴えられるも、そもそもろくな思い出が無かったために怒り、戦闘メカ「エルガンダー」を使ってマリオとクッパを倒そうとしたが、マリオの奮闘によってピュアハートが齎したアイテム・ハッピーフラワーの力で元に戻った。しかし、結局マリオとクッパに袋叩きにされた。
スーパーディメーン
暗黒空間に飲み込まれたルイージをディメーンが取り込んで変身した敵で、本作のラストボス。その力で当初こそマリオ達を圧倒したものの、復活したピュアハートの力で巨大ドット姿になったマリオ、クッパ、ピーチの一斉攻撃を受けて消滅した。

#### その他
ズンババ
古代の民が作ったロボであり、守り神であるドラゴン。マリオを勇者と確認し、ピュアハートを授けようとしたが、ディメーンにより思考回路をショートさせられて暴れ回る。マリオは信心深かったため、守り神という立場を利用してマリオを苦しめるも落としたピーチの写真に唾をかけたことがマリオの逆鱗に触れ、めちゃくちゃな攻撃で倒されて元に戻った。
カメレゴン
アンナをさらったカメレオン。ピーチに変装したマリオ（本人曰く「ヒゲのはえたピーチ姫はとってもレア」）を自分の城に持っていったが、後にマリオだと気付き、姿を消したり、舌を使ってマリオを苦しめたが、ピーチと勘違いして追ってきたクッパに妨害される。その後、マリオとクッパの喧嘩のドサクサに倒された。ゲームで見せたオタク趣味は、可愛いものを集めている、ゲーム機を大量に所持しているという程度に留められている。
シニガミダス
スカイランドを襲った魔物。冷気でマリオとルイージを氷付けにしたり、氷弾で苦戦させるが、最終的にピーチ姫の救援もあってマリオ達に倒される。
ロック人
ストンストン村に住む村人。ノワール伯爵によって飛ばされてきたピーチ姫を「神さま」と称え、ハナーンにさらわれた村人を助けてほしい、ボスのキングハナーンを倒してほしいとお願い事をする。その後、キングハナーンが元に戻った後はピーチ姫に感謝するが、自分達がキングハナーンを凶暴にした原因であるために彼女に怒られて川をキレイにする掃除をした。
キング・ハナーン
ハナーン族の女王。ロック人達が水を汚染したせいで狂ってしまい、ロック人達をさらっては奴隷にしていたが、ピーチ姫の涙で怨念が洗い流され、元の純粋で優しい女王に戻った。
ブブドー
モノノフ王国の100人衆。ゲームとは違い、ピーチ姫の回想の1コマのみの登場で、武術大会に参加した彼女にあっさり敗れていた。
エマ
ルミエールの恋人である人間の女性で、アンナが妖精に生まれ変わる前の本当の姿。ルミエールのことを愛称で「ルミちゃん」と呼んでいた。人間嫌いであるルミエールの父によって始末されてしまう。
デアール
魔法使いの老人。ゲームとは違い、マリオ達と関わることがなく、アンナの回想の1コマにのみ登場し、ルミエールの父によって異次元から追放されたエマを助け、彼女を妖精アンナへと生まれ変わらせた。
ルミエールの父親
ヤミ一族の長で、ルミエール（ノワール伯爵）の父。最終決戦の回想シーンにのみ登場し、人間が嫌いなために息子が人間の娘と付き合っていることが許せず、エマを始末した。

### スーパーマリオギャラクシー編

#### 仲間キャラ
ロゼッタ
ほうき星天文台の主。うっかりで、やや天然ボケな一面もある。バリアを張ったり幻影を作ることができる。本作では、身長がピーチ姫と同じ。
チコ
マリオと一緒に冒険するパートナー。単体だとほぼ無力だが、マリオに入るとスピンアタックをすることができる。かわいらしい姿でツッコんだりボケたりずっこけたり、マリオやルイージのサポートをしている。主にツッコミ担当である。ボスカメックが倒された後、よぼよぼの瞬間移動が移ってバトラーのようにしわしわの姿になってしまったり、魚を食べすぎて、でぶになってしまったことがある。
マリオとともに冒険するチコの他、星船にはたくさんのチコがおり、お年玉をもらうときやクッパJr.に散らされた星を集めるときなどに見ることができる。
「ギャラクシー2編」の読み切りや「3Dワールド編」の宇宙でも登場。マリオの相棒と言う立ち位置に再びなれることを喜んでいた。
バトラー
ほうき星天文台にいるよぼよぼの長老。クッパとの最終決戦直前にパワースターに成長し、最後の1個のパワースターとして星船を動かす動力の一部となった。ゲームとは違い、姿がしわしわである。七夕の日に＜しわがなくなりますように＞とお願いしていた。
ハラペコチコ
食いしん坊の星の子。マリオに入るとボディプレスを炸裂させることができる。ゲームとは違い、勝手にスターピースを食べる上に変身しない。七夕の日には＜スターピースもっともっといっぱいたべたい！＞とお願いしていた。
キノピオ隊長
キノピオ探検隊の隊長。おやじギャグが大好きで、態度がでかい。頼りないが、勇気を見せる時もある。マリオと一緒にコウラを持ち上げて投げるほど力持ち。ギャラクシー編の最終回では親衛隊に昇格しキングボーネに苦戦するマリオの援護をする活躍を見せた。３９巻では、七夕の日にたんざくにかきおきしただけで全く出番がなかった。

#### 敵キャラ
巨大クリボー
ヘブンズドアに現れた巨大なクリボーだが、実はロゼッタがクッパに敗れて落ち込んでいたマリオの自信を取り戻すために作ったイリュージョンである。マリオのスピンアタックによって倒される。
タコボー
オタキングの手下。マリオが怪しまれないように「突撃!となりの星の晩ごはん」と書かれたしゃもじをかかげていた時は、すぐ信用して騙されていた。マリオのスピンアタックで倒され、タコ上げにされてしまう。
タコチュ
オタキングの手下。ちゅーちゅー攻撃でマリオを苦戦させるが、彼の策略に嵌まってスピンアタックで倒される。
ゴロゴロ岩
ルイージが迷いこんだ惑星のゴロツキで、複数いる岩石のモンスター。岩山のスターを独り占めにしており、マリオ達を苦戦させるが、読者の応援のお手紙によってパワーアップしたルイージに動きを止められ、マリオのジャンピングスピンアタックによって倒された。ゲームと違い顔がついているため赤い部分が狭くなっている。
クワカブト
ハニークイーンが体をムズムズさせる原因を作った張本人。ハニービーが集めてきたミツを横取りする悪いやつ。体はめっちゃ固く、おまけにむっちゃ重い。最後はチコが持ってきたファイアーフラワーで変身したファイアマリオによって倒される。
コテムシ
ハニービーキングダムギャラクシーにいた、ルイージのことが大好きだったメスの虫。ひっくり返ると自分で起き上がれない。あまりの乱暴ぶりをもてあましたルイージにふられパニックを起こし、彼を助けに来たマリオに八つ当たりをした。その後マリオがスピンアタックをあてたせいで岩崩れがおき、ピンチになっているところを、放っておけないと思ったルイージに助けてもらった。最後は助けてくれた嬉しさの勢いで起き上がりルイージを他の星にふっとばしてしまった。星くず祭りに招待され、ルイージと再会できた嬉しさに彼を噛んでいた。
ベビーベーゴマン
ベーゴマン一族の戦闘員だったがあまりに弱すぎたため不良品としてバトルロックギャラクシーの宇宙のゴミ捨て場に捨てられてしまった。ゴミを片付けに来たマリオ達と出会った。あるゴミ山だけは頑なにボム兵で片付けられることを嫌がっており、その理由はゴミ捨て場に咲いた一輪の花を守るためという敵キャラに似つかわしくない優しいものであった。星くず祭りの全員集合時にも登場。
トゲベーゴマン
バトルロックギャラクシーの円盤でルイージを捕まえる。コレクションマニアでキラーを飼っている。マリオの策で檻から抜けだしたルイージを再び捕まえようとするが、キラーに叛逆され敗北、コレクションも解放される。
テレサ夫婦
ファントムギャラクシーのおばけやしきに住んでいる夫婦。星くず祭りではおばけやしきを開いていた。
夫はオバケのくせに怖がりで妻やマリオ、さらには同僚のカボクリボーにまで驚く始末。妻には完全に尻に敷かれている。
妻は気が強く、テレサらしく驚かしに長けている他透過能力も自由に使える。オバケマリオにも優位に戦うがマリオが壁にぶつかりボコボコになった姿に初めて怖がり、マリオのことを好きになる。ポルタの事情や正体も知っており、マリオに彼の心を開かせようとしていた。
レーサーテレサ
おばけやしきの外でテレサレースを開いている。99戦99連勝中のレーサーだが卑怯な手を多く使う(爆弾付きの乗り物を使用させる、バットンやボムテレサを使うなど)。しかしボムテレサを出したことが仇となり爆風で逆にルイージにゴールされてしまう。星くず祭りにも来ていた。
ゴールドワンワン
『NGワード』を発言すると発言したものを球体に変えるたたりをもっている。名のとおり金色に輝いていて無敵である。しかし諦めなかったルイージの気持ちが勝りレインボースターでパワーアップしたルイージに倒された。
ツキダシドーン
雪山にいた敵キャラクター。壁から突き出るだけでなく他個体の中からも突き出る厄介さを持っている。雪だるまを破壊した。
砂風くん
星船からお年玉(とバトラーのカツラ)を巻き上げた。サンボヘッド親子に雇われていた。
サンボヘッド親子
サンドアイランドギャラクシーに住んでいる。砂風くんと共に各地でお宝やアイテムを盗むドロボー。本来ならば苦労せず倒せるザコキャラだが風邪を引いたルイージを親子で袋叩きにした。流砂に落とすまでは有利だったものの地中に隠していた戦利品の赤コウラにツッコんだルイージにぶつかって倒れた。
メットボー軍団
クッパJr.に従って奪ったスターをイカダへ運ぶ。

#### ボスキャラ
ディノパックン
エッグプラネットギャラクシーにある大きな卵の中に閉じ込められた大きパックンの恐竜。ライフUPキノコでパワーアップしたマリオのスピンアタックによって敗北した。
オタキング
タコボー、タコチュー、オタロック達のボス。巨大なタコの姿をしており、火の玉攻撃が得意 である。最後はマリオがやけくそで地面から出した土かんを見てタコの習性で穴に入り込んでしまい、詮で穴を塞がれてしまう。
マリオがパワースターをゲットした所を見て、実はタコ一族のお宝「金のタコつぼ」を彼が狙っていると思い込んでいて勘違いしていた。
ボスカメック
1万年生きているよぼよぼの魔法使い。初めはチコが少し息を吹いただけで倒れるほど弱かったが、マリオによぼよぼを瞬間移動 させて若返り、老体になったマリオを圧倒するが、キノピオ隊長とマリオの連係プレーによるコウラアタックで敗れる。
クモキング
スターダストギャラクシーの巨大なクモ。毒液や6本足キックを得意技とする。マリオたちを近づけさせないほど苦戦させたが、マリオの強い気持ちに応えて出現した幻の惑星ヨッシーの超強力なひっぱりマユによって飛ばされたマリオの体当たりで敗北した。
ポルタ
岩の怪物。元々はテレサと同じオバケだったが、姿が違う上に力が強すぎることで仲間外れにされ、心を閉ざしていた。後に自分の住処にやってきたマリオとの戦いの中で徐々に心を開くようになって最終的には超必殺技の「岩石演舞」で岩がはじけたことで本当の姿に戻った。その後、テレサ達と幸せに暮らせるようにもなった。
カチコチキング
アイスボルケーノギャラクシーにいた敵。親父ギャグで攻撃をし、一度は熱くなってパワーダウンするが、ルイージの寒いギャグのせいでパワーアップし、最後はマリオと和解し、溶けてしまったかと思われたが、マリオの寒い親父ギャグによって山のふもとの村で復活していた。ギャラクシー編の最終回でも登場し、キングボーネによって燃やされた建物を氷漬けにするという形で消火した。
モグキング
星ウサギを追いかけていた巨大なモグラ。外見に似合わず、めっちゃシャイな性格である。地中からの攻撃は得意だが、ヒップドロップには弱い。マリオが地中に注入した「おならガス」によって怒りモードが発動した際に星ウサギを追いかけていた本当の理由はウサギが大好きだからだと本心を明かす。ギャラクシー編の最終回で星ウサギと共に星くず祭りに招待された（足だけだが）。
キングボーネ
銀河のガイコツザメ。アホすぎて 最後まで出番が無く、最後でようやく登場し、キノピオたちを食べるが体が骨なのですぐ脱出されてしまい、コボーネを使って建物を全部火事にしようとするもカチコチキングによって阻止され、今度は自分で祭りを壊そうとしたが、キノピオ探検隊の手助けとマリオの連続スピンアタックによって敗北し、料理にされた（最後は出汁にもされていた）。

#### その他
ハニービー
ハニークイーンに仕えるミツバチ王国の住人。女王のムズムズを治すためにミツを集めており、ミツバチの格好をしていたマリオをハチだと勘違い してミツ集めの協力に連れていった。その後、マリオに女王のムズムズの原因を探ってほしいと頼み、ハチキノコを渡した。殺虫剤には弱く、マリオがクワカブトを倒すために用意した「パルサン」の風向きが変わって、苦しんでしまう。
ハニークイーン
ハニービーキングダムギャラクシーのミツバチ王国に住む女王。ミツバチたちからは「女王さま」と慕われている。体のムズムズを止めてほしいとマリオに依頼し、ムズムズの原因である星のカケラを取り除いてもらい、一度は楽になるが、クワカブトのせいで再びムズムズになってしまう。その後、ファイアマリオがクワカブトに放った火が体に引火し、火事になったことで火傷を負ってしまい、火傷が治るまでパワースターをおあずけにし、マリオとチコをしばらく働かせた。
星ウサギ
ウインドガーデンギャラクシーに住んでいるウサギ。語尾に「ピョン」をつけている。モグキングに追いかけられて困っていた所をマリオに助けを求めるが、モグキングが自分を追いかけている本当の理由がウサギが大好きだと判明した後は彼から改めて告白を受けるが、性別はオスである。
雪だるま
ツルツルアイスマウンテンにいた雪だるま。特殊な雪でできているため動ける。初日の出を見に行くところをマリオがたき火をしたせいで体の雪が溶けてしまったため、マリオたちはツルツルアイスマウンテンの頂上まで運ぶことになった。わがままな所がある。ピンチ状態のマリオを助けるためツキダシドンに突っ込んで砕け散ったが、中に入っていたスターリングでマリオたちを山の頂上まで運んだ。その後は初日の出にお願いをしたマリオによって復活している。
ペンぎゃらすじーさん
アイスボルケーノギャラクシーに長年住んでいるペンギン。マリオを待ちすぎて凍っていた ところを助けられる（電子レンジで氷を溶かされた）。マリオにカチコチキングの退治を依頼する。寒いギャグによる寒さが苦手。お礼として捧げたパワースターはパックに入れられていて冷凍にされていた。名前の由来は同誌連載のとあるキャラクターである。
ペンギン
グラスビーチギャラクシーにいたペンギン。泳げないのが特徴で海で溺れているところをマリオとチコに助けてもらった。
大事な物で家宝である「金のコウラ」を海に落としてしまったのでマリオに探してほしいと依頼する。
色々あって滝の上に置かれた金のコウラは風で飛ばされてしまうが、タイミングよく彼の手元に渡っていた。
大事なコウラを苦労して探してくれたマリオにお礼の金メダルとしてパワースター（砂浜に落ちていた）を渡した。
自分のサインをマリオにあげようとするがいらないと言われてしまう。最終的にマリオは彼の感謝の気持ちがこもったサインをもらう。

### マリオ&ルイージRPG3!!!編

#### マリオの仲間キャラ
イエロースター
スターの精。スターパワーという力を持っている。

#### クッパの仲間キャラ
クリボー
クッパの手下で、今回はお供的存在。ブリロックに捕らえられているところをクッパに助けられ、それから少しの間はクッパのお供として登場した。

#### 敵キャラ
ゲラコビッツ
メタコロ病を広めた張本人でキノコ王国の支配を企んでいる。ラッキーキノコこと「バキュームキノコ」をクッパに与え、マリオ達をクッパの体内に閉じ込め、ピーチ城、クッパ城を乗っ取り目覚めたクッパも部下のメタボスに倒させた。最終決戦ではダークスターの力を取り込んでダークゲラコビッツに変身するが、直後にダークスターにパワーを取り返されて虫のような姿になった上にダークスターに食べられ、「おまけ」にされた。
メタボス
ゲラコビッツの手下。一度はクッパに勝利するものの、再戦ではあっさり敗れた。
トゲーバ
クッパの体の中に住み着いているモンスター。キノピオたちの店をめちゃめちゃにしたが、マリオのハンマーアタックによって敗れる。
ベタリーノ
ファイアパイプにいた敵。マリオとルイージのスペシャルアタック・ミドリこうらアタックによって敗れる。
タンパくん
キノじいを閉じ込めていた（本人曰く「腐る直前までねかせていた」）敵。ルイージのハンマーによって小さくされた（イエロースター曰く「打ちどころがよかった」）。
カラカラゲッソー/ミネラルゲッソー
普段は小さいが、水分を吸収することで膨らんだ姿となるゲッソー。マリオを相手に何度か攻撃したり、逆に圧倒されたりと繰り返し、最終的に膨らんだままの姿でいられたかと思われたが、実際は風船の中に隠れていただけで、そのことをイエロースターに看破され、最後はあっさりと降参した。
クッパ城
おなじみの最終ステージとしても扱われてきたクッパの城。今回はゲラコビッツに改造されたため敵として登場し、クッパとそのお供をしていたクリボーを攻撃するが、マリオたちのおかげで巨大になったクッパに敗れ、正気に戻った（その際にクッパ城には「正気」と書いた旗が立てられていた）。
ジューシー
カロリンと共に現れた肉の形をしたモンスター。攻撃されると相手はブクブクに太り、またカロリンが食べると分裂する。
カロリン
メタボルスペースに出現した敵。ルイージの持っていた胃袋型消火器によって一度は倒されるもジューシーを食べて分裂した。しかし、マリオたちのスペシャルアタック、スイーツバスケットによって敗れる。
アルカロテン&ベタカロテン
メタボルスペースに出現した敵。
クッパメモリーM&クッパメモリーL
バトルコロシアムで登場したクッパの記憶にあるマリオとルイージ。マリオは自分の弱点は自分が知っているといったが、クッパの記憶にないため、まったく効かなかった。Lはテレサに追いかけられる際のアタックやスリップハンマーでマリオを攻撃、Mもスターダッシュでルイージを攻撃する。その影響ででコロシアムが崩れかけるが、クッパの記憶にマリオの勇敢さも残っていたため、巨大マリオで食い止めようとした。しかし、耐えきれずにコロシアムが崩れ落ち、クッパも腹を壊すこととなった。
ダークスター
キノコタウンの地下にねむっていた暗黒パワーたっぷりのスター。あんこくパワーを発動し、ゲラコビッツをダークゲラコビッツにパワーアップさせるが、結局はパワーを取り返し、虫のような姿になったゲラコビッツを食べて「おまけ」にした。その後、クッパのパワーを欲しクッパの体の中に浸入、そこでマリオたちと戦い、序盤は押され気味に見えたが全く効いておらず「すごいビーム」でマリオたちを倒した。その後はダーククッパに変貌するが、ピーチ姫によって叩き出され、更にクッパに吸い込まれてダークスターコアとしてマリオたちと再び対決、最後はキノコ王国中からやってきたスターの力によって敗れた。
ダーククッパ
クッパのパワーを取り込んだダークスター。クッパをダークファイア、岩石落下などで追い詰めるものの、ピーチ姫にハンマーで叩かれてコアであるダークスターコアが口から出たことで抜け殻になってしまい、最後はクッパに敗れた。

#### その他
ブリロック
敵でもなく、味方でもないキャラクター。クッパにバキュームブロックと捕らえていたクリボー軍団をプレゼントするが、バキュームブロックの効果を確かめたクッパによって吸い込まれた。

### NEWスーパーマリオブラザーズWii編

#### 味方キャラ
パタメット
集団で登場した羽が付いたメット。ワールド7に登場し、ヨッシーが勝手に開いたアイス屋にやってきたのが、マリオ達との出会いでアイスを貰ったお礼にマリオ達を運んであげ、その後はマグナムキラーに苦戦していたマリオを助けた。
エイジロウ
ワールド5でマリオ達を運んでいたキャラ。最初は遅く、えさ（ヨッシー）のおかげで早くなったものの、早くなりすぎて荒っぽい着地をしてしまう。
子連れゲッソー
敵でもなく、味方でもないキャラ。1～4番の子ゲッソーを連れていた。
子ゲッソー1番
子ゲッソーの中で一番おバカ。母親（子連れゲッソー）のためにアコヤガイのどれかに入っている真珠を見つけて母親にプレゼントしようとし、そんな時にマリオと出会い、「一緒に探してくれたら大砲をあげる」と言ってマリオたちと真珠を探したが、なかなか見つからず、そのままアコヤガイを自分のものを言い張るフグマンネンと対決し、その中でマリオがファイアフラワーを取れない状況だったため、代わりに自分が取り、焼きイカになりながらもフグマンネンを倒した。その後、遂に見つけたアコヤガイの中には真珠ではなく「新種」のクリボーであるピカクリボー（漫画オリジナル）が入っていたためにショックを受けたが、やって来た母親から気持ちだけで十分だと言ってくれたことで元気を取り戻した。
パックン族
森で暮らしているパックン達。フリーマーケットをやっている者もいたが、マリオ曰く「どれひとついらない」ものである。超悪いパックンの出現で気が弱くなり、当初は怯えていたが、マリオの言葉で勇気を出し、一緒に超悪いパックンを倒した。
カニボー
ルイージ達の前に現れたカニ。ワールド4に登場し、ヨッシーやルイージ、キノピオ達と仲良くしようと近づくも手がハサミであることが災いして遊べず、一時は逃げ出す。その後、でかウニラに苦戦している彼らの前に現れ、得意の散髪を用いてウニラを追い返した後はキノピオからハサミ用安全手ぶくろをプレゼントされた。
ライトクラゲ
湖を明るくするのが役目であるクラゲ。カメックが湖を汚して真っ暗にしたせいで光れなくなっていたが、マリオが見つけたスターコインのおかげで光ることが出来るようになり、マリオ達を勝利へと導いた。
きいろヨッシー
願いごとを叶えてくれるハッピーなヨッシー。「幸せの黄色いヨッシー」と言われているが、笑わせないと願いごとが叶わない。
普段マリオ達といるヨッシーとは別個体で、丸々とした見た目で「はっぴ〜」と「うま〜」としか喋ることもない。性格はヨッシーと同じく食いしん坊で、食べ物関連のネタに笑う。体格は丸いが足は速く、ただ追いかけるだけではなかなか捕まえられない。
キノピオ一家
ワールド9に住むキノピオの一家で、家族構成はパパ、ママ、息子、じいさんの4人家族である。執着するほどキノコ料理が大好きで、キノコが生えている土地に長年住んでいる。本物のマリオやルイージを見たことがないため、ルイージ本人をマリオ、ヨッシーをルイージと思い込んで歓迎する。その後、自分達を追い出そうとした乱暴者のキングキラーに困っていたが、最後はルイージとヨッシーに助けられ、更に後からやって来た本物のマリオを変装している偽物だと勘違いしてしまう。

#### 敵キャラ
砂
ワールド2で登場した砂。流砂になったり、地面から吹き出したりする。マリオに「砂のくせに、そんなこと…。すなー!!!」と言われたことに激怒し、暴れた。
アイスブロス
ワールド3に出てきた敵。氷まつりのチラシ でマリオ達をおびき寄せ、マリオ達を倒そうとアイスボールでルイージ、キノピオ2人、ヨッシーを凍らせ、更にマリオのミスで氷の像から敵キャラが解放され、そこからマリオを追い詰め、マリオを崖の下に突き落とすが、ペンギンスーツをゲットして駆け上がってきたペンギンマリオによって敵キャラは全滅、アイスボールを食らわせようとするもマリオの「大サービスの超ドでか盛りアイスボール」によってワールド3ごと凍らされて敗北した。
氷（アイス）スネークブロック
レミーによって氷ブロックから姿を変えられた敵。敵も味方も関係なく暴れまくり、最後はマリオとレミーのコンビネーションによって倒された。
ワンワン
ワールド5の城で1ヶ月も金網にはまっていたワンワン。かなりやつれていたが、ヨッシーによって救出され、ヨッシーに「クリボーのほし肉」を貰う。その後、イギーによって巨大に戦闘用に変えられ、マリオ達を追い込むが、ヨッシーの懐からこぼれたクリボーのほし肉を見たことでヨッシーのことを思い出し、イギーを倒した。
マグナムキラー
ワールド7で出てきた敵。マリオを下へ落とそうとしていたが、最後はアイスフラワーでパワーアップしたマリオに凍らされて敗北した（最終的にはヨッシーにかじられていた）。
でかテレサ
おばけやしきのテレサ達の親分。マリオをブロックに突き刺して追い込んだが、マメキノコで小さくなったマリオがスターコインを動かしているのを見て「おばけだ～!!」とビックリし、降参した。再会時には、「帰しま10」を実行し、お化け屋敷に迷い込んだマリオ達を驚かせた。
カメック
おなじみであるマリオの敵。久々の登場なので初戦時には気合の入った衣装を着ていた。マリオとヨッシーを追い詰めるが、ルイージ達が乗っていたほねコースターの体当たり で敗北し、マリオ達に近道を教えると偽ってワープ大砲に入らせ、ワールド3まで逆戻りさせた後は、ワールド8の湖の中でマリオ達と再び対戦し、まっ暗の中で圧倒したが、スターコインをはめたライトクラゲ達の光に場所を照らされたことで居場所を知られ、最後はマリオ達に袋叩きにされて敗北し、クリスマスツリーみたいに明るく飾られた。その後、クッパJr.を魔法でメカクッパJr.に変え、マリオ達を苦戦させるが、ルイージ達によって大ボケ作品に変えられたメカクッパJr.の中に閉じ込められた。
フグマンネン
真珠探しの最中に現れた敵。全てのアコヤガイは自分のものと言い張り、マリオ達やゲッソーの子供に攻撃を仕掛けたが、最後はゲッソーファイアミサイルで倒された。
超悪いパックン
パックン族の暮らしている森にやってきた超悪そうなパックン。マリオを追い詰めるが、最後は「マリオ&パックンローリングかみかみアタック」で敗れた。
メガブロス
ハンマーブロスの弟。体はとてもでかいが、恐がりかつ戦うことが嫌いである。楽しみにとっておいたケーキをヨッシーに食べられたことで怒りスイッチが入り、敵味方関係なく凶暴になってマリオ達を追い詰めるが、最後はピーチ姫が送ってきたパワーアップアイテム（写真）によってパワーアップしたマリオ達に敗れる。
ハンマーブロス
メガブロスの兄。弟と共にパワーアップしたマリオ達に敗れる。
でかチョロボン
チョロボンたちの親玉。ぞりぞり攻撃などでルイージとヨッシーを苦しめるが、うっかり口を滑らせて炎が弱点だということを言ってしまい、それが原因でルイージとヨッシーの超巨大炎玉に敗れる。
チョーチン
名前の通りにチョウチンアンコウのようなおじさん。カメックによって操られ、マリオ達を攻撃した（ゲームでは攻撃しない）。
パタクリボー
ルイージ達の前に現れた敵。賞金目当て（マリオは1000000コインもの賞金だったが、ルイージはたったの5コインである）でルイージと戦ったが、それは貧乏で、生活苦になっている家族を助けるためである。
クリボーの家族
ママクリボー、ババクリボー、ジジクリボー、パパクリボー（失業中）のクリボー一家だが、正体は4体に分裂していたでかクリボーである（ゲームと同じく、でかクリボー、こでかクリボー、クリボーの順番）。ルイージとヨッシーの見つけたPOWブロックで倒され、再び分裂した。
でかドッスン
クッパに指名されてやってきたでかいドッスン。橋を壊してマリオ達の行く手を阻み、追い詰めるが、最後はペンギンマリオの急降下アタックで周りを削られて形が丸くなり、更に性格も丸くなって和解した。
クラッシャー
自称クッパ軍団最強のボクサー。マリオ型の練習代人形でマリオを倒す練習をしており、またゲームとは違ってボス並みの強さを持っている。ピーチ姫から送られてきたピーチ姫型チョコに入っていたたくさんのスーパーキノコによってメガでかになったマリオに踏み潰された。
バブル
クッパ城に住んでいるバブル達で、畑をつくっている（なす火、すい火、火まわりなど）。何匹かヨッシーに食べられ、残ったバブルは合体して大火炎（ビッグバブル）になり、ルイージ達を追い詰めるが、最後はルイージの寒いギャグに反応して発芽したアイスフラワー（自分たちが植えていたのを知らなかったらしい）を取ったアイスルイージに敗れる。
ロックガボン
クッパ城でクッパのマネ（影だけ）をして出てきた敵キャラで、投げの名人。マリオ達をあと一歩まで追い詰めたが、最後はヨッシーのおにぎりに入っていたマメキノコを採ったマリオ達のスーパーマメマメ戦隊の作戦によって溶岩に落ちて敗北した。
サンボ
ワールド2の敵。複数のサンボと合体し、「サンボール」になるも最後はマリオのおならで合体を解除され、ヨッシーに食べられた（サンボを食べたヨッシーもボールになった）。
クッパ軍団のお笑い部門
こでかクリボーを中心とするお笑い部門。マリオに「ネタを見てほしい」と言ったが、本当の目的は「油断しているうちに倒す」ことで、一時は追い詰めるも最後はペンギンマリオのボケに呆れつつ、倒された。
超大ボケのパックンフラワー
まさに大ボケのパックンフラワー。大ボケ花粉を撒き散らし、ボケの要素を強く持つ者を戦えないくらいの超大ボケにする。マリオやヨッシーに効いたが、最後は風向きが変わってクッパにも効いていた。
ケロンパ（大）
大きいケロンパ。マリオにかかった大ボケ花粉を治す薬を手に入れようとしたルイージとヨッシーに昼寝から無理矢理起こされるなど散々な目に遭ったが、最終的には薬である自分の炎でマリオを治した。
でかウニラ
ワールド4でルイージ達の近くに現れた敵。ルイージがちょっと人気が出て天狗になったことに激しく激怒し、彼らを攻撃したが、実際は「魚介類ビューティヘアコンテスト」でビリになったために機嫌が悪かっただけで、最終的にはカニボーの介入で自身の髪型を気に入って感謝し、海に戻って言った。
メット
ワールド4の地下道の工事現場の監督で、大の踊り好きの親父。作業員にKARO（KARAのパクリ）やチョロザイル（エグザイルのパクリ）やマグナムキラー（不発弾）などがいる。クッパのわがままで働かされているため、反感を持っているものも多く、最終的にはマリオ達をワールド8まで連れて行き、マリオに全てを託した。
キングキラー
ワールド9の乱暴者で、最後に出てきた敵。自身の「キラーキラーランド」を作るためにキノピオ一家に立ち退きを勧告するために強襲し、マリオと偽っているルイージを追い詰めるが、最後は岩を食べて重量級になったルイージとヨッシーに動きを封じられ、アーマーが取れて超巨大なフィッシュボーンという正体を現した後にルイージの超重量級でぶアタックで粉々にされて倒された。

### スーパーマリオ3Dランド編

#### 味方キャラ
キノピオ
マリオと共にクッパ城へ向かうが、たまにマリオにひどい目にあわされる。
ルイージ
砦にさらわれていたが、自力で脱出した。その後マリオと再会したが、結局ひどい目にあわされるばかりである。
ゲッソー
海で溺れていたところをマリオが助けたお礼に「Newスーパーマリオブラザーズ2お試しゴールドセット」を渡し、お試しした。そしてお試しが終了した時、煙を放ち、マリオが歳をとってしまった。
チョロプー達とプー子
一年に一度のもぐらまつりを開催したモグラたち。しかし開催場所がゴロプーの縄張りでいつも祭りの邪魔をするが、地蔵マリオとルイージで制裁された。

#### 敵キャラ
タワークリボー
このシリーズで最初にマリオを立ちはだかった敵で、4匹積まれたクリボーである。チームワークでマリオを追い詰めるが、たぬきマリオのしっぽアタックで倒された。
インクパックン・でかしっぽクリボー
マリオを店におびきよせた犯人。彼らの店にはいろいろ罠が仕掛けられている。キノピオ全力発射や連続尻尾アタックで倒され、売り物にされてしまった。
しっぽクッパ
しっぽが生えてしまった本物のクッパ。手下たちに雑に利用され、更にはサンボ達に触られみごとに腫れてしまい、怒り任せにしっぽを振るった結果、自身の城を破壊してしまった。
W1のしっぽクッパ
W1の城のボス。眉毛が細く牙も少ない。言動もおかしく、語尾に『クリ』とつく、マリオに執拗に怯える、ザコと聞いて怒る、自身の吐いた炎で火傷するなど怪しさが目立つ。正体はこのはを使って化けていたクリボーで油断して顔を出してしまったことでマリオにもバレてしまう。体格と力だけはクッパ並で、橋の奥のスイッチを踏ませまいとマリオを妨害していたが、隙をついてキノピオにスイッチを押させたマリオ共々マグマの海へ落ちた。
メラゴン
火を吹く敵で特技は着ぐるみ作り。周囲から「新入り」と言われ、最強の敵キャラになるため、マリオを倒しにいく。最初はキノピオに化けており、正体がバレたためメラゴンデラックスに変身するが、着ぐるみであったためにファイアーボールに焼かれてしまった。その炎をマリオに消火してもらい助けられたことでマリオに感化され、冬限定でマリオの仲間になった。
チョロプー・ザ・ピカソ
看板画家のチョロプー。W2-1に登場し多数の看板を使う「かんばんマジック」でマリオを翻弄する。匂い付きの看板や声をそのまま看板にしたり、背景すら看板だったりともはや何でも看板にしてしまう。しまいにはマリオやキノコも看板にしコレクションに加えたが、そのキノコの看板をマリオが食べたことで復活、その勢いで上空から噛まされたヒップドロップで倒れる。その衝撃で2-1全てのものが倒れ看板だったことが明かされる。実は看板だったと言う微妙なオチでストーリーが終わる。
パタテンテン
赤、青、黄、ピンク、緑が結成した「パタテンジャー」という戦隊でマリオを倒しに行くが、簡単に倒される。やられた時でもいちいちポーズをとる。パタテンロボに乗り込み、パンチやカンチョー、キックをくりだし、修正液ハンドでマリオを消そうとする。弱点は頭にある自爆スイッチ。
ガマネー
コインを食べる敵。コイン全部吐き出すとぺちゃんこになってしまう。
ブンブン
飛行船のボス。大きな手を振り回して攻撃する。後ろから闇討ちする、毒キノコをマリオに食べさせるなど、かなりの卑怯者である。諦めなかったマリオにピーチ姫が届けた光るブロックで変身した白タヌキマリオに殴られ敗北した。
ドンピョン
迷子になってしまったらしく、マリオと一緒に彼の家に連れていった。家で彼の父「チチピョン」と再会した。しかし父はマリオを誘拐犯だと誤解してしまった。
ハッチン
ハチ子の彼氏で、彼女の要望でマリオを連れていこうと考えていたが、罠を仕掛けてもルイージがかかるばかりだったため、結局ルイージを連れてきてしまった。その後マリオを連れていくため必死になるも捕まえられず、先述の訳をマリオに伝えたところ、納得した上でマリオを連れて行くことができた。
ハチ子
ハッチンの彼女でマリオが好き。ハッチンに連れてこられたルイージを最初は嫌っていたが時間が経つに連れ好きになってしまっていた。
プンプン
愛称は「プリりん♡」。アイドルのAKG48所属ですごく人気であるが、見た目はかわいくなくメタボになっている。魅力はウインク。マリオが「かわいくないメタボ」と侮辱したことで怒り、ブーメランで襲ってきた。甲羅にこもった状態であれば無敵で、甲羅アタックやその重量でマリオたちを苦しめる。その後、応援の花束の中に紛れていたブーメランフラワーで変身したブーメランマリオで倒された。そして余分な「ところ」を削られて顔も可愛く、体も身軽になった。
マネック
全身が黒く、マリオに似ている。マリオに憧れ、マリオを真似することに異常に固執しており、マリオを倒すことでマリオになり替わろうと画策していた。原作とは違い、身体に触れると電流が流れるほか、マリオたちよりも足が速い。終盤でブロックから出現したスーパーキノコをマリオがダッシュキノコと勘違いした大ボケを見せるものの、ボケが本当になり大ダッシュで逃げられたことで敗北。この後マネックは「僕には真似できない」と感心した。
ほねクッパ
自滅して溶岩に落ちたクッパがカメックの魔法で骨となって復活した姿。ファイアーは効かず、自身のファイアブレスも骨の隙間から出るなど厄介さも増していた。しかし地蔵アタックを食らいバラバラになってからはそのバラバラが癖になってしまい、大きい声や少し触っただけでもバラバラになってしまった。バラバラしないためにカメックが瞬間接着剤でくっつけてしまったため動けなくなり、しっぽ軍団を呼ぶがあまりの容姿の変貌ぶりに気づかれす、さらにマリオたちがしっぽクリボーに化け、「その骨が大王を倒した」と嘘をついたためしっぽ軍団に制裁された。

### NewスーパーマリオブラザーズU編
ズングリ
マリオたちが木にぶつかったとき登場したムササビの敵キャラ。マリオに2DK（Kは木になっている。）の家を壊されたので、家の修理代と彼の治療費でマリオに巨額のコインを請求。無論払えなかったため、マリオ達に攻撃を仕掛けた。最後はムササビマリオとルイージの連携技「ムササビマリオめっちゃタンコブアタック」で倒された。2回目の登場はムササビマリオがまともに飛べなかったため100コインで飛ぶ練習を教えた。
ボスK.K.
巨大なK.K.。
トッテン
口の絵が描かれたスカーフを身につけている盗賊。「オークションで高値がつく」との理由で「マリオのボケ」を盗み取った。
ゴロー
歯車の敵キャラ。生まれた時から転がり続けており、まともに生活できないため、マリオ達に助けを求めた。「止まれ」の標識や溶岩に落ちそうになったところをヨッシーに助けられたことで一瞬だけ止まるものの、またすぐに転がり始める。最終的にマリオに体当たりされ、倒れたことでようやく止まった。
ダイゴロー
ゴローの父。

## スーパーワリオくん（ワリオランドアドバンス編）のキャラクター

### 味方キャラ
アレヲ・シタイン
伝説のピラミッドを発見した博士。ワリオと出会った直後、彼に無理やり同行させられる形で相棒となり、ワリオをサポートする。
アイテム店（ショップ）の店長
ラッパーのような喋り方をする全身が真っ黒な人間で、文字通りアイテム店を経営している店長。ワリオ達が黒猫の案内で店を訪れた時は正月休みで閉店状態だったが、黒猫に懇願される形でシッキーに苦戦するワリオの元に現れ、自ら「おっきいクチびる」を使ってシッキーの体力を一気に減らした後、ワリオに「親父のげんこつ」を提供して勝利に貢献したが、最後にはアイテム2個の使用料としてワリオに20メダルを要求した。

### 敵キャラ
キヨブー
最初に出てきた敵で、ヨーキの手下。宝と間違えたワリオに捕まって以降、案内役として同行するが、内心ではワリオを倒そうと画策しており、騙し討ちをかけるなどもしていたが悉く失敗に終わる。自身の本拠地である「黄色の通路」では真の実力を発揮し、自身が描いた絵を実体化させてワリオを攻撃するが、デブリーナの必殺ポーズで吐き気を催したワリオの嘔吐物を浴びて敗北。ヨーキの敗北後、ワリオが持ち出した袋の中に隠れることでピラミッドからの脱出に成功し、最後まで敵として登場しながらも生存した。
面ヤリ
面ヤリ出現エリアにいた敵キャラ。ヤリでワリオを追い詰めるも、ワリオの尻を刺したことが刺激となって出た大量のウンチで全滅。無事だった1匹はヨーキに「おしり頭」と「おしりあご」の二人組が浸入してきたと報告した。
グギョ、うつぼあんこう
「緑の通路」の湖に生息する凶暴な魚。キヨブーの誘導で湖に飛び込んだワリオを襲撃するも、逆に反撃されて食われてしまった。
ハッチ
蜂のような敵キャラ。ワリオの顔を刺してバルーンワリオにした。
ぶたたび
キヨブーの絵から出てきた敵。一発攻撃をしただけで出番が終わった。
デブリーナ
キヨブーの絵から出てきたブタのバレリーナ。悩殺ポーズでワリオの気分を悪くさせるも、彼の吐いた嘔吐物を浴びてキヨブー共々敗北した。

### ボスキャラ
ピンキー
最初のボスで、ただのトマトがヨーキの魔法で怪物（モンスター）に変えられた姿。見た目はすっとぼけているが、意外に強く、鉄の人形を使い攻撃をしてくる。ワリオが応戦し、パワフルアタックを複数回叩き込んだことで勝ったかに見えたが、逆に凶暴化し手がつけられなくなる。しかし、アレヲ・シタインがキヨブーに渡したハンマーで叩かれて変身したボヨヨーンワリオに敗れた。
フラワナ
「緑の通路」のボス。王かんの上で汚い顔をして寝ていたところをキヨブーによって起こされ、起こされた怒りからワリオを攻撃し、更にワリオをゾンビに変えたが、アレヲ・シタインの頭の光で元に戻り、リンゴを食べて変身したでぶワリオに敗れた。
シッキー
「黄色の通路」のボス。ワリオを追い詰めるが、アイテム屋（ショップ）の店長が持ってきたアイテムで倒された。
コンダラー、キャバット
ゲームではそれぞれ「赤の通路」と「青の通路」のボス。本作ではワリオの力技により相次いで倒され、1コマのみの登場となった。
ヨーキ
伝説のピラミッドの大ボス。各話の最後に出てくることもあり、オチとなることもある。
最終話ではワリオと戦い、面の下の超怖い素顔を現した後は怒って暴れ回るが、最後はショコラ姫が渡したハンマーで叩かれて変身したボヨヨーンワリオによって敗れた。

### その他
ショコラ姫
かつて遺跡のあたりを治めていた王の姫。ヨーキによって姿を黒猫に変えられており、伝説のピラミッドが発見されたという記事が掲載された新聞をワリオにプレゼントしたことが冒険が始めるきっかけになった。ヨーキとの最終決戦では彼女の魔法で消滅してしまうが、意識はピラミッド内に残っていたため声でワリオをサポートして勝利に貢献。その後、ヨーキが倒されたことで元に戻った。なお、ゲームではクリア時の条件次第で本当の容姿が異なっており、新聞に掲載された写真は少女としての姿であったが、この漫画での本当の容姿はワリオそっくりの姿となっている。（この時ワリオも、「俺そっくりじゃん！」と、驚いていた。）

## スーパールイージくん（ルイージマンション編）のキャラクター

### 味方キャラクター
案内役(ガイド)テレサ
読み切り版でルイージと一緒に行動していたテレサ。オバキュームの説明や屋敷の説明をする。キングテレサをボスと慕いルイージを連れてくるなど敵らしい一面もあるが、ルイージのことを認めていたり、マリオとルイージを素敵な兄弟というなど基本的に味方である。連載版のオヤ・マー博士やキノピオのポジションにあたる。
オヤ・マー博士
おばけを研究している博士。ルイージにオバキュームを渡す。以降はあまり出番がなかったが、マリオの居場所を突き止めルイージと再会した。
キノピオ
ピーチ姫にマリオの捜索を頼まれお化け屋敷に来た。ルイージとは屋敷内で合流し、以降探索を一緒に行うこととなる。

### 敵キャラクター
パパーラ
読書家のオバケ。本を使った攻撃をしてくる。ゲーム同様にあくびをしたところをオバキュームで吸い込まれた。
ママーラ
パパーラの妻。カーテンから吹く風が弱点であるため予めカーテンを縫い付けていた。ルイージの鼻を掴んだ際に彼がくしゃみをしたため髪が乱れ、そこをオバキュームで吸い込まれた。
ババーラ
おばあさんのオバケ。第7面の最後の1コマに登場し、ルイージが息子夫婦（パパーラとママーラ）を吸い込んだことに怒り、ババーラビームを食らわせたが、第8面の冒頭ですぐにオバキュームで吸い込まれた。
ベビーラ
エリア1のボス。赤ん坊の幽霊であり、小さいとバカにしてきたルイージを逆に小さくして苦しめた。木馬やボールを使ってルイージを戦闘不能にするが、マリオの応援と体力回復ハートで復活したルイージに倒され、オバキュームで吸い込まれた。
グルッテン夫妻
ダンスカップルのおばけ。ルイージが吸い込もうとするが、中々吸い込めずにいたためルイージがパスしたことにより唯一オバキュームで吸い込まれずに済んだ。
ター・ハン
食いしん坊のオバケ。チャーハンが大好物で、また語尾に「～ばい」をつけて喋る。チャーハンと名のつくモノはたとえゲテモノであっても無限に食べることができる。食べ過ぎると炎を吐いて攻撃してくる。ルイージの出したマリオチャーハン（上にマリオの帽子が乗っている）を食べた後にマリオの帽子が自分の腹の中で暴れ、それに苦しんだところをオバキュームで吸い込まれた。
スプーキー
犬のオバケ。エリア2の墓地の前に表れた。本来の犬と同様に投げた物を追いかける癖があるため、シャドーマと戦うルイージにその癖を利用された。その後、キノピオをずっと銜え続けていた。
バラバラ
スプーキーと同じく墓地に登場した骸骨。キノピオに骨を取られスプーキーを逃がすのに使われた。
シャドーマ
エリア2のボス。恨み言を言っており性格は暗い。分身と消失を得意技としているが、分身しても本体には影があるという弱点がある。分身をボールにしてぶつけると動けなくなり吸い込めるようになる。分身のボールは1度スプーキーに取られてしまうが、犬の習性を利用しルイージが投げたキノピオを追いかけたスプーキーとぶつかり、動けなくなったところをオバキュームで吸い込まれた。
ミス・ブーニャ
バスルームに表れたブタのオバケ。オバケのミス・コンテストの準優勝者を自称している。ルイージに一目惚れしたがルイージに拒絶されたことで攻撃をしてくる。直前に手に入れていた氷のエレメントで凍ったが、ルイージへの愛の熱で氷は溶けてしまう。
ジャンボテレサ
エリア3のボス。戦いのシーンは無く、29巻12面の冒頭ですぐにオバキュームで吸い込まれていた。
セニョールプジィ
マリオのいる部屋のカギを持っていた画家のオバケ。原作と違い絵は下手であるが描いたものを絵に封じ込めることができる。ルイージのオバキュームを絵に封じ込め、さらに自分の描いたオバケの絵でルイージを倒そうとしたが、ヘタクソに描かれたことに激怒したオバケ達に叩きのめされて消滅した。
キングテレサ
テレサ及びすべてのオバケのボス。読み切り版、連載版共に最初はクッパの着ぐるみの中に入っていたが、着ぐるみから出た後にはパワーアップしたルイージによってオバキュームで吸い込まれた（連載版ではマリオグッズとスターの力でルイージはパワーアップしている）。
クッパ
読み切り版・連載版共にキングテレサの着ぐるみであるがまるでラスボスのように登場する。鉄球攻撃やファイア・アイスブレスを使用する。頭が安定せずそこを攻撃するとキングテレサが飛び出す。

## 実在するキャラクター
沢田ユキオ
この漫画の作者。普段はモブキャラとして登場するが、単行本の書き下ろし漫画や連載○周年やコミック○巻発売等といった記念に到達したりするとメインで登場することもある。
本人曰く「作者だからなんでもできる」らしくペーパーマリオRPG編では難易度を難しくさせたり（34巻）、 Newスーパーマリオブラザーズ編では攻略に必要なスターコインを降らせたこともあった（36巻）。
モブキャラとして登場する場合は「締め切りに追われる漫画家」（15巻など）として登場することが多い。
41巻の特別面では、サガミネーターをはじめとする4人でマリオのゲームをやった。プレイは下手くそ。選んだキャラクターはマリオ。
連載当時の担当編集者
基本セリフのないモブキャラクターだが、急な路線変更や無理な展開にはツッコミをいれてくる。
宇佐美 記者
マリオとワリオ編の最終話に一コマだけ登場。強引にワリオランド編に突入する展開をマリオに指摘され「わかっちゃいましたか」と発言している。
秋元 記者
ワリオの森編からヨッシーストーリー編まで幅広く登場する。広島ファンらしく口癖は「じゃけー」。
柴田 記者
ギャラクシー編や単行本40巻の巻末で登場。締め切りが迫る中､単行本の残り僅かなページが埋まらない沢田に古い原稿を持ってくる。本人は新作描き下ろしをいつも勧めてくる。
樫本学ヴ
ヨッシーストーリー編に多く登場。同じ『コロコロコミック』で連載を共にしている作家。愛称は「カッシー」。公私で仲が良く、彼の話や彼の作品のキャラクターが出ることも多い（ミャメミャメやトンマなど）。
コロコロキング
41巻の特別面に登場した。コロコロの心配王。「心配ないさ～」が口癖。何度も突っ込まれた。選んだキャラクターは黄色キノピオ。
サガミネーター
41巻の特別面に登場した。巨大の割にリモコン捌きは達人級。見た目はこわいが、内心は大丈夫。選んだキャラクターは青キノピオ（プレイヤー同様サングラスをかけている）。
お菓子刑事（おかしデカ）
41巻の特別面に登場した。お菓子だけでなく、ゲームも捜査中。食べてばかりいた。選んだキャラクターはルイージ（ルイージも太っていた）。